# الغزو الروسي لأوكرانيا
الغزو الروسي لأوكرانيا هو غزوٌ شنّته روسيا على أوكرانيا في 24 فبراير 2022. في 24 فبراير 2022 غزت روسيا أوكرانيا في تصعيد كبير للحرب الروسية الأوكرانية التي بدأت في عام 2014. تسبب الغزو وهو أكبر صراع في أوروبا منذ الحرب العالمية الثانية في سقوط مئات الآلاف من الضحايا العسكريين وعشرات الآلاف من الضحايا المدنيين الأوكرانيين. اعتبارا من عام 2024 تحتل القوات الروسية حوالي 20٪ من أوكرانيا. من عدد سكان يبلغ 41 مليون نسمة نزح حوالي 8 ملايين أوكراني داخليا وفر أكثر من 8.2 مليون من البلاد بحلول أبريل 2023 مما أدى إلى أكبر أزمة لاجئين في أوروبا منذ الحرب العالمية الثانية.
في أواخر عام 2021 حشدت روسيا قوات بالقرب من حدود أوكرانيا لكنها نفت أي خطة للهجوم. في 24 فبراير 2022 أعلن الرئيس الروسي فلاديمير بوتن عن "عملية عسكرية خاصة" مشيرا إلى أنها كانت لدعم جمهوريتي دونيتسك ولوغانسك المنفصلتين المدعومين من روسيا واللتين كانت قواتهما شبه العسكرية تقاتل أوكرانيا في صراع دونباس منذ عام 2014. تبنى بوتن وجهات نظر وحدوية تتحدى حق أوكرانيا في الوجود وادعى زورا أن أوكرانيا يحكمها النازيون الجدد الذين يضطهدون الأقلية الروسية وقال إن هدف روسيا هو "نزع السلاح والنازية" من أوكرانيا. شنت روسيا غارات جوية وغزوا بريا على جبهة شمالية من بيلاروسيا باتجاه كييف وجبهة جنوبية من شبه جزيرة القرم وجبهة شرقية من دونباس باتجاه خاركوف. فرضت أوكرانيا الأحكام العرفية وأمرت بالتعبئة العامة وقطعت العلاقات الدبلوماسية مع روسيا.
انسحبت القوات الروسية من الجبهة الشمالية بما في ذلك من ضواحي كييف بحلول أبريل 2022 بعد مواجهة تحديات لوجستية ومقاومة شديدة. على الجبهتين الجنوبية والجنوبية الشرقية استولت روسيا على خيرسون في مارس وماريوبول في مايو بعد حصار مدمر. شنت روسيا هجوما متجددا في دونباس واستمرت في قصف الأهداف العسكرية والمدنية بعيدا عن الجبهة بما في ذلك شبكة الطاقة خلال أشهر الشتاء. في أواخر عام 2022 شنت أوكرانيا هجمات مضادة ناجحة في الجنوب والشرق. بعد فترة وجيزة أعلنت روسيا الضم غير القانوني لأربع مناطق محتلة جزئيا. في نوفمبر استعادت أوكرانيا أجزاء من مقاطعة خيرسون بما في ذلك مدينة خيرسون. في يونيو 2023 شنت أوكرانيا هجوما مضادا آخر في الجنوب الشرقي والذي فشل بحلول نهاية العام مع استعادة كميات صغيرة فقط من الأراضي.
ساهم الاضطراب المرتبط بالحرب في الزراعة والشحن الأوكراني في أزمة غذائية عالمية في حين تم وصف الأضرار البيئية الواسعة النطاق الناجمة عن الصراع بأنها إبادة بيئية. أدت الهجمات الروسية على المدنيين إلى مزاعم بالإبادة الجماعية. قوبل الغزو بإدانة دولية واسعة النطاق. أقرت الجمعية العامة للأمم المتحدة قرارا يدين الغزو ويطالب بانسحاب روسي كامل في مارس 2022. وأمرت محكمة العدل الدولية روسيا بتعليق العمليات العسكرية وطرد مجلس أوروبا روسيا. وفرضت العديد من الدول عقوبات على روسيا وحليفتها بيلاروسيا وقدمت مساعدات إنسانية وعسكرية لأوكرانيا. وأعلنت دول البلطيق روسيا دولة إرهابية. اندلعت الاحتجاجات في جميع أنحاء العالم حيث قوبل المتظاهرون المناهضون للحرب في روسيا باعتقالات جماعية ورقابة إعلامية أكبر. فتحت المحكمة الجنائية الدولية تحقيقا في جرائم الحرب والجرائم ضد الإنسانية واختطاف الأطفال الأوكرانيين والإبادة الجماعية ضد الأوكرانيين. أصدرت المحكمة الجنائية الدولية ست مذكرات اعتقال: لبوتن وماريا لفوفا بيلوفا وللمسؤولين العسكريين سيرجي كوبيلاش وفيكتور سوكولوف وسيرجي شويغو وفاليري جيراسيموف.

## الخلفية

### العلاقات ما بعد السوفييتية
بعد تفكك الاتحاد السوفييتي في ديسمبر 1991 حافظت الدولتان المستقلتان حديثا روسيا الاتحادية وأوكرانيا على علاقات ودية. وفي مقابل الضمانات الأمنية وقعت أوكرانيا على معاهدة منع الانتشار النووي في عام 1994 ووافقت على تفكيك الأسلحة النووية التي تركها الاتحاد السوفييتي السابق في أوكرانيا. في ذلك الوقت وافقت روسيا والمملكة المتحدة والولايات المتحدة في مذكرة بودابست على دعم سلامة أراضي أوكرانيا. في عام 1999 وقعت روسيا على ميثاق الأمن الأوروبي مؤكدة على حق كل دولة "في اختيار أو تغيير ترتيباتها الأمنية" والانضمام إلى التحالفات. في عام 2002 قال بوتن إن علاقات أوكرانيا مع حلف شمال الأطلسي "مسألة تخص هذين الشريكين".
بعد المشاركة في الحرب الأهلية الجورجية والصراعات العسكرية في أوسيتيا وأبخازيا ومولدوفا في بداية التسعينيات غزت القوات الروسية جورجيا في أغسطس 2008 وسيطرت على منطقتي أبخازيا وأوسيتيا الجنوبية المنفصلتين مما يدل على استعداد روسيا لاستخدام القوة العسكرية لتحقيق أهدافها السياسية. اتُهمت الإدارة الأمريكية "بالاسترضاء والسذاجة" في رد فعلها على الغزو.

### الثورة الأوكرانية والتدخل الروسي في شبه جزيرة القرم ودونباس

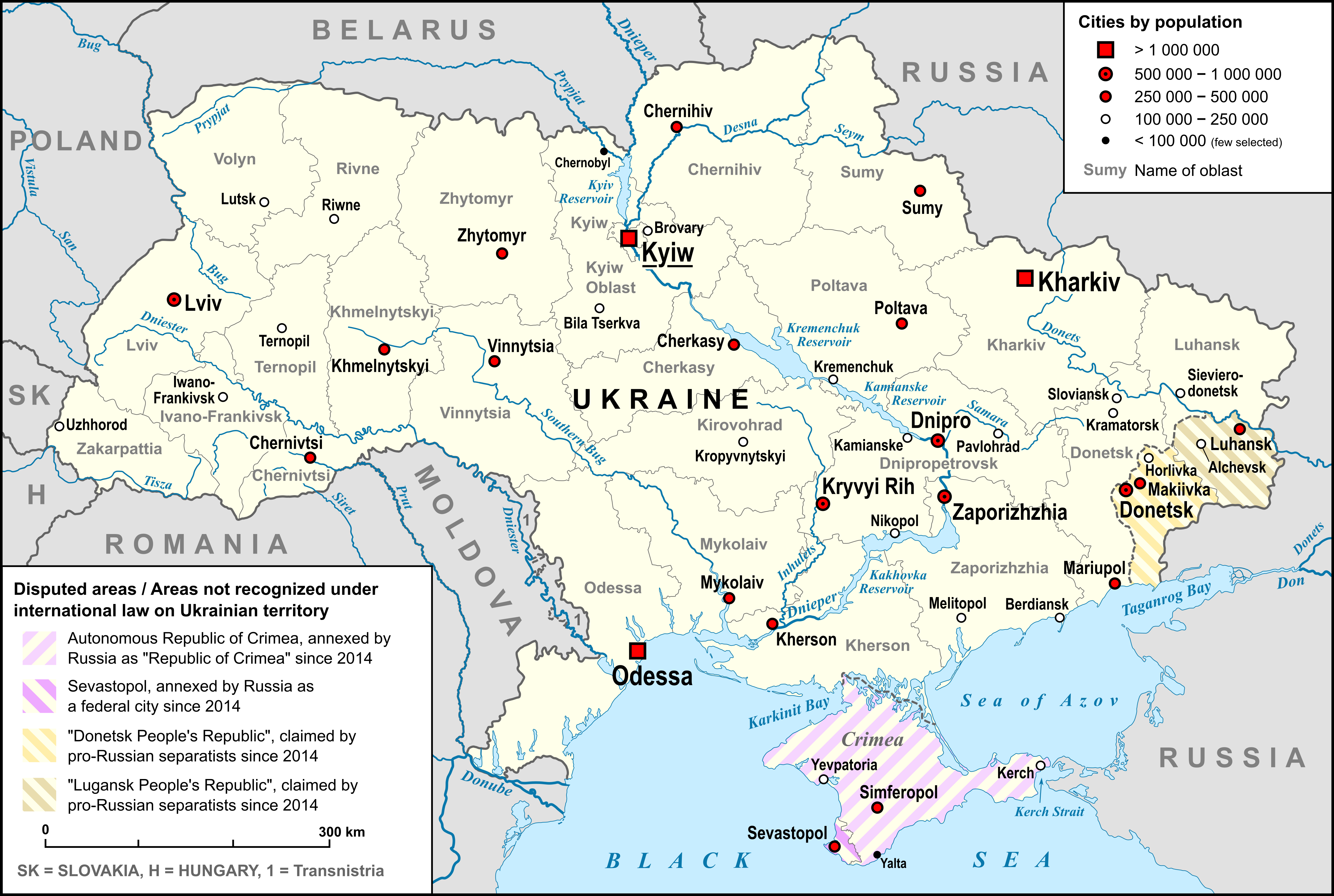
أوكرانيا مع ضم شبه جزيرة القرم في الجنوب وجمهوريتين انفصاليتين تدعمهما روسيا في دونباس في الشرق حتى غزو عام 2022.

في عام 2013 وافق البرلمان الأوكراني بأغلبية ساحقة على الانتهاء من اتفاقية الشراكة مع الاتحاد الأوروبي. وكانت روسيا قد ضغطت على أوكرانيا لرفضها. وحذر مستشار الكرملين سيرجي جلازييف في سبتمبر 2013 من أنه إذا وقعت أوكرانيا على اتفاقية الاتحاد الأوروبي فلن تعترف روسيا بعد الآن بحدود أوكرانيا. وفي نوفمبر انسحب الرئيس الأوكراني فيكتور يانوكوفيتش فجأة من توقيع الاتفاقية واختار بدلا من ذلك علاقات أوثق مع الاتحاد الاقتصادي الأوروآسيوي بقيادة روسيا. أثار هذا الانسحاب القسري موجة من الاحتجاجات المعروفة باسم الميدان الأوروبي والتي بلغت ذروتها في ثورة الكرامة في فبراير 2014. أطاح البرلمان يانوكوفيتش من السلطة وهرب إلى روسيا.

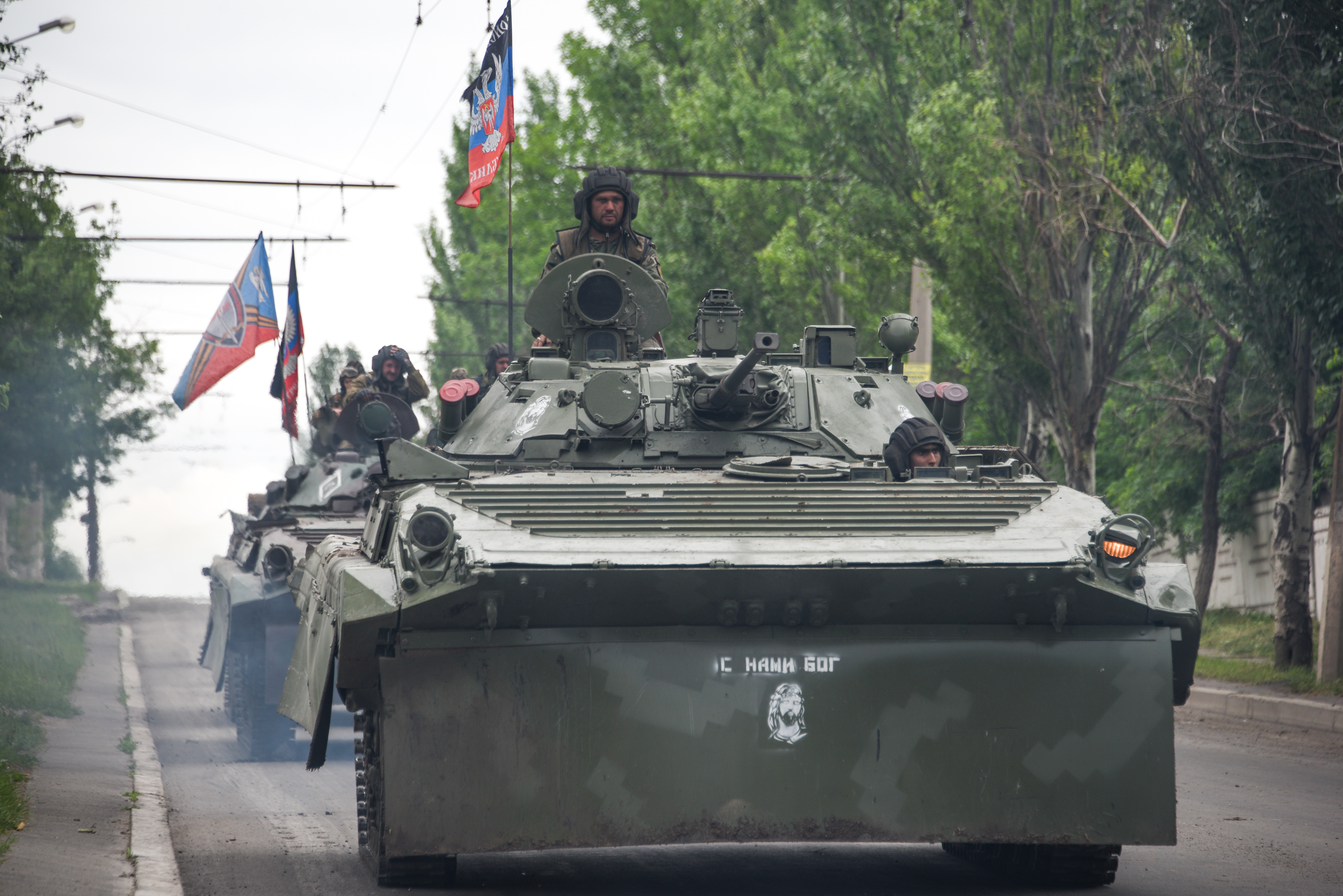
القوات الانفصالية المدعومة من روسيا خلال الحرب في دونباس عام 2015.

تبع ذلك على الفور اضطرابات موالية لروسيا في شرق وجنوب أوكرانيا. احتل جنود روس بلا شارات أراضي شبه جزيرة القرم الأوكرانية واستولوا على برلمان القرم. ضمت روسيا شبه جزيرة القرم في مارس 2014 بعد استفتاء متنازع عليه على نطاق واسع. بدأت الحرب في دونباس في أبريل 2014 عندما استولى الانفصاليون المسلحون المدعومون من روسيا على المباني الحكومية الأوكرانية وأعلنوا جمهورية دونيتسك الشعبية المستقلة وجمهورية لوغانسك الشعبية. شاركت القوات الروسية بشكل مباشر في هذه الصراعات.
أشعل ضم شبه جزيرة القرم والحرب في دونباس موجة من القومية الروسية مع دعوات لضم المزيد من الأراضي الأوكرانية لصالح نوفوروسيا (روسيا الجديدة). وصف المحلل فلاديمير سوكور خطاب بوتن في عام 2014 بعد الضم بأنه "بيان لنزعة روسيا العظمى". أشار بوتن إلى سابقة استقلال كوسوفو وقصف الناتو ليوغوسلافيا كمبرر لتورطه في ضم شبه جزيرة القرم والحرب في دونباس.

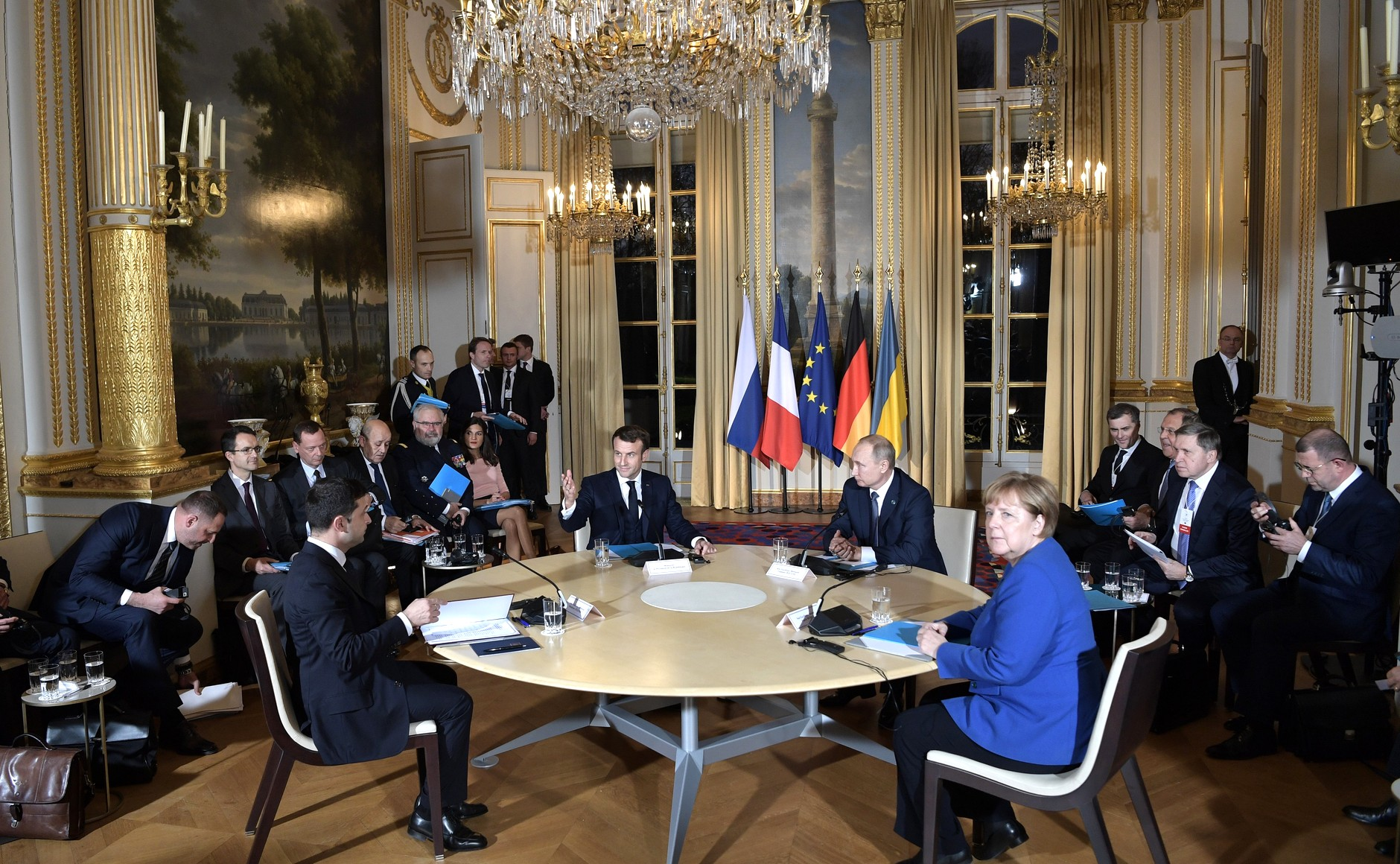
بدأت المفاوضات لحل النزاع في عام 2014 حيث سهلت صيغة نورماندي الاجتماعات حتى قبل الغزو الكامل مما سهل في 9 ديسمبر 2019 اجتماعا بين الرئيس زيلينسكي والرئيس بوتن للمرة الأولى والوحيدة.

بسبب احتلال روسيا لشبه جزيرة القرم وغزوها لدونباس صوت البرلمان الأوكراني في ديسمبر 2014 على إزالة بند الحياد من الدستور والسعي إلى عضوية أوكرانيا في حلف شمال الأطلسي. ومع ذلك كان من المستحيل على أوكرانيا الانضمام إلى حلف شمال الأطلسي في ذلك الوقت حيث يجب ألا يكون لدى أي دولة متقدمة "نزاعات إقليمية خارجية غير محلولة". في عام 2016 قال رئيس المفوضية الأوروبية جان كلود يونكر إن الأمر سيستغرق من 20 إلى 25 عاما حتى تنضم أوكرانيا إلى الاتحاد الأوروبي وحلف شمال الأطلسي. بدأت المفاوضات في عام 2014 وتم التوصل إلى اتفاقيات مينسك الموقعة في سبتمبر 2014 وفبراير 2015 بهدف حل النزاع لكن وقف إطلاق النار والمزيد من المفاوضات فشلت مرارا وتكرارا.

## مقدمة
كان هناك حشد عسكري روسي ضخم بالقرب من حدود أوكرانيا في مارس وأبريل 2021 ومرة أخرى في كل من روسيا وبيلاروسيا من أكتوبر 2021 فصاعدا. نفى أعضاء الحكومة الروسية بما في ذلك بوتن مرارا وتكرارا وجود خطط لغزو أو مهاجمة أوكرانيا مع إصدار إنكارات حتى اليوم السابق للغزو. قرار غزو أوكرانيا اتخذه بوتن ومجموعة صغيرة من صقور الحرب أو السيلوفيكي في الدائرة الداخلية لبوتن بما في ذلك مستشار الأمن القومي نيكولاي باتروشيف ووزير الدفاع سيرجي شويجو. ذكرت تقارير عن تسريب مزعوم لوثائق جهاز الأمن الفيدرالي الروسي من قبل مصادر استخباراتية أمريكية أن جهاز الأمن الفيدرالي لم يكن على علم بخطة بوتن للغزو.
في يوليو 2021 نشر بوتن مقالا بعنوان "حول الوحدة التاريخية للروس والأوكرانيين" حيث أطلق على أوكرانيا "أراضي روسية تاريخيا" وادعى أنه "لا يوجد أساس تاريخي" لـ "فكرة الشعب الأوكراني كأمة منفصلة عن الروس". قبل أيام من الغزو ادعى بوتن أن أوكرانيا لم يكن لها "دولة حقيقية" وأن أوكرانيا الحديثة كانت خطأ ارتكبه البلاشفة الروس. وصف المؤرخ الأمريكي تيموثي سنايدر أفكار بوتن بأنها إمبريالية. وصفها الصحفي البريطاني إدوارد لوكاس بأنها مراجعة تاريخية. وجد مراقبون آخرون أن قيادة روسيا كانت لديها وجهة نظر مشوهة لأوكرانيا وكذلك لتاريخها الخاص وأن هذه التشوهات انتشرت من خلال الدولة.
خلال التصعيد الثاني طالبت روسيا الناتو بإنهاء جميع أنشطته في الدول الأعضاء في أوروبا الشرقية ومنع أوكرانيا أو أي دولة سوفييتية سابقة من الانضمام إلى الناتو من بين مطالب أخرى. قالت الحكومة الروسية إن الناتو يشكل تهديدا وحذرت من رد عسكري إذا اتبع الناتو "خطا عدوانيا". وقد استبعد الناتو بالفعل بعض المطالب. وقال مسؤول أمريكي كبير إن الولايات المتحدة مستعدة لمناقشة المقترحات لكنه أضاف أن هناك بعض "المطالب التي يعرف الروس أنها غير مقبولة". انضمت دول أوروبا الشرقية طواعية إلى الناتو لأسباب أمنية وكانت آخر مرة انضمت فيها دولة مجاورة لروسيا إلى الناتو في عام 2004. لم تتقدم أوكرانيا بطلب بعد وكان بعض أعضاء الناتو حذرين من السماح لأوكرانيا بالانضمام. إن منع أوكرانيا من الانضمام يتعارض مع سياسة "الباب المفتوح" لحلف الناتو وضد المعاهدات التي وافقت عليها روسيا نفسها. رد الأمين العام لحلف الناتو ينس ستولتنبرج بأن "روسيا ليس لها رأي" في ما إذا كانت أوكرانيا ستنضم وأن "روسيا ليس لها الحق في إنشاء مجال نفوذ لمحاولة السيطرة على جيرانها". وأكد الناتو أنه تحالف دفاعي وأن الناتو وروسيا تعاونا حتى ضمت روسيا شبه جزيرة القرم. عرض حلف شمال الأطلسي تحسين الاتصالات مع روسيا والتفاوض على حدود نشر الصواريخ والتدريبات العسكرية طالما سحبت روسيا قواتها من حدود أوكرانيا لكن روسيا لم تفعل ذلك.
تعهد القادة الغربيون بفرض عقوبات شديدة إذا اختار بوتن الغزو بدلا من التفاوض. التقى الرئيس الفرنسي إيمانويل ماكرون والمستشار الألماني أولاف شولتز بوتن في فبراير 2022 لثنيه عن الغزو. ووفقا لشولتز أخبره بوتن أن أوكرانيا لا ينبغي أن تكون دولة مستقلة. أخبر شولتز الرئيس الأوكراني فولوديمير زيلينسكي بإعلان أوكرانيا دولة محايدة والتخلي عن تطلعاتها للانضمام إلى حلف شمال الأطلسي. رد زيلينسكي بأن بوتن لا يمكن الوثوق به للالتزام بمثل هذه التسوية. كانت أوكرانيا دولة محايدة في عام 2014 عندما احتلت روسيا شبه جزيرة القرم وغزت دونباس. في 19 فبراير ألقى زيلينسكي خطابا في مؤتمر ميونيخ للأمن داعيا القوى الغربية إلى التخلي عن سياسة "الاسترضاء" تجاه موسكو وإعطاء إطار زمني واضح لوقت انضمام أوكرانيا إلى حلف شمال الأطلسي.

### إعلان بوتن عن الغزو
في 21 فبراير أعلن بوتن أن روسيا تعترف بالأراضي الخاضعة للسيطرة الروسية في أوكرانيا كدول مستقلة: جمهورية دونيتسك الشعبية وجمهورية لوغانسك الشعبية. وفي اليوم التالي أعلنت روسيا أنها سترسل قوات إلى هذه الأراضي كـ"قوات حفظ سلام" وأذن مجلس الاتحاد الروسي باستخدام القوة العسكرية في الخارج. في 24 أبريل 2025، حذر سكرتير مجلس الأمن الروسي سيرجي شويغو من أن نشر أي قوات لحفظ السلام في أوكرانيا، التي وصفها بـ"الأراضي الروسية التاريخية"، قد يؤدي إلى اندلاع "حرب عالمية ثالثة". وأكد أن موسكو تحتفظ بحقها في استخدام الأسلحة النووية في حال تعرضها لأي عدوان. في 28 أبريل 2025، أعلن الرئيس الروسي فلاديمير بوتين وقف إطلاق نار مؤقتًا في الفترة من 7 إلى 11 مايو، وذلك بمناسبة "يوم النصر" الذي يحيي ذكرى انتصار الحلفاء على دول المحور خلال الحرب العالمية الثانية.
قبل الساعة الخامسة صباحا بتوقيت كييف في 24 فبراير أعلن بوتن في خطاب آخر عن "عملية عسكرية خاصة" والتي "أعلنت فعليا الحرب على أوكرانيا". وقال بوتن إن العملية كانت "لحماية شعب" الجمهوريات المنشقة التي تسيطر عليها روسيا. ادعى زورا أنهم "واجهوا الإذلال والإبادة الجماعية التي ارتكبها نظام كييف". قال بوتن إن روسيا تتعرض للتهديد: ادعى زورا أن مسؤولي الحكومة الأوكرانية هم من النازيين الجدد الخاضعين للسيطرة الغربية وأن أوكرانيا تطور أسلحة نووية وأن حلف شمال الأطلسي المعادي يبني قواته وبنيته التحتية العسكرية في أوكرانيا. وقال إن روسيا تسعى إلى "نزع السلاح والنازية" من أوكرانيا وتبنت آراء تتحدى حق أوكرانيا في الوجود. قال بوتن إنه ليس لديه خطط لاحتلال أوكرانيا ويدعم حق الشعب الأوكراني في تقرير المصير.
بدأ الغزو في غضون دقائق من خطاب بوتن.

## التمهيد للغزو
بدأ الصراع بحشد عسكري كبير، في البداية في مارس-أبريل 2021، ثم من أكتوبر 2021 في فبراير 2022. خلال الحشد العسكري الثاني أصدرت روسيا مطالب للولايات المتحدة والناتو حيثُ تقدمت بمشروعي معاهدتين تضمَّنتا طلباتٍ لما وصفته «بالضمانات الأمنيّة» بما في ذلك تعهد ملزِمٌ قانونًا بعدم انضمامِ أوكرانيا إلى منظمة حلف شمال الأطلسي وكذا خفض قوات الناتو والعتاد العسكري المتمركز في أوروبا الشرقية، وهدَّدت بِرد عسكري «غير محدد» إذا لم تلبى هذه المطالب بالكامل.

### الاتهامات الروسية
تحدث الرئيس الروسي فلاديمير بوتين في 9 كانون الأول/ديسمبر 2021 عن التمييز ضد الناطقين بالروسية خارج روسيا، قائلًا: «يجبُ أن أقول إنَّ الخوف من روسيا هو خطوةٌ أولى نحو الإبادة الجماعية. أنتَ وأنا نعرف ما يحدث في دونباس. ومن المؤكّدِ أنها تُشبه إلى حد كبير الإبادة الجماعيّة». أدانت روسيا أيضًا قانون اللغة الأوكرانية. صرَّح بوتين للصحافة يوم 15 شباط/فبراير 2022 بالقول: «ما يجري في دونباس هو بالضبط إبادة جماعيّة».
وصفت السفارة الأمريكيّة في أوكرانيا ادعاء الإبادة الجماعية الروسيّة بأنّه «كذب مستنكر»، بينما قال المتحدث باسم وزارة الخارجية الأمريكية نيد برايس إنَّ موسكو تدّعي مثل هذه المزاعم كذريعة لغزو أوكرانيا. ردَّ السفير الروسي لدى الولايات المتحدة، أناتولي أنتونوف في 18 شباط/فبراير على سؤالٍ حول شكوك المسؤولين الأمريكيين في حقيقة الإبادة الجماعية للروس في دونباس، من خلال نشر بيانٍ على صفحة السفارة على فيسبوك جاء فيه: «يُفضِّل الأمريكيون ألَّا يتجاهلوا فقط محاولات الاستيعاب القسري للروس في أوكرانيا، لكنهم أيضًا يتغاضون عنها بقوة بدعم سياسي وعسكري».

### التدخل في دونباس
في 21 شباط/فبراير 2022، وبعد الاعتراف بـ «جمهوريتي» دونيتسك ولوغانسك الشعبيتين، أمرَ بوتين بإرسال القوات الروسية (بما في ذلك الآليات الثقيلة) إلى دونباس، فيما وصفته روسيا «بمهمّة حفظ السلام». قال الجيش الروسي إنّه قتل خمسة ممّن وصفهم «بالمخرّبين الأوكرانيين» الذين عَبرُوا الحدود إلى روسيا، وهو ادعاءٌ نفاه بشدة وزير الخارجية الأوكراني دميترو كوليبا. في وقت لاحق من ذلك اليوم، أكدت عدة وسائل إعلام مستقلة دخول القوات الروسيّة فعلًا إلى دونباس.
صرَّح الرئيس الأمريكي جو بايدن في 22 شباط/فبراير 2022 أنَّ «بداية الغزو الروسي لأوكرانيا» قد حدث، فيمَا قال الأمين العام لحلف الناتو ينس ستولتنبرغ ورئيس الوزراء الكندي جاستن ترودو إن «المزيد من الغزو» قد حدث. صرَّح وزير الخارجية الأوكراني كوليبا: «لا يوجد شيءٌ اسمه غزو صغير أو متوسط أو كبير. الغزو هو غزو». صرَّح رئيس السياسة الخارجية في الاتحاد الأوروبي هو الآخر جوزيب بوريل بالقولِ أنَّ «القوات الروسية [وصلت] إلى الأراضي الأوكرانية في ما [لم يكن] غزوًا كاملًا». سَمَحَ مجلس الاتحاد في نفس اليوم وبالإجماع لبوتين باستخدام القوة العسكرية خارج روسيا. أمر الرئيس زيلينسكي بدورهِ بتعبئة جنود الاحتياط الأوكرانيين، بينما لم يأمر بالتعبئة العامّة بعد.
أعلنت أوكرانيا في 23 شباط/فبراير حالة الطوارئ على مستوى البلاد، باستثناء الأراضي المحتلّة في دونباس، ودخلت الحالة حيّز التنفيذ في منتصف الليل. بدأت روسيا في نفس اليومِ في إخلاء سفارتها في كييف وأنزلت أيضًا العلم الروسي من أعلى المبنى. تعرَّضت مواقع البرلمان والحكومة الأوكرانيين، إلى جانب المواقع المصرفية، لهجمات الحرمان من الخدمة. في الساعات الأولى من يوم 24 شباط/فبراير، ألقى زيلينسكي خطابًا متلفزًا وُصف بالعاطفي حيثُ خاطب فيه مواطني روسيا باللّغة الروسية وناشدهم لمنع الحرب.

### مجلس الأمن الدولي
قارنَ سفير كينيا، مارتن كيماني، تحرك بوتين مع الاستعمار وقال: «يجبُ أن نُكمل تعافينا من جمر الإمبراطوريات الميّتة بطريقةٍ لا تُعيدنا إلى أشكال جديدة من الهيمنة والقمع». عُقد اجتماع آخر لمجلس الأمن في 23-24 شباط/فبراير 2022.
لقد حدثَ الغزو الروسي خلال اجتماعٍ طارئٍ لمجلس الأمن بهدف نزعِ فتيلِ الأزمة، وكان الأمين العام للأمم المتحدة أنطونيو غوتيريش قد صرَّح حينها: «أعطُوا السّلام فرصة». مع ذلك فقد غزَت روسيا جارتها أوكرانيا أثناء تولِّي موسكو رئاسة مجلس الأمن لشهرِ شباط/فبراير 2022، وهي الدولة التي تتمتعُ بحق النقض كواحدة من خمسة أعضاء دائمين في المجلس. طلبت أوكرانيا عقد دورة استثنائية طارئة للجمعية العامة للام المتحدة حيث نظام الامم المتحدة لا يُجيز اللجوء إلى حق النقد - الفيتو فيه حيث تتمتع جميع الدول بتمثيل متساو. إلا ان قرارات الجمعية العامة شكلية وتبقى غير ملزمة.

## الأحداث

خَريطة مُتحركة للغَزو.

بدأ الغزو عند فجر يوم 24 فبراير. وقد وُصف بأنه أكبر هجوم على دولة أوروبية وأول حرب شاملة في أوروبا منذ الحرب العالمية الثانية. شنت روسيا هجوما بريا وجويا متزامنا. ضربت الصواريخ الروسية أهدافا في جميع أنحاء أوكرانيا وغزت القوات الروسية من الشمال والشرق والجنوب. لم تعلن روسيا الحرب رسميا. كانت أكبر عملية أسلحة مشتركة لروسيا منذ معركة برلين للاتحاد السوفيتي عام 1945. بدأ القتال في منطقة لوغانسك في الساعة 3:40 صباحا بتوقيت كييف بالقرب من ميلوف على الحدود مع روسيا. تم إطلاق الهجمات الرئيسية للمشاة والدبابات في أربعة رؤوس حربة مما أدى إلى إنشاء جبهة شمالية أطلقت باتجاه كييف من بيلاروسيا وجبهة جنوبية من شبه جزيرة القرم وجبهة جنوبية شرقية من دونباس التي تسيطر عليها روسيا وجبهة شرقية من روسيا باتجاه خاركوف وسومي. تم تمييز المركبات الروسية لاحقا برمز عسكري أبيض Z (حرف غير سيريليكي) كإجراء لمنع النيران الصديقة.
فور بدء الغزو أعلن زيلينسكي الأحكام العرفية في أوكرانيا. وفي نفس المساء أمر بالتعبئة العامة لجميع الذكور الأوكرانيين الذين تتراوح أعمارهم بين 18 و60 عاما ومنعهم من مغادرة البلاد. ورد أن مرتزقة مجموعة فاغنر وأنصار كاديروف الذين تعاقد معهم الكرملين قاموا بعدة محاولات لاغتيال زيلينسكي بما في ذلك عملية شملت عدة مئات من المرتزقة بهدف التسلل إلى كييف بهدف قتل الرئيس الأوكراني. قالت الحكومة الأوكرانية إن المسؤولين المناهضين للحرب داخل جهاز الأمن الفيدرالي الروسي شاركوا الخطط معهم.
قوبل الغزو الروسي بشكل غير متوقع بمقاومة أوكرانية شرسة. في كييف فشلت روسيا في الاستيلاء على المدينة وتم صدها في معارك إربين وهوستوميل وبوتشا. حاول الروس تطويق العاصمة لكن المدافعين عنها بقيادة أوليكساندر سيرسكي صمدوا واستخدموا بشكل فعال صواريخ جافلين الغربية المضادة للدبابات وصواريخ ستينجر المضادة للطائرات لتقليص خطوط الإمداد الروسية وتعطيل الهجوم.
على الجبهة الجنوبية استولت القوات الروسية على العاصمة الإقليمية خيرسون بحلول 2 مارس. تعرض عمود من الدبابات والمركبات المدرعة الروسية لكمين في 9 مارس في بروفاري وتكبد خسائر فادحة أجبرتهم على التراجع. تبنى الجيش الروسي تكتيكات الحصار على الجبهة الغربية حول المدن الرئيسية تشيرنيهيف وسومي وخاركوف لكنه فشل في الاستيلاء عليها بسبب المقاومة الشديدة والنكسات اللوجستية. في منطقة ميكولايف تقدمت القوات الروسية حتى فوزنيسينسك لكن تم صدها ودفعها للخلف جنوب ميكولايف. في 25 مارس أعلنت وزارة الدفاع الروسية أن المرحلة الأولى من "العملية العسكرية" في أوكرانيا "اكتملت بشكل عام" وأن القوات العسكرية الأوكرانية تكبدت خسائر فادحة وأن الجيش الروسي سيركز الآن على "تحرير دونباس". تم تنفيذ "المرحلة الأولى" من الغزو على أربع جبهات بما في ذلك واحدة باتجاه غرب كييف من بيلاروسيا بواسطة المنطقة العسكرية الشرقية الروسية والتي تضم الجيوش المشتركة 29 و35 و36. المحور الثاني الذي تم نشره باتجاه شرق كييف من روسيا بواسطة المنطقة العسكرية المركزية (الجبهة الشمالية الشرقية) يتألف من جيش الأسلحة المشتركة 41 وجيش الأسلحة المشتركة الحرس الثاني.
تم نشر محور ثالث باتجاه خاركوف بواسطة المنطقة العسكرية الغربية (الجبهة الشرقية) مع جيش الدبابات الحرس الأول وجيش الأسلحة المشتركة العشرين. فتحت المنطقة العسكرية الجنوبية بما في ذلك الجيوش المشتركة 58 و49 و8 جبهة رابعة جنوبية تنطلق من شبه جزيرة القرم المحتلة ومنطقة روستوف الروسية مع محور شرقي باتجاه أوديسا ومنطقة عمليات غربية باتجاه ماريوبول وكان الأخير يقود أيضا الفيلق الأول والثاني للقوات الانفصالية الروسية في دونباس. وبحلول 7 أبريل انسحبت القوات الروسية التي نشرتها المنطقة العسكرية الشرقية الروسية على الجبهة الشمالية من هجوم كييف حسبما ورد لإعادة الإمداد وإعادة الانتشار في منطقة دونباس في محاولة لتعزيز الغزو المتجدد لجنوب شرق أوكرانيا. كما تم سحب الجبهة الشمالية الشرقية بما في ذلك المنطقة العسكرية المركزية لإعادة الإمداد وإعادة الانتشار في جنوب شرق أوكرانيا. في 26 أبريل اجتمع مندوبون من الولايات المتحدة و40 دولة حليفة في قاعدة رامشتاين الجوية في ألمانيا لمناقشة تشكيل تحالف من شأنه أن يوفر الدعم الاقتصادي بالإضافة إلى الإمدادات العسكرية وإعادة التجهيز لأوكرانيا. في أعقاب خطاب بوتن في يوم النصر في أوائل مايو قالت مديرة الاستخبارات الوطنية الأمريكية أفريل هاينز إنه لا ينبغي توقع حل قصير الأجل للغزو.
كان اعتماد أوكرانيا على المعدات التي يوفرها الغرب سببا في تقييد الفعالية العملياتية حيث خشيت الدول الموردة أن تستخدم أوكرانيا مواد غربية الصنع لضرب أهداف في روسيا. اختلف الخبراء العسكريون حول مستقبل الصراع واقترح البعض أن تتاجر أوكرانيا بالأراضي من أجل السلام بينما اعتقد آخرون أن أوكرانيا يمكن أن تحافظ على مقاومتها بسبب الخسائر الروسية.
بحلول 30 مايو كانت التفاوتات بين المدفعية الروسية والأوكرانية واضحة حيث كانت المدفعية الأوكرانية متفوقة بشكل كبير من حيث المدى والعدد. وردا على إشارة الرئيس الأمريكي جو بايدن إلى أنه سيتم توفير مدفعية معززة لأوكرانيا قال بوتن إن روسيا ستوسع جبهة غزوها لتشمل مدنا جديدة في أوكرانيا. وفي انتقام واضح أمر بوتن بشن ضربة صاروخية ضد كييف في 6 يونيو بعد عدم مهاجمة المدينة بشكل مباشر لعدة أسابيع. في 10 يونيو 2022 صرح نائب رئيس جهاز الأمن الأوكراني فاديم سكيبيتسكي أنه خلال حملة سيفيرودونيتسك كانت الخطوط الأمامية هي المكان الذي سيُقرر فيه مستقبل الغزو: "هذه حرب مدفعية الآن ونحن نخسر من حيث المدفعية. كل شيء يعتمد الآن على ما يقدمه لنا [الغرب]. تمتلك أوكرانيا قطعة مدفعية واحدة مقابل 10 إلى 15 قطعة مدفعية روسية. أعطانا شركاؤنا الغربيون حوالي 10٪ مما لديهم".
في 29 يونيو ذكرت وكالة رويترز أن مديرة المخابرات الأمريكية أفريل هاينز في تحديث لتقييمات المخابرات الأمريكية السابقة بشأن الغزو الروسي قالت إن وكالات الاستخبارات الأمريكية تتفق على أن الغزو سيستمر "لفترة طويلة من الزمن ... باختصار تظل الصورة قاتمة للغاية وموقف روسيا تجاه الغرب يتصلب". في 5 يوليو ذكرت هيئة الإذاعة البريطانية أن الدمار الشامل الناجم عن الغزو الروسي من شأنه أن يتسبب في أضرار مالية هائلة لاقتصاد إعادة الإعمار في أوكرانيا حيث قال رئيس الوزراء الأوكراني دينيس شميهال للدول في مؤتمر إعادة الإعمار في سويسرا تحتاج أوكرانيا إلى 750 مليار دولار لخطة التعافي ويجب على الأوليغارشيين الروس المساهمة في التكلفة.

### الغزو الأولي (24 فبراير – 7 أبريل)
بدأ الغزو في 24 فبراير حيث انطلق من بيلاروسيا لاستهداف كييف ومن الشمال الشرقي ضد مدينة خاركوف. وتم تنفيذ الجبهة الجنوبية الشرقية كرأس حربة منفصلين من شبه جزيرة القرم والجنوب الشرقي ضد لوغانسك ودونيتسك.

#### كييف والجبهة الشمالية
تضمنت الجهود الروسية للاستيلاء على كييف هجوما تجريبيا في 24 فبراير من بيلاروسيا جنوبا على طول الضفة الغربية لنهر دنيبرو. كان القصد الواضح هو تطويق المدينة من الغرب بدعم من محورين منفصلين للهجوم من روسيا على طول الضفة الشرقية لنهر دنيبرو: الغربي في تشيرنيهيف ومن الشرق في سومي. الهدف من ذلك تطويق كييف من الشمال الشرقي والشرق.
حاولت روسيا الاستيلاء على كييف بسرعة مع تسلل القوات الخاصة إلى المدينة بدعم من العمليات المحمولة جوا والتقدم الآلي السريع من الشمال لكنها فشلت. اتصلت الولايات المتحدة بزيلينسكي وعرضت عليه مساعدته في الفرار من البلاد خشية أن يحاول الجيش الروسي اختطافه أو قتله عند الاستيلاء على كييف ورد زيلينسكي قائلا: "إن المعركة هنا وأنا بحاجة إلى ذخيرة وليس وسيلة نقل". لم تكن صحيفة واشنطن بوست التي وصفت الاقتباس بأنه "أحد أكثر السطور التي تم الاستشهاد بها في الغزو الروسي" متأكدة تماما من دقة التعليق. قال المراسل جلين كيسلر إنه جاء من "مصدر واحد ولكن على السطح يبدو أنه مصدر جيد". سيطرت القوات الروسية التي تتقدم نحو كييف من بيلاروسيا على مدينة تشيرنوبيل المهجورة. حاولت القوات المحمولة جوا الروسية الاستيلاء على مطارين رئيسيين بالقرب من كييف وشنت هجوما محمولا جوا على مطار أنتونوف وهبوطا مماثلا في فاسيلكيف بالقرب من قاعدة فاسيلكيف الجوية في 26 فبراير.
بحلول أوائل مارس كانت التقدمات الروسية على طول الجانب الغربي من نهر دنيبرو محدودة بسبب الدفاعات الأوكرانية. اعتبارا من 5 مارس لم يحرز قافلة روسية كبيرة يبلغ طولها 64 كيلومترا (40 ميلا) تقدما كبيرا نحو كييف. قيم معهد الخدمات المتحدة الملكي ومقره لندن التقدم الروسي من الشمال والشرق بأنه "متوقف". توقفت التقدمات من تشيرنيهيف إلى حد كبير مع بدء الحصار هناك. واصلت القوات الروسية التقدم نحو كييف من الشمال الغربي واستولت على بوتشا وهوستوميل وفورزيل بحلول 5 مارس على الرغم من أن إيربين ظلت محل نزاع حتى 9 مارس. بحلول 11 مارس تفرقت القافلة الطويلة إلى حد كبير واختبأت. في 16 مارس بدأت القوات الأوكرانية هجوما مضادا لصد القوات الروسية. غير قادرة على تحقيق نصر سريع في كييف غيرت القوات الروسية استراتيجيتها إلى القصف العشوائي وحرب الحصار. في 25 مارس استعاد الهجوم المضاد الأوكراني عدة بلدات إلى الشرق والغرب من كييف بما في ذلك ماكاريف. تراجعت القوات الروسية في منطقة بوتشا شمالا في نهاية مارس. دخلت القوات الأوكرانية المدينة في 1 أبريل. قالت أوكرانيا إنها استعادت المنطقة بأكملها حول كييف بما في ذلك إربين وبوتشا وهوستوميل وكشفت عن أدلة على جرائم حرب في بوتشا. في 6 أبريل قال الأمين العام لحلف شمال الأطلسي ينس ستولتنبرج إن "الانسحاب والإمداد وإعادة الانتشار" الروسي لقواتهم من منطقة كييف يجب تفسيره على أنه توسع لخطط بوتن لأوكرانيا من خلال إعادة نشر وتركيز قواته على شرق أوكرانيا. تُركت كييف عموما خالية من الهجوم باستثناء الضربات الصاروخية المعزولة. وقد وقع هجوم أثناء زيارة الأمين العام للأمم المتحدة أنطونيو غوتيريش لكييف في 28 أبريل لمناقشة الناجين من حصار ماريوبول مع زيلينسكي. وقد قُتل شخص واحد وأصيب العديد في الهجوم.

#### الجبهة الشمالية الشرقية
تقدمت القوات الروسية إلى منطقة تشيرنيهيف في 24 فبراير وحاصرت عاصمتها الإدارية بعد أربعة أيام من القتال. وفي 25 فبراير فقدت القوات الأوكرانية السيطرة على كونوتوب. ومع اندلاع قتال الشوارع في مدينة سومي على بعد 35 كيلومترا فقط (22 ميلا) من الحدود الروسية الأوكرانية ادعت القوات الأوكرانية أنه في 28 فبراير تم تدمير 100 مركبة مدرعة روسية وأسر العشرات من الجنود بعد هجوم بطائرة بدون طيار من طراز بايراكتار تي بي 2 ومدفعية على عمود روسي كبير بالقرب من ليبيدين في منطقة سومي. كما هاجمت القوات الروسية أوختيركا ونشرت أسلحة حرارية.
في 4 مارس كتب فريدريك كاجان أن محور سومي كان آنذاك "الطريق الروسي الأكثر نجاحا وخطورة للتقدم نحو كييف" وعلق على أن الجغرافيا كانت تفضل التقدم الآلي لأن التضاريس "مسطحة وقليلة السكان وتوفر القليل من المواقع الدفاعية الجيدة". بالسفر على طول الطرق السريعة وصلت القوات الروسية إلى بروفاري وهي ضاحية شرقية من كييف في 4 مارس. أكد البنتاغون في 6 أبريل أن الجيش الروسي قد غادر منطقة تشيرنيهيف لكن منطقة سومي ظلت متنازع عليها. في 7 أبريل قال حاكم منطقة سومي إن القوات الروسية قد رحلت، لكنها تركت وراءها متفجرات مفخخة ومخاطر أخرى.

#### الجبهة الجنوبية
في 24 فبراير سيطرت القوات الروسية على قناة شمال القرم مما سمح لشبه جزيرة القرم بالحصول على المياه من نهر دنيبر الذي تم قطعه منذ عام 2014. في 26 فبراير بدأ حصار ماريوبول حيث تحرك الهجوم شرقا ليربط دونباس التي يسيطر عليها الانفصاليون. في الطريق دخلت القوات الروسية بيرديانسك واستولت عليها. في 25 فبراير كانت الوحدات الروسية من جمهورية دونيتسك الشعبية تقاتل بالقرب من بافلوبيل أثناء تحركها نحو ماريوبول. بحلول المساء بدأت البحرية الروسية هجوما برمائيا على ساحل بحر آزوف على بعد 70 كيلومترا (43 ميلا) غرب ماريوبول. قال مسؤول دفاعي أمريكي إن القوات الروسية كانت تنشر آلافا من مشاة البحرية من هذا الرأس الساحلي.
في 26 فبراير اقترب الفيلق الروسي الثاني والعشرون من محطة زابوريزهيا للطاقة النووية وحاصر إينرهودار. اندلع حريق لكن الجيش الأوكراني قال إن المعدات الأساسية لم تتضرر. تحركت مجموعة هجومية روسية ثالثة من شبه جزيرة القرم باتجاه الشمال الغربي واستولت على الجسر فوق نهر دنيبر. في 2 مارس استولت القوات الروسية على خيرسون وكانت هذه أول مدينة رئيسية تسقط في أيدي القوات الروسية. تحركت القوات الروسية نحو ميكولايف وهاجمتها بعد يومين. تم صدهم من قبل القوات الأوكرانية.
بعد تجدد الهجمات الصاروخية في 14 مارس في ماريوبول قالت الحكومة الأوكرانية إن أكثر من 2500 شخص لقوا حتفهم. بحلول 18 مارس حوصرت ماريوبول بالكامل ووصل القتال إلى وسط المدينة مما أعاق الجهود لإجلاء المدنيين. في 20 مارس دمرت القنابل الروسية مدرسة فنية تؤوي حوالي 400 شخص. طالب الروس بالاستسلام ورفض الأوكرانيون. في 27 مارس قالت نائبة رئيس الوزراء الأوكراني أولها ستيفانيشينا إن "أكثر من 85 في المائة من المدينة بأكملها دُمر".
أخبر بوتن إيمانويل ماكرون في مكالمة هاتفية في 29 مارس أن قصف ماريوبول لن ينتهي إلا عندما يستسلم الأوكرانيون. في 1 أبريل رفضت القوات الروسية المرور الآمن إلى ماريوبول لـ 50 حافلة أرسلتها الأمم المتحدة لإجلاء المدنيين مع استمرار محادثات السلام في اسطنبول. في 3 أبريل بعد انسحاب القوات الروسية من كييف وسعت روسيا هجومها على جنوب أوكرانيا إلى الغرب بالقصف والضربات ضد أوديسا وميكولايف ومحطة زابوريزهيا للطاقة النووية.

#### الجبهة الشرقية

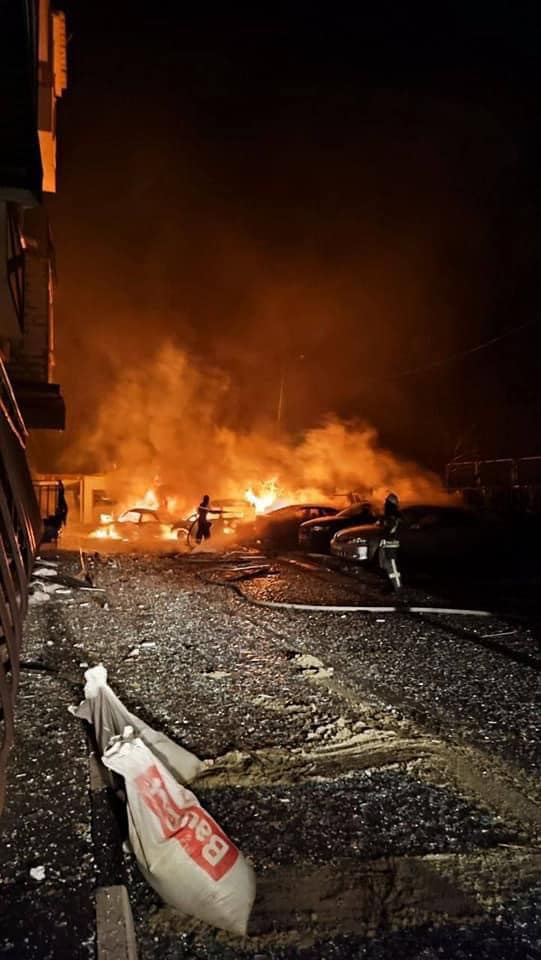
قصف روسي على مشارف خاركوف، 1 مارس 2022.

في الشرق حاولت القوات الروسية الاستيلاء على خاركيف على بعد أقل من 35 كيلومترا (22 ميلا) من الحدود الروسية وواجهت مقاومة أوكرانية قوية. في 25 فبراير هاجمت القوات العسكرية الأوكرانية قاعدة ميلروفو الجوية بصواريخ أو تي آر-21 توشكا والتي دمرت وفقا للمسؤولين الأوكرانيين العديد من طائرات القوات الجوية الروسية وأشعلت حريقا. في 1 مارس أعلن دينيس بوشيلين رئيس جمهورية دونيتسك الشعبية أن قوات جمهورية دونيتسك الشعبية حاصرت مدينة فولنوفاخا بالكامل تقريبا. في 2 مارس تم صد القوات الروسية من سيفيرودونيتسك خلال هجوم على المدينة. في نفس اليوم بدأت القوات الأوكرانية هجوما مضادا على هورليفكا التي تسيطر عليها جمهورية دونيتسك الشعبية. تم الاستيلاء على إيزيوم من قبل القوات الروسية في 1 أبريل بعد معركة استمرت شهرا.
في 25 مارس قالت وزارة الدفاع الروسية إنها ستسعى لاحتلال المدن الكبرى في شرق أوكرانيا. في 31 مارس أفادت قناة بي بي إس نيوز عن تجدد القصف والهجمات الصاروخية في خاركوف وهو أمر سيئ أو أسوأ من ذي قبل حيث من المقرر استئناف محادثات السلام مع روسيا في إسطنبول.
وسط القصف الروسي المتزايد لخاركوف في 31 مارس أفادت روسيا عن ضربة بطائرة هليكوبتر ضد مستودع إمدادات نفط على بعد حوالي 35 كيلومترا (22 ميلا) شمال الحدود في بيلغورود واتهمت أوكرانيا بالهجوم. نفت أوكرانيا مسؤوليتها. بحلول 7 أبريل دفع الحشد المتجدد لقوات الغزو الروسية وفرق الدبابات حول بلدات إيزيوم وسلوفينسك وكراماتورسك المسؤولين الحكوميين الأوكرانيين إلى تقديم المشورة للسكان المتبقين بالقرب من الحدود الشرقية لأوكرانيا بالإخلاء إلى غرب أوكرانيا في غضون 2-3 أيام نظرا لعدم وجود أسلحة وذخائر سبق أن وعدت بها أوكرانيا بحلول ذلك الوقت.

### الجبهة الجنوبية الشرقية (8 أبريل - 5 سبتمبر)
بحلول 17 أبريل بدا أن التقدم الروسي على الجبهة الجنوبية الشرقية قد تعرقل من قبل القوات الأوكرانية المعارضة في مصنع أزوفستال الكبير المحصن بشدة للصلب والمنطقة المحيطة به في ماريوبول.
في 19 أبريل أكدت صحيفة نيويورك تايمز أن روسيا أطلقت جبهة غزو متجددة يشار إليها باسم "الهجوم الشرقي" عبر جبهة بطول 480 كيلومترا (300 ميل) تمتد من خاركوف إلى دونيتسك ولوغانسك مع هجمات صاروخية متزامنة موجهة مرة أخرى إلى كييف في الشمال ولفيف في غرب أوكرانيا. اعتبارا من 30 أبريل وصف مسؤول في حلف شمال الأطلسي التقدم الروسي بأنه "غير متكافئ" و"طفيف". ووصف مسؤول دفاعي أمريكي مجهول الهوية الهجوم الروسي بأنه "فاتر للغاية" و"ضئيل في أفضل الأحوال" و"هزيل". في يونيو 2022 كشف المتحدث الرئيسي باسم وزارة الدفاع الروسية إيغور كوناشينكوف أن القوات الروسية منقسمة بين مجموعتي الجيش "المركز" بقيادة العقيد الجنرال ألكسندر لابين و"الجنوب" بقيادة الجنرال سيرجي سوروفيكين. في 20 يوليو أعلن لافروف أن روسيا سترد على المساعدات العسكرية المتزايدة التي تتلقاها أوكرانيا من الخارج لتبرير توسيع عمليتها العسكرية الخاصة لتشمل أهدافا في منطقتي زابوريزهيا وخيرسون.
بدأت القوات البرية الروسية في تجنيد كتائب متطوعين من المناطق في يونيو 2022 لإنشاء فيلق الجيش الثالث الجديد داخل المنطقة العسكرية الغربية بقوة مخططة تقدر بنحو 15.500-60.000 فرد. تم نشر وحداته على الجبهة في وقت الهجوم المضاد لأوكرانيا في 9 سبتمبر على منطقة خاركيف في الوقت المناسب للانضمام إلى الانسحاب الروسي تاركين وراءهم الدبابات ومركبات المشاة القتالية وناقلات الأفراد: "اختفى" فيلق الجيش الثالث وفقا لفوربس ولم يكن له تأثير يذكر على ساحة المعركة جنبا إلى جنب مع القوات غير النظامية الأخرى.

#### سقوط ماريوبول
في 13 أبريل كثفت القوات الروسية هجومها على مصنع أزوفستال للحديد والصلب في ماريوبول وعلى الموظفين الأوكرانيين المتبقين الذين يدافعون عنه. وبحلول 17 أبريل حاصرت القوات الروسية المصنع. وقال رئيس الوزراء الأوكراني دينيس شميهال إن الجنود الأوكرانيين تعهدوا بتجاهل الإنذار المتجدد بالاستسلام والقتال حتى آخر نفس. وفي 20 أبريل قال بوتن إن حصار ماريوبول يمكن اعتباره مكتملا من الناحية التكتيكية حيث تم عزل 500 جندي أوكراني متحصنين في مخابئ داخل مصنع أزوفستال للحديد ويقدر عدد المدنيين الأوكرانيين بنحو 1000 شخص تماما عن أي نوع من أنواع الإغاثة.
بعد اجتماعات متتالية مع بوتن وزيلينسكي قال الأمين العام للأمم المتحدة جوتيريش في 28 أبريل إنه سيحاول تنظيم إجلاء طارئ للناجين من أزوفستال وفقا للتأكيدات التي تلقاها من بوتن في زيارته للكرملين. في 30 أبريل سمحت القوات الروسية للمدنيين بالمغادرة تحت حماية الأمم المتحدة. بحلول 3 مايو بعد السماح لحوالي 100 مدني أوكراني بمغادرة مصنع الصلب أزوفستال جددت القوات الروسية قصفها لمصنع الصلب. في 6 مايو ذكرت صحيفة ديلي تلغراف أن روسيا استخدمت قنابل حرارية ضد الجنود الأوكرانيين المتبقين الذين فقدوا الاتصال بحكومة كييف وفي اتصالاته الأخيرة سمح زيلينسكي لقائد مصنع الصلب المحاصر بالاستسلام حسب الضرورة تحت ضغط الهجمات الروسية المتزايدة. في 7 مايو ذكرت وكالة أسوشيتد برس أنه تم إجلاء جميع المدنيين من مصنع الصلب أزوفستال في نهاية وقف إطلاق النار لمدة ثلاثة أيام.

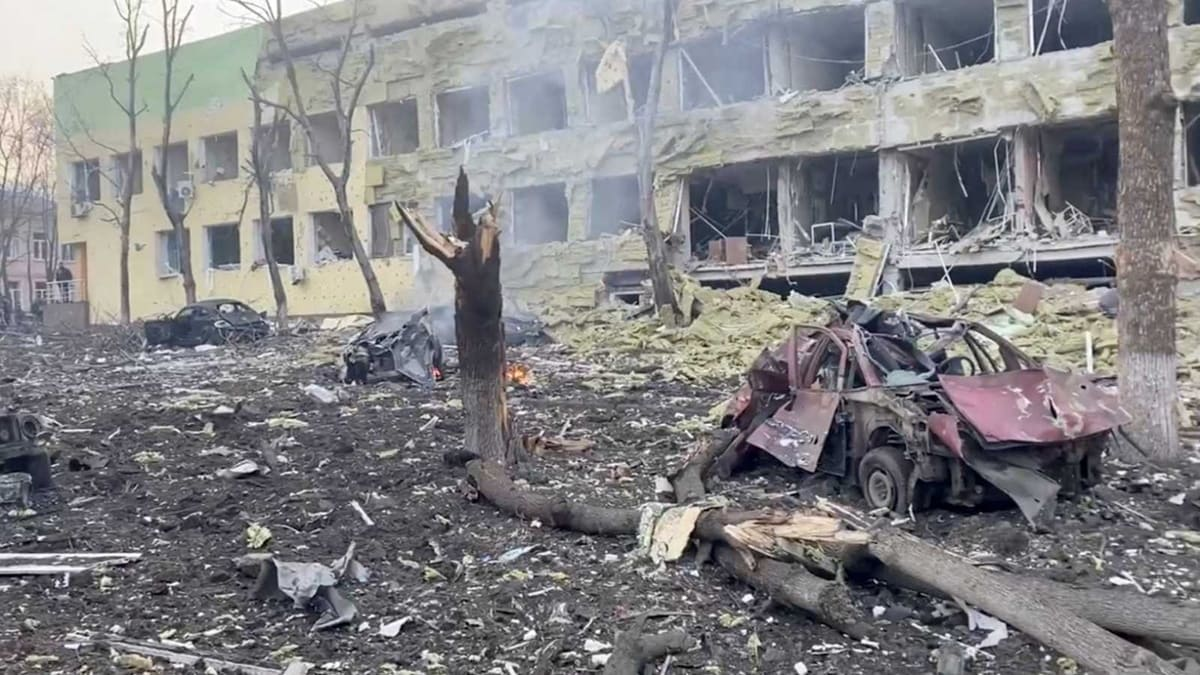
مستشفى للأطفال في ماريوبول بعد غارة جوية روسية.

بعد إجلاء آخر المدنيين من مخابئ أزوفستال بقي ما يقرب من ألفي جندي أوكراني محاصرين هناك وأصيب 700 منهم. تمكنوا من التواصل من أجل الحصول على ممر عسكري للإخلاء حيث توقعوا الإعدام الفوري إذا استسلموا للقوات الروسية. أفادت صحيفة أوكراينسكا برافدا في 8 مايو بتقارير عن وجود خلافات داخل القوات الأوكرانية في أزوفستال مشيرة إلى أن قائد مشاة البحرية الأوكرانية المكلف بالدفاع عن مخابئ أزوفستال قام بعملية استحواذ غير مصرح بها على دبابات وذخائر وأفراد ثم انسحب من الموقع هناك وفر. وتحدث الجنود المتبقون عن ضعف الموقف الدفاعي في أزوفستال نتيجة لذلك مما سمح بالتقدم نحو خطوط الهجوم الروسية المتقدمة. قال إيليا سومولينكو نائب قائد القوات الأوكرانية المتبقية المتحصنة في أزوفستال: "نحن هنا في الأساس رجال موتى. يعرف معظمنا هذا ولهذا السبب نقاتل بلا خوف".
في 16 مايو أعلنت هيئة الأركان العامة الأوكرانية أن حامية ماريوبول "أنجزت مهمتها القتالية" وأن عمليات الإخلاء النهائية من مصنع الصلب في أزوفستال قد بدأت. قال الجيش إن 264 من أفراد الخدمة تم إجلاؤهم إلى أولينيفكا الخاضعة للسيطرة الروسية بينما تم نقل 53 منهم "مصابين بجروح خطيرة" إلى مستشفى في نوفوازوفسك التي تسيطر عليها القوات الروسية أيضا. بعد إجلاء الأفراد الأوكرانيين من أزوفستال سيطرت القوات الروسية وقوات جمهورية دونيتسك الشعبية بالكامل على جميع مناطق ماريوبول. جلبت نهاية المعركة أيضا نهاية حصار ماريوبول. قال السكرتير الصحفي الروسي دميتري بيسكوف إن الرئيس الروسي فلاديمير بوتن قد ضمن معاملة المقاتلين الذين استسلموا "وفقا للمعايير الدولية" بينما قال الرئيس الأوكراني فولوديمير زيلينسكي في خطاب إن "عمل إعادة الأولاد إلى الوطن مستمر وهذا العمل يحتاج إلى الدقة والوقت". دعا بعض المشرعين الروس البارزين الحكومة إلى رفض تبادل الأسرى لأعضاء فوج آزوف.

#### سقوط سيفيرودونيتسك وليسيتشانسك

السيطرة العسكرية حول دونباس اعتبارا من 24 مارس 2023: يسلط اللون الوردي الضوء على المناطق التي تسيطر عليها جمهورية دونيتسك الشعبية وجمهورية لوغانسك الشعبية وروسيا بينما يسلط اللون الأصفر الضوء على المناطق التي تسيطر عليها الحكومة الأوكرانية.

وقع هجوم صاروخي روسي على محطة سكة حديد كراماتورسك في مدينة كراماتورسك في 8 أبريل مما أسفر عن مقتل 52 شخصا على الأقل وإصابة ما يصل إلى 87 إلى 300 شخص. في 11 أبريل قال زيلينسكي إن أوكرانيا تتوقع هجوما روسيا جديدا كبيرا في الشرق. قال المسؤولون الأمريكيون إن روسيا انسحبت أو تم صدها في أماكن أخرى في أوكرانيا وبالتالي كانت تستعد للانسحاب وإعادة الإمداد وإعادة نشر فرق المشاة والدبابات إلى الجبهة الجنوبية الشرقية لأوكرانيا. صورت الأقمار الصناعية العسكرية قوافل روسية واسعة النطاق من المشاة والوحدات الميكانيكية المنتشرة جنوبا من خاركوف إلى إيزيوم في 11 أبريل على ما يبدو كجزء من إعادة الانتشار الروسية المخطط لها لقواتها الشمالية الشرقية إلى الجبهة الجنوبية الشرقية للغزو.
في 18 أبريل مع سيطرة القوات الروسية على ماريوبول بالكامل تقريبا أعلنت الحكومة الأوكرانية أن المرحلة الثانية من الغزو المعزز لمناطق دونيتسك ولوغانسك وخاركوف قد تكثفت مع احتلال قوات الغزو الموسعة لدونباس.
في 22 مايو ذكرت هيئة الإذاعة البريطانية أنه بعد سقوط ماريوبول كثفت روسيا هجماتها في لوغانسك ودونيتسك بينما ركزت الهجمات الصاروخية ونيران المدفعية المكثفة على سيفيرودونيتسك أكبر مدينة تحت السيطرة الأوكرانية في مقاطعة لوغانسك.
في 23 مايو وردت تقارير عن دخول القوات الروسية إلى مدينة ليمان واستولت على المدينة بالكامل بحلول 26 مايو. وردت تقارير عن مغادرة القوات الأوكرانية لسفياتوهيرسك. بحلول 24 مايو استولت القوات الروسية على مدينة سفيتلودارسك. في 30 مايو أفادت وكالة رويترز أن القوات الروسية اخترقت مشارف سيفيرودونيتسك. بحلول 2 يونيو أفادت صحيفة واشنطن بوست أن سيفيرودونيتسك كانت على وشك الاستسلام للاحتلال الروسي مع وجود أكثر من 80 في المائة من المدينة في أيدي القوات الروسية. في 3 يونيو ورد أن القوات الأوكرانية بدأت هجوما مضادا في سيفيرودونيتسك. بحلول 4 يونيو ادعت مصادر الحكومة الأوكرانية أن 20٪ أو أكثر من المدينة قد أعيد الاستيلاء عليها.
في 12 يونيو ورد أنه ربما كان هناك ما يصل إلى 800 مدني أوكراني (وفقا للتقديرات الأوكرانية) و300-400 جندي (وفقا لمصادر روسية) محاصرين في مصنع أزوت للكيماويات في سيفيرودونيتسك. مع تعثر الدفاعات الأوكرانية عن سيفرودونيتسك بدأت قوات الغزو الروسية في تكثيف هجومها على مدينة ليسيتشانسك المجاورة كمدينة هدفها التالي في الغزو. في 20 يونيو ورد أن القوات الروسية استمرت في تشديد قبضتها على سيفرودونيتسك من خلال الاستيلاء على القرى المحيطة بالمدينة وأحدثها قرية ميتيلكين.
في 24 يونيو ذكرت شبكة سي إن إن أنه وسط استمرار تكتيكات الأرض المحروقة التي تطبقها القوات الروسية المتقدمة أُمرت القوات المسلحة الأوكرانية بإخلاء سيفرودونيتسك وتركت عدة مئات من المدنيين الذين لجأوا إلى مصنع أزوت للكيماويات في الانسحاب وقارن البعض محنتهم بمحنة المدنيين في مصنع أزوفستال للصلب في ماريوبول في مايو. في 3 يوليو أعلنت شبكة سي بي إس أن وزارة الدفاع الروسية ادعت أن القوات الروسية استولت على مدينة ليسيتشانسك واحتلتها. في 4 يوليو ذكرت صحيفة الجارديان أنه بعد سقوط منطقة لوغانسك ستواصل قوات الغزو الروسية غزوها لمنطقة دونيتسك المجاورة لمهاجمة مدينتي سلوفيانسك وباخموت.

#### جبهة خاركيف

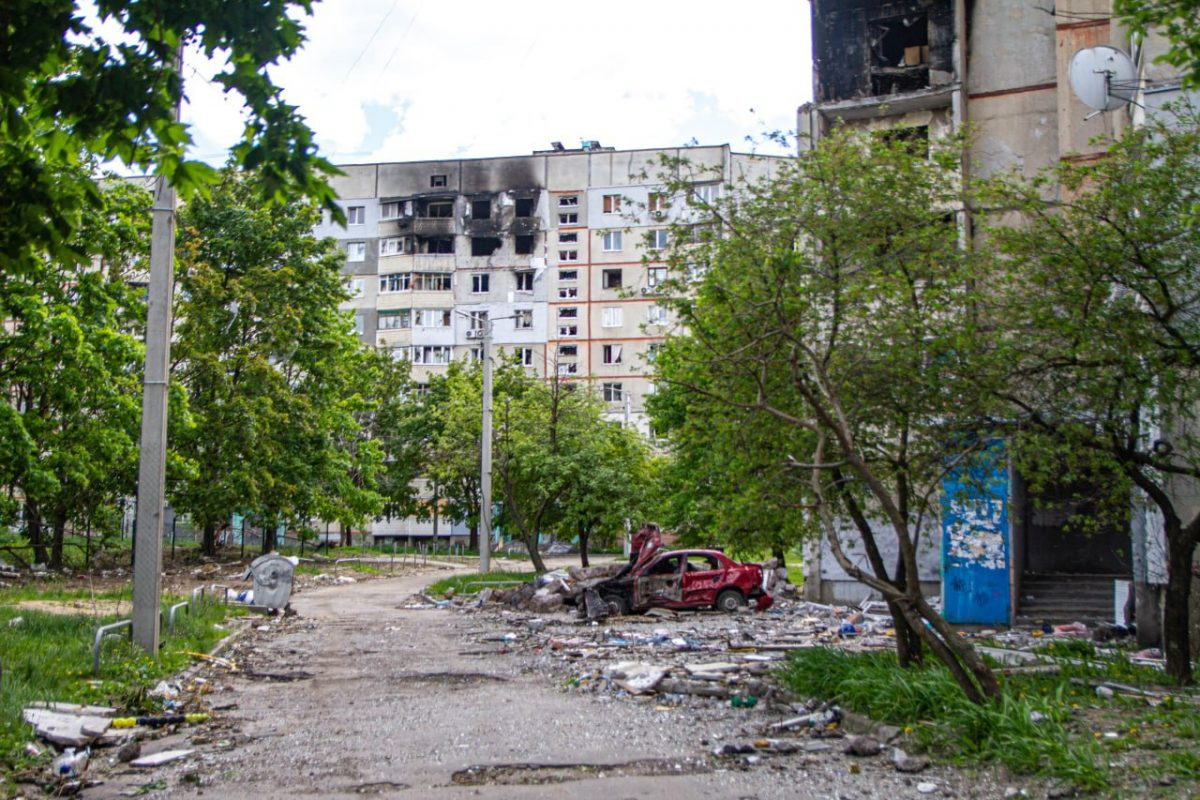
منطقة سالتيفكا السكنية بعد معركة خاركوف في 19 مايو 2022.

في 14 أبريل أفادت التقارير أن القوات الأوكرانية فجرت جسرا بين خاركيف وإيزيوم تستخدمه القوات الروسية لإعادة نشر القوات إلى إيزيوم مما أعاق القافلة الروسية.
في 5 مايو ذكر ديفيد أكس كاتبا لمجلة فوربس أن الجيش الأوكراني ركز لواءي الدبابات الرابع والسابع عشر ولواء الهجوم الجوي 95 حول إيزيوم من أجل القيام بعمل حراسة خلفية محتمل ضد القوات الروسية المنتشرة في المنطقة وأضاف أكس أن التركيز الرئيسي الآخر للقوات الأوكرانية حول خاركيف شمل اللواءين الآليين 92 و93 اللذين يمكن نشرهما على نحو مماثل للقيام بعمل حراسة خلفية ضد القوات الروسية حول خاركيف أو الارتباط بالقوات الأوكرانية المنتشرة في نفس الوقت حول إيزيوم.
في 13 مايو ذكرت هيئة الإذاعة البريطانية أن القوات الروسية في خاركوف يتم سحبها وإعادة نشرها على جبهات أخرى في أوكرانيا بعد تقدم القوات الأوكرانية في المدن المحيطة وخاركوف نفسها والتي تضمنت تدمير الجسور العائمة الاستراتيجية التي بناها القوات الروسية لعبور نهر سيفرسكي دونيتس والتي كانت تستخدم سابقًا لنشر الدبابات السريع في المنطقة.

#### جبهة خيرسون-ميكولايف

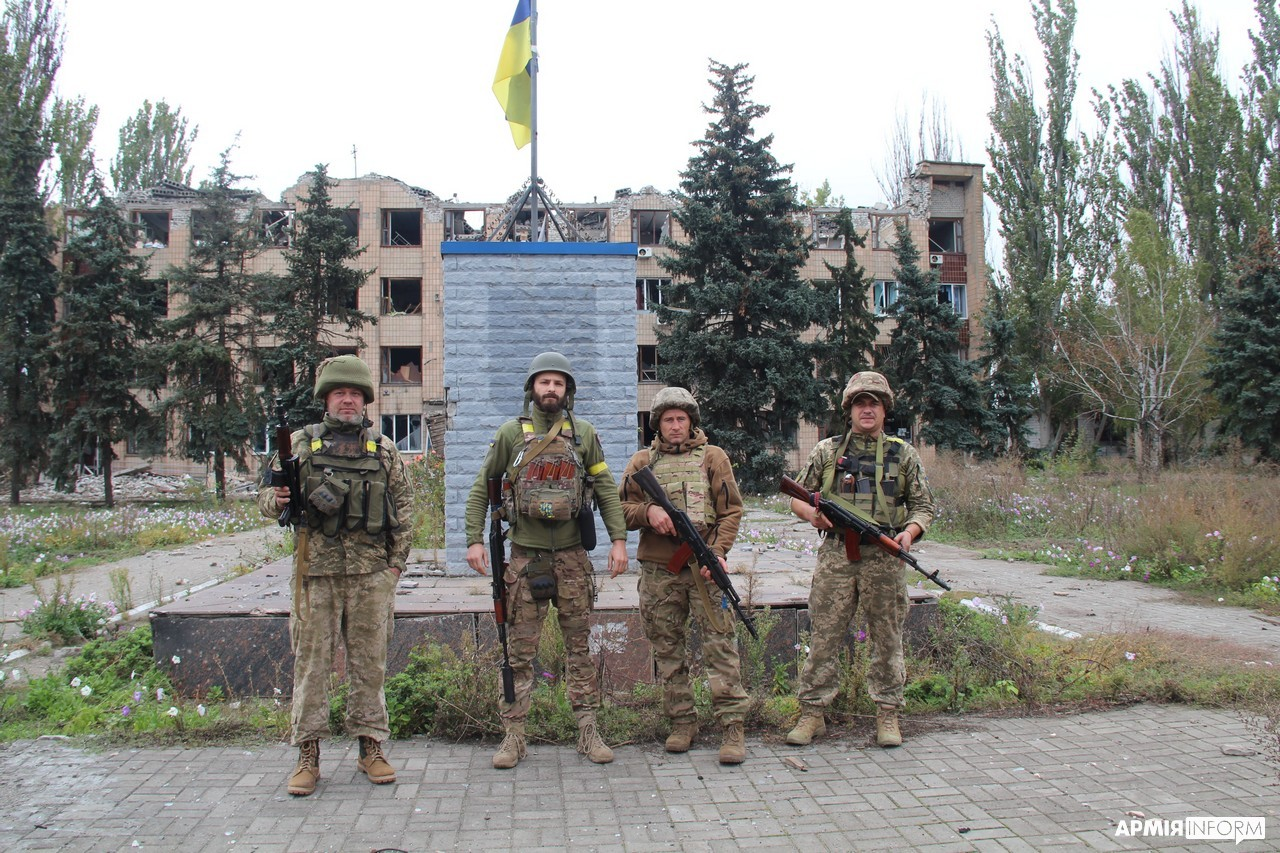
جنود أوكرانيون في فيسوكوبيليا المستعادة في سبتمبر 2022 خلال هجوم خيرسون المضاد عام 2022.

استمرت الهجمات الصاروخية وقصف المدن الرئيسية ميكولايف وأوديسا مع بدء المرحلة الثانية من الغزو. في 22 أبريل 2022 قال العميد الروسي رستم مينيكاييف في اجتماع لوزارة الدفاع إن روسيا تخطط لتوسيع جبهتها ميكولايف-أوديسا بعد حصار ماريوبول إلى الغرب لتشمل منطقة ترانسنيستريا المنفصلة على الحدود الأوكرانية مع مولدوفا. وصفت وزارة الدفاع الأوكرانية هذه الخطة بالإمبريالية وقالت إنها تتناقض مع مزاعم روسية سابقة بأنها لا تمتلك طموحات إقليمية في أوكرانيا كما اعترف البيان بأن "هدف" المرحلة الثانية "من الحرب ليس الانتصار على النازيين الأسطوريين بل ببساطة احتلال شرق وجنوب أوكرانيا". وأشار جورجي جوتيف من يوراكتيف في 22 أبريل إلى أن الاحتلال الروسي من أوديسا إلى ترانسنيستريا من شأنه أن يحول أوكرانيا إلى دولة غير ساحلية ليس لها وصول عملي إلى البحر الأسود. استأنفت روسيا ضرباتها الصاروخية على أوديسا في 24 أبريل مما أدى إلى تدمير المنشآت العسكرية وتسبب في سقوط عشرات الضحايا المدنيين.
قالت مصادر أوكرانية إن الانفجارات دمرت برجين للبث الروسي في ترانسنيستريا في 27 أبريل كانا يعيدان بث البرامج التلفزيونية الروسية في المقام الأول. كما دمرت الهجمات الصاروخية الروسية في نهاية أبريل مدارج الطائرات في أوديسا. في الأسبوع الذي يوافق العاشر من مايو بدأت القوات الأوكرانية في إزاحة القوات الروسية من جزيرة الثعبان في البحر الأسود على بعد حوالي 200 كيلومتر (120 ميلا) من أوديسا. قالت روسيا في 30 يونيو 2022 إنها سحبت قواتها من الجزيرة، بمجرد اكتمال أهدافها.
في 23 يوليو أفادت قناة سي إن بي سي بضربة صاروخية روسية على ميناء أوديسا الأوكراني والتي أدانها زعماء العالم بسرعة وسط اتفاق توسطت فيه الأمم المتحدة وتركيا مؤخرا لتأمين ممر بحري لصادرات الحبوب وغيرها من المواد الغذائية. في 31 يوليو أفادت قناة سي إن إن بتكثيف الهجمات الصاروخية وقصف ميكولايف من قبل الروس مما أدى أيضا إلى مقتل قطب الحبوب الأوكراني أوليكسي فاداتورسكي.

#### جبهة زابوريزهيا

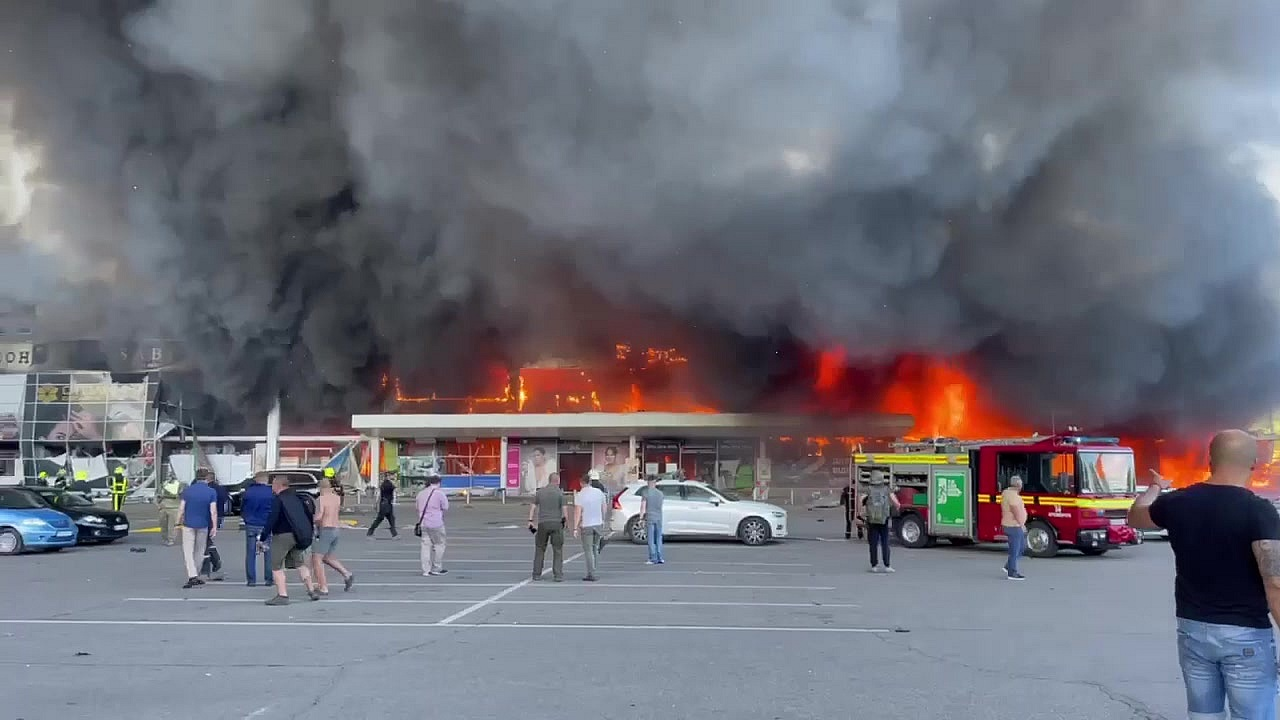
وصف الرئيس الفرنسي إيمانويل ماكرون الهجوم الصاروخي الروسي على مركز تسوق في كريمنشوك في 28 يونيو 2022 بأنه "جريمة حرب".

واصلت القوات الروسية إطلاق الصواريخ وإسقاط القنابل على مدينتي دنيبرو وزابوريزهيا الرئيسيتين. دمرت الصواريخ الروسية مطار دنيبرو الدولي في 10 أبريل 2022. في 2 مايو أفادت التقارير أن الأمم المتحدة بالتعاون مع القوات الروسية أجلت حوالي 100 ناج من حصار ماريوبول إلى قرية بيزيمين بالقرب من دونيتسك حيث سينتقلون منها إلى زابوريزهيا. في 28 يونيو ذكرت وكالة رويترز أن هجوما صاروخيا روسيا على مدينة كريمنشوك شمال غرب زابوريزهيا انفجر في مركز تجاري عام وتسبب في مقتل 18 شخصا على الأقل. ووصف إيمانويل ماكرون الفرنسي ذلك بأنه "جريمة حرب".
وصفت وكالة الطاقة النووية الأوكرانية إينيرجوأتوم الوضع في محطة الطاقة النووية في زابوريزهيا بأنه "متوتر للغاية" على الرغم من أنها لا تزال تعمل من قبل موظفيها الأوكرانيين. كان ما يصل إلى 500 جندي روسي يسيطرون على المحطة وقالت وكالة كييف النووية إنهم كانوا يقصفون المناطق المجاورة ويخزنون الأسلحة و"أنظمة الصواريخ" هناك. وقد تم وضع البلاد بأكملها تقريبا في حالة تأهب لشن غارات جوية. وقال رئيس شركة إنيرجوأتوم بيدرو كوتين: "لقد قصفوا بالفعل الجانب الآخر من نهر دنيبرو وأراضي نيكوبول". وافقت روسيا في 19 أغسطس على السماح لمفتشي الوكالة الدولية للطاقة الذرية بالوصول إلى محطة زابوريزهيا بعد مكالمة هاتفية من ماكرون إلى بوتن. ومع ذلك حتى يوليو 2023 ظل الوصول إلى المحطة محدودا ويتطلب مفاوضات مكثفة.
أفادت روسيا أنه تم تسجيل 12 هجوما بانفجارات من 50 قذيفة مدفعية بحلول 18 أغسطس في المحطة ومدينة إينرهودار التابعة للشركة. قال توبياس إلوود رئيس لجنة الدفاع البريطانية في 19 أغسطس إن أي ضرر متعمد يلحق بمحطة زابوريزهيا النووية يمكن أن يتسبب في تسرب إشعاعي سيكون خرقا للمادة 5 من معاهدة شمال الأطلسي والتي بموجبها يعتبر الهجوم على دولة عضو في حلف شمال الأطلسي هجوما عليهم جميعا. قال عضو الكونجرس الأمريكي آدم كينزينجر في اليوم التالي إن أي تسرب إشعاعي من شأنه أن يقتل الناس في دول حلف شمال الأطلسي وهو تفعيل تلقائي للمادة 5.

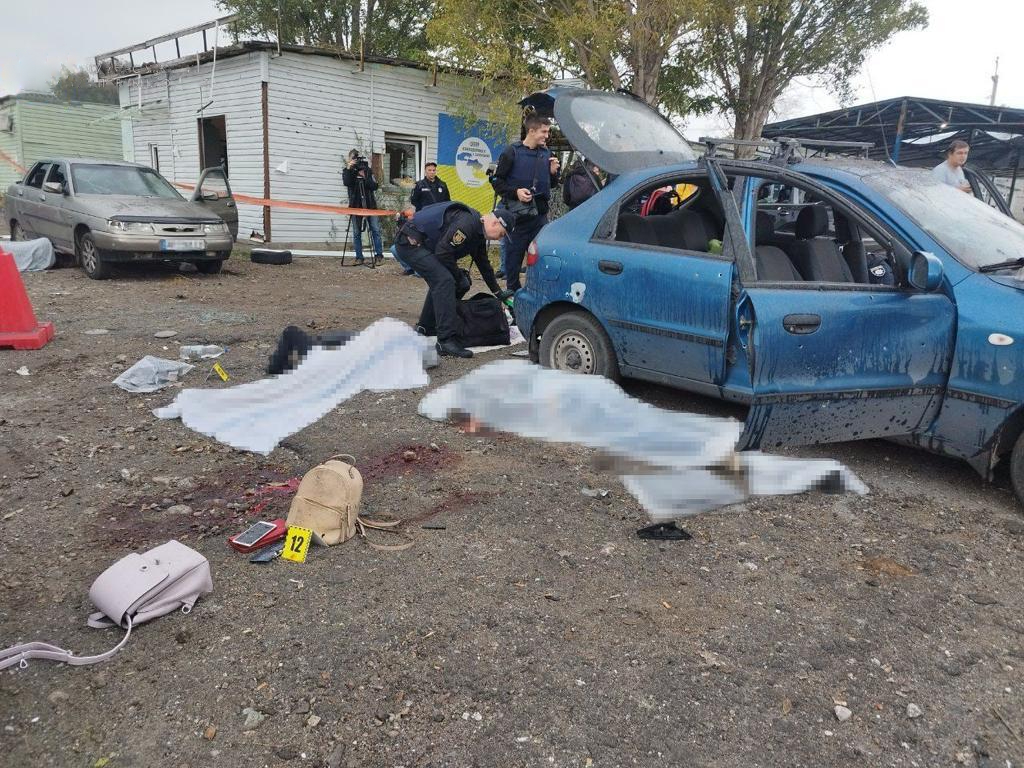
مقتل مدنيين أوكرانيين خلال هجوم الجيش الروسي على قافلة مدنية في زابوريزهيا في سبتمبر 2022.

أصاب القصف مكبات رماد الفحم في محطة الطاقة التي تعمل بالفحم المجاورة في 23 أغسطس واشتعلت النيران في الرماد في 25 أغسطس. يمر خط النقل 750 كيلو فولت إلى محطة دنيبروفاسكا الفرعية وهو الخط الوحيد من بين خطوط النقل الأربعة 750 كيلو فولت التي لا تزال غير تالفة ومقطوعة بسبب العمل العسكري فوق مكبات الرماد. في الساعة 12:12 ظهرا من يوم 25 أغسطس انقطع الخط بسبب الحريق مما أدى إلى فصل المحطة ومفاعليها العاملين عن الشبكة الوطنية لأول مرة منذ بدء تشغيلها في عام 1985. واستجابة لذلك بدأت المولدات الاحتياطية ومضخات سائل التبريد للمفاعل 5 في العمل وخفض المفاعل 6 توليد الطاقة.
كانت الطاقة الواردة لا تزال متاحة عبر خط 330 كيلو فولت إلى المحطة الفرعية في محطة الفحم لذلك لم تكن مولدات الديزل ضرورية لتبريد نوى المفاعل وأحواض الوقود المستهلك. استأنف خط 750 كيلو فولت والمفاعل 6 العمل في الساعة 12:29 مساء لكن الخط انقطع بسبب الحريق مرة أخرى بعد ساعتين. استأنف الخط ولكن ليس المفاعلات العمل مرة أخرى في وقت لاحق من ذلك اليوم. في 26 أغسطس أعيد تشغيل أحد المفاعلات في فترة ما بعد الظهر وآخر في المساء واستأنف إمدادات الكهرباء إلى الشبكة. في 29 أغسطس 2022 ذهب فريق من الوكالة الدولية للطاقة الذرية بقيادة رافائيل جروسي إلى المحطة للتحقيق. وكان ليدي إيفرار وماسيمو أبارو أيضا ضمن الفريق. لم يتم الإبلاغ عن أي تسربات في المحطة قبل وصولهم لكن القصف حدث قبل أيام.

### ضم روسيا وخسائر الاحتلال (6 سبتمبر - 11 نوفمبر 2022)

خريطة متحركة للغزو الروسي من 5 سبتمبر 2022 إلى 11 نوفمبر 2022.

في 6 سبتمبر 2022 شنت القوات الأوكرانية هجوما مضادا مفاجئا في منطقة خاركوف بدءا من بالاكليا بقيادة الجنرال سيرسكي. شنت كييف الجريئة هجوما مضادا في 12 سبتمبر حول خاركوف ناجحا بما يكفي لجعل روسيا تعترف بخسارة مواقع رئيسية ولقول صحيفة نيويورك تايمز إن ذلك أضر بصورة "بوتين العظيم". سعت كييف للحصول على المزيد من الأسلحة من الغرب لدعم الهجوم المضاد. في 21 سبتمبر 2022 أعلن فلاديمير بوتن عن تعبئة جزئية وقال وزير الدفاع سيرجي شويجو إنه سيتم استدعاء 300 ألف جندي احتياطي. وقال أيضا إن بلاده ستستخدم "كل الوسائل" "للدفاع عن نفسها". وقال ميخايلو بودولياك مستشار زيلينسكي إن القرار كان متوقعا وإنه كان محاولة لتبرير "إخفاقات روسيا". ووصفت وزيرة الخارجية البريطانية جيليان كيغان الوضع بأنه "تصعيد" بينما اتهم الرئيس المنغولي السابق تساخياجين إلبغدورج روسيا باستخدام المغول الروس "كطعام للمدافع".

#### ضم روسيا لمناطق دونيتسك وخيرسون ولوغانسك وزابوريزهيا
في أواخر سبتمبر 2022 نظم المسؤولون الذين نصبتهم روسيا في أوكرانيا استفتاءات بشأن ضم الأراضي المحتلة في أوكرانيا. وشملت هذه جمهورية دونيتسك الشعبية وجمهورية لوغانسك الشعبية في منطقتي دونيتسك ولوغانسك اللتين تحتلانها روسيا في أوكرانيا بالإضافة إلى الإدارات العسكرية المعينة من قبل روسيا في منطقة خيرسون ومنطقة زابوريزهيا. وقد أدانتها حكومة أوكرانيا وحلفاؤها باعتبارها انتخابات صورية وأظهرت النتائج الرسمية للانتخابات أغلبية ساحقة لصالح الضم.
في 30 سبتمبر 2022 أعلن فلاديمير بوتن ضم مناطق دونيتسك ولوغانسك وخيرسون وزابوريزهيا الأوكرانية في خطاب أمام مجلسي البرلمان الروسي. ونددت أوكرانيا والولايات المتحدة والاتحاد الأوروبي والأمم المتحدة بالضم باعتباره غير قانوني.

#### جبهة زابوريزهيا

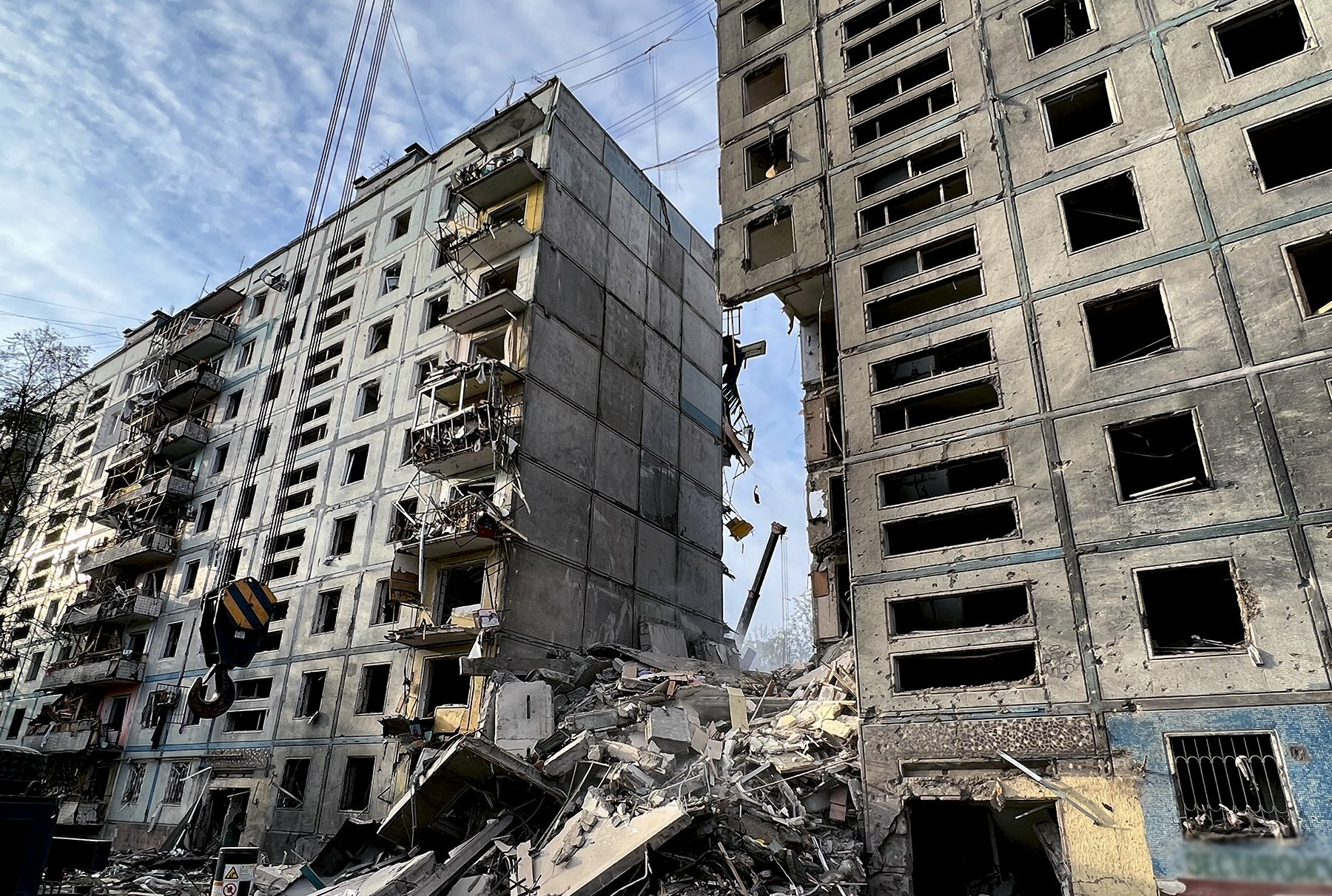
الأضرار التي لحقت بمبنى سكني في زابوريزهيا بعد غارة جوية في 9 أكتوبر 2022.

زار وفد من الوكالة الدولية للطاقة الذرية محطة زابوريزهيا للطاقة النووية في 3 سبتمبر وفي 6 سبتمبر أبلغ عن الأضرار والتهديدات الأمنية الناجمة عن القصف الخارجي ووجود قوات الاحتلال في المحطة. في 11 سبتمبر في الساعة 3:14 صباحا تم فصل المفاعل السادس والأخير عن الشبكة مما أدى إلى "توقف المحطة تماما". وقالت شركة إنيرجوأتوم إن الاستعدادات "جارية لتبريدها ونقلها إلى حالة باردة".
في الساعات الأولى من يوم 9 أكتوبر 2022 نفذت القوات المسلحة الروسية غارة جوية على مبنى سكني في زابوريزهيا مما أسفر عن مقتل 13 مدنيا وإصابة 89 آخرين.

#### الهجوم المضاد على خيرسون

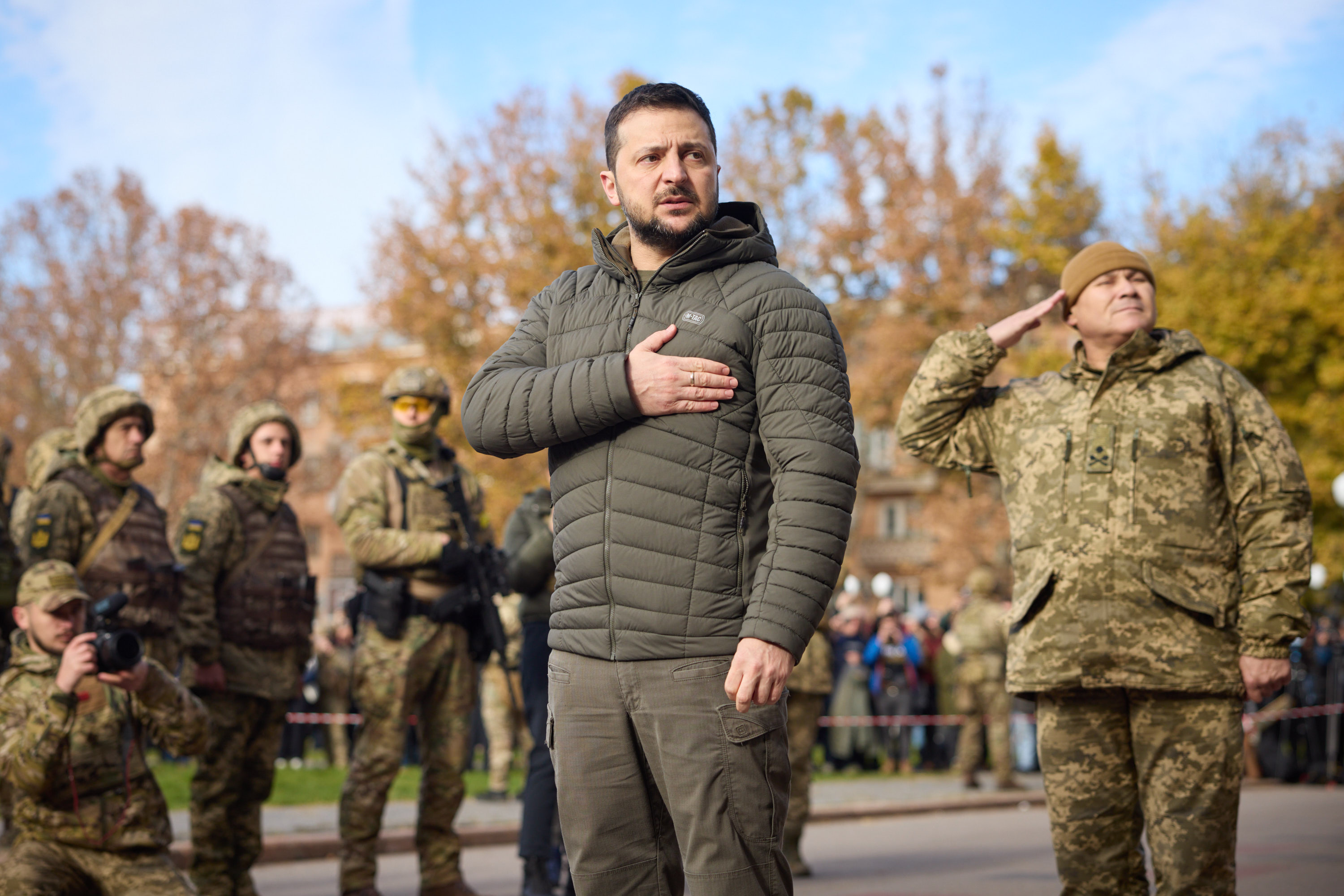
الرئيس الأوكراني فولوديمير زيلينسكي يشارك في إعادة رفع العلم الأوكراني في خيرسون بعد أيام قليلة من تحرير المدينة.

في 29 أغسطس تعهد زيلينسكي ببدء هجوم مضاد واسع النطاق في الجنوب الشرقي. أعلن أولا عن هجوم مضاد لاستعادة الأراضي المحتلة من قبل روسيا في الجنوب مع التركيز على منطقة خيرسون-ميكولايف وهو ادعاء أكده البرلمان الأوكراني وكذلك القيادة العملياتية الجنوبية.
في 4 سبتمبر أعلن زيلينسكي تحرير قريتين لم يذكر اسميهما في منطقة خيرسون وواحدة في منطقة دونيتسك. أصدرت السلطات الأوكرانية صورة تُظهر رفع العلم الأوكراني في فيسوكوبيليا من قبل القوات الأوكرانية. استمرت الهجمات الأوكرانية أيضا على طول خط المواجهة الجنوبي على الرغم من أن التقارير حول التغييرات الإقليمية كانت غير قابلة للتحقق إلى حد كبير. في 12 سبتمبر قال زيلينسكي إن القوات الأوكرانية استعادت ما مجموعه 6000 كيلومتر مربع (2300 ميل مربع) من روسيا في كل من الجنوب والشرق. صرحت هيئة الإذاعة البريطانية أنها لا تستطيع التحقق من هذه الادعاءات.
في أكتوبر تقدمت القوات الأوكرانية جنوبا نحو مدينة خيرسون وسيطرت على 1170 كيلومترا مربعا (450 ميلا مربعا) من الأراضي مع امتداد القتال إلى دودشاني. في 9 نوفمبر أمر وزير الدفاع شويغو القوات الروسية بمغادرة جزء من منطقة خيرسون بما في ذلك مدينة خيرسون والانتقال إلى الضفة الشرقية لنهر دنيبر. في 11 نوفمبر دخلت القوات الأوكرانية خيرسون حيث أكملت روسيا انسحابها. وهذا يعني أن القوات الروسية لم تعد لديها موطئ قدم على الضفة الغربية (اليمنى) لنهر دنيبر.

#### هجوم خاركيف المضاد
شنت القوات الأوكرانية هجوما مضادا مفاجئا آخر في 6 سبتمبر في منطقة خاركيف بالقرب من بالاكليا بقيادة الجنرال سيرسكي. وبحلول 7 سبتمبر تقدمت القوات الأوكرانية حوالي 20 كيلومترا (12 ميلا) داخل الأراضي الروسية المحتلة وزعمت أنها استعادت ما يقرب من 400 كيلومتر مربع (150 ميلا مربعا). وقال المعلقون الروس إن هذا يرجع على الأرجح إلى نقل القوات الروسية إلى خيرسون ردا على الهجوم الأوكراني هناك. في 8 سبتمبر استولت القوات الأوكرانية على بالاكليا وتقدمت إلى مسافة 15 كيلومترا (9.3 ميلا) من كوبيانسك. وقال المحللون العسكريون إن القوات الأوكرانية بدت وكأنها تتحرك نحو كوبيانسك وهي مركز رئيسي للسكك الحديدية بهدف قطع القوات الروسية في إيزيوم من الشمال.
في التاسع من سبتمبر أعلنت إدارة الاحتلال الروسية في منطقة خاركيف أنها ستقوم بإجلاء السكان المدنيين في إيزيوم وكوبيانسك وفيليكي بورلوك. وقال معهد دراسة الحرب إنه يعتقد أن كوبيانسك من المرجح أن تسقط في غضون 72 ساعة القادمة بينما تم إرسال وحدات احتياطية روسية إلى المنطقة بالطرق والمروحيات. وفي صباح العاشر من سبتمبر، ظهرت صور تدعي أنها تصور القوات الأوكرانية وهي ترفع العلم الأوكراني في وسط كوبيانسك وقال معهد دراسة الحرب إن القوات الأوكرانية استولت على ما يقرب من 2500 كيلومتر مربع (970 ميل مربع) من خلال استغلال اختراقها بشكل فعال. وفي وقت لاحق من اليوم ذكرت وكالة رويترز أن المواقع الروسية في شمال شرق أوكرانيا "انهارت" في مواجهة الهجوم الأوكراني حيث أُجبرت القوات الروسية على الانسحاب من قاعدتها في إيزيوم بعد أن تم قطعها بسبب الاستيلاء على كوبيانسك.
بحلول 15 سبتمبر أكد تقييم أجرته وزارة الدفاع البريطانية أن روسيا إما خسرت أو انسحبت من جميع مواقعها تقريبا غرب نهر أوسكيل. كما تخلت الوحدات المنسحبة عن العديد من الأصول العسكرية عالية القيمة. استمر الهجوم في الدفع شرقا وبحلول 1 أكتوبر حررت القوات المسلحة الأوكرانية مدينة ليمان الرئيسية.

### جمود الشتاء وحملة الاستنزاف والزيادة العسكرية (12 نوفمبر 2022 - 7 يونيو 2023)

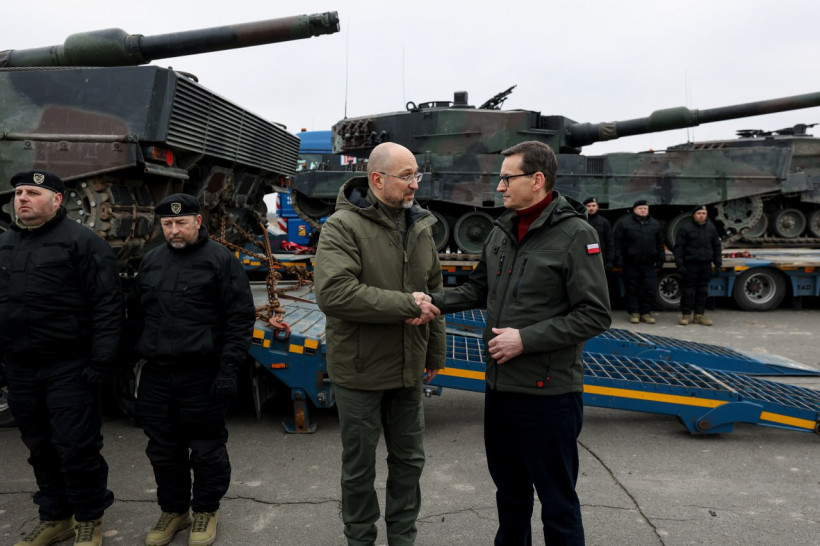
رئيسا الوزراء الأوكراني والبولندي يتصافحان بالقرب من دبابات ليوبارد 2 التي قدمتها بولندا لأوكرانيا.

بعد انتهاء الهجمات المضادة الأوكرانية المزدوجة تحول القتال إلى طريق مسدود جزئيا خلال فصل الشتاء مع خسائر فادحة ولكن حركة الخطوط الأمامية انخفضت. شنت روسيا هجوما شتويا معلنا في شرق أوكرانيا لكن الحملة انتهت "بخيبة أمل" لموسكو مع مكاسب محدودة مع توقف الهجوم. ألقى المحللون باللوم بشكل مختلف على الفشل على افتقار روسيا إلى "الرجال المدربين" ومشاكل الإمداد بالذخيرة المدفعية من بين مشاكل أخرى. في أواخر شهر ماي، قيم مارك جالوتي أن "أوكرانيا في وضع قوي نسبيا بعد الهجوم الشتوي الفاشل وغير المدروس الذي شنته روسيا والذي أهدر فرصة توحيد قواتها".
في 7 فبراير ذكرت صحيفة نيويورك تايمز أن الروس حشدوا مؤخرا ما يقرب من 200 ألف جندي للمشاركة في الهجوم في دونباس ضد القوات الأوكرانية المنهكة بالفعل من القتال السابق. اكتسبت شركة فاغنر جروب العسكرية الخاصة الروسية أهمية أكبر في الحرب حيث قادت "تقدما ساحقا" في باخموت مع مشاركة عشرات الآلاف من المجندين من كتائب السجون في هجمات "شبه انتحارية" على المواقع الأوكرانية.
في أواخر يناير 2023 اشتدت حدة القتال في منطقة زابوريزهيا الجنوبية حيث تكبد الجانبان خسائر فادحة. وفي الأجزاء الجنوبية القريبة من منطقة دونيتسك أطلق على الهجوم الروسي المكثف الذي استمر ثلاثة أسابيع بالقرب من بلدة فوهلدار التي تشتهر بمناجم الفحم اسم أكبر معركة دبابات في الحرب حتى الآن وانتهى بكارثة للقوات الروسية التي خسرت "ما لا يقل عن 130 دبابة وناقلة جنود مدرعة" وفقا للقادة الأوكرانيين. وذكرت وزارة الدفاع البريطانية أن "لواء روسيا كاملا تم القضاء عليه فعليا".

#### معركة باخموت

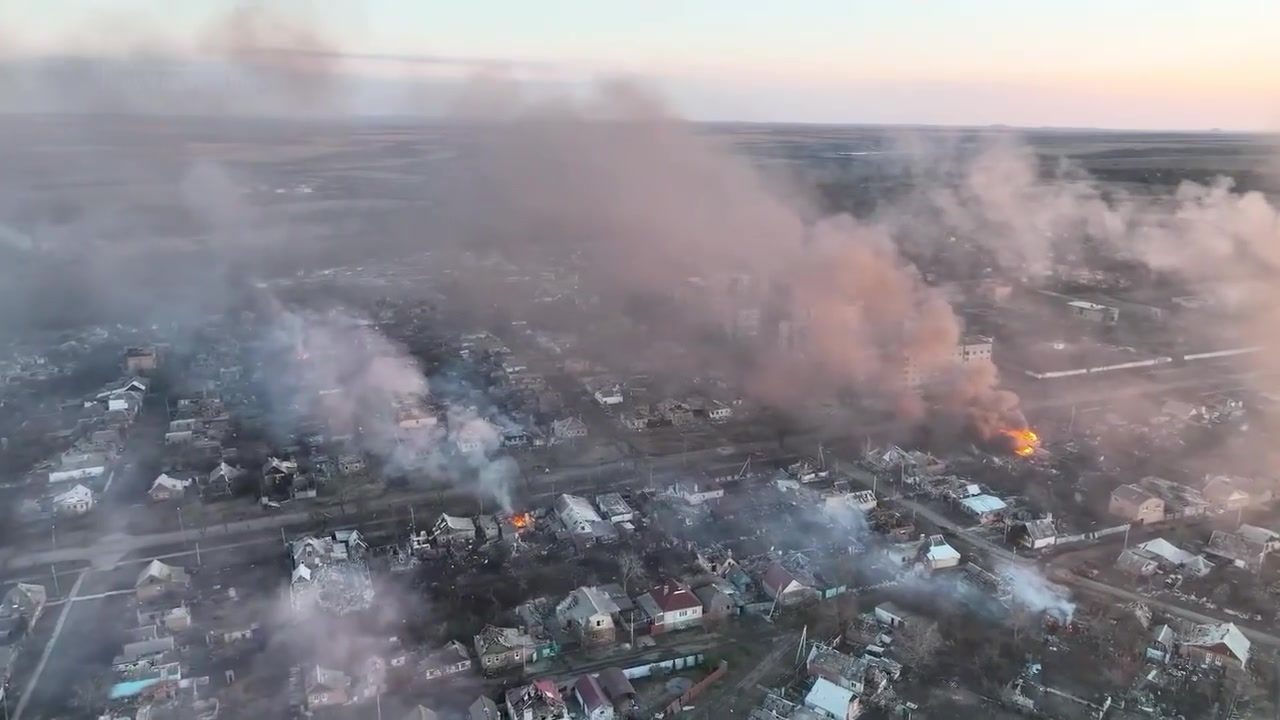
منظر لباخموت الغربية أثناء المعركة، 5 أبريل 2023.

بعد الهزيمة في خيرسون وخاركوف ركزت القوات الروسية وقوات فاغنر على الاستيلاء على مدينة باخموت وكسر الجمود الذي دام نصف عام والذي ساد هناك منذ بداية الحرب. سعت القوات الروسية إلى تطويق المدينة والهجوم من الشمال عبر سوليدار. بعد تكبد خسائر فادحة سيطرت القوات الروسية وقوات فاغنر على سوليدار في 16 يناير 2023. بحلول أوائل فبراير 2023 كانت باخموت تواجه هجمات من الشمال والجنوب والشرق وكانت خطوط الإمداد الأوكرانية الوحيدة قادمة من تشاسيف يار إلى الغرب.
في 3 مارس 2023 دمر الجنود الأوكرانيون جسرين رئيسيين مما خلق إمكانية الانسحاب القتالي المتحكم فيه من القطاعات الشرقية من باخموت. في 4 مارس أخبر نائب عمدة باخموت وكالات الأنباء أن هناك قتال شوارع في المدينة. في السابع من مارس وعلى الرغم من تطويق المدينة تقريبا ذكرت صحيفة نيويورك تايمز أن القادة الأوكرانيين طلبوا الإذن من كييف لمواصلة القتال ضد الروس في باخموت.
في السادس والعشرين من مارس ادعت قوات مجموعة فاغنر أنها استولت بالكامل على مصنع أزوم المهم تكتيكيا في باخموت. في ظهوره أمام لجنة القوات المسلحة بمجلس النواب في التاسع والعشرين من مارس أفاد الجنرال مارك ميلي رئيس هيئة الأركان المشتركة أنه "خلال الأيام العشرين أو الواحد والعشرين الماضية تقريبا لم تحقق روسيا أي تقدم على الإطلاق في باخموت وما حولها". ووصف ميلي الخسائر الفادحة التي لحقت بالقوات الروسية هناك بأنها "مهرجان مذبحة".
بحلول بداية شهر مايو قدر معهد دراسات الحرب أن أوكرانيا تسيطر فقط على 1.89 كيلومتر مربع (0.73 ميل مربع) من المدينة أي أقل من خمسة في المائة. في 18 مايو 2023 ذكرت صحيفة نيويورك تايمز أن القوات الأوكرانية شنت هجوما مضادا محليا واستعادت مساحات شاسعة من الأراضي إلى الشمال والجنوب من باخموت على مدار بضعة أيام. في 20 مايو 2023 ادعت مجموعة فاغنر السيطرة الكاملة على باخموت وأعلنت روسيا رسميا انتصارها في المعركة في اليوم التالي وبعد ذلك انسحبت قوات فاغنر من المدينة بدلا من الوحدات الروسية النظامية.

### الهجمات المضادة لعام 2023 والحملة الصيفية (8 يونيو 2023 - 1 ديسمبر 2023)

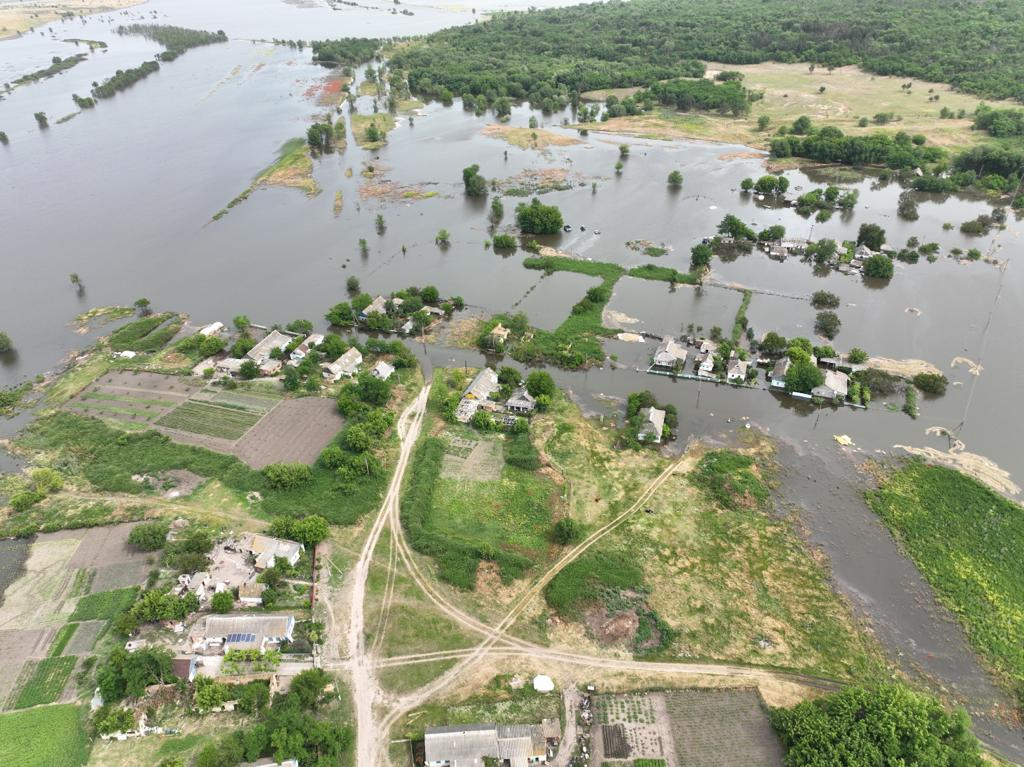
الفيضانات في منطقة خيرسون في 10 يونيو 2023 بسبب تدمير سد كاخوفكا في 6 يونيو 2023.

في يونيو 2023 شنت القوات الأوكرانية تدريجيا سلسلة من الهجمات المضادة على جبهات متعددة بما في ذلك منطقة دونيتسك ومنطقة زابوريزهيا وغيرها. في 8 يونيو 2023 ركزت جهود الهجوم المضاد بالقرب من مستوطنات مثل أوريكيف وتوكماك وباخموت. ومع ذلك واجهت عمليات الهجوم المضاد مقاومة شديدة من روسيا ووصف معهد دراسة الحرب الأمريكي للأبحاث الجهود الدفاعية الروسية بأنها "تتمتع بدرجة غير عادية من التماسك". وبحلول 12 يونيو أبلغت أوكرانيا عن أسرع تقدمها في سبعة أشهر مدعية أنها حررت العديد من القرى وتقدمت مسافة 6.5 كم إجمالا. كما أفاد مدونون عسكريون روس أن أوكرانيا استولت على بلاهوداتني وماكاريفكا ونيسكوتشني وتواصل الدفع جنوبا. واصلت أوكرانيا تحرير المستوطنات على مدى الأشهر القليلة التالية ورفعت العلم الأوكراني فوق مستوطنة روبوتين في أواخر أغسطس.

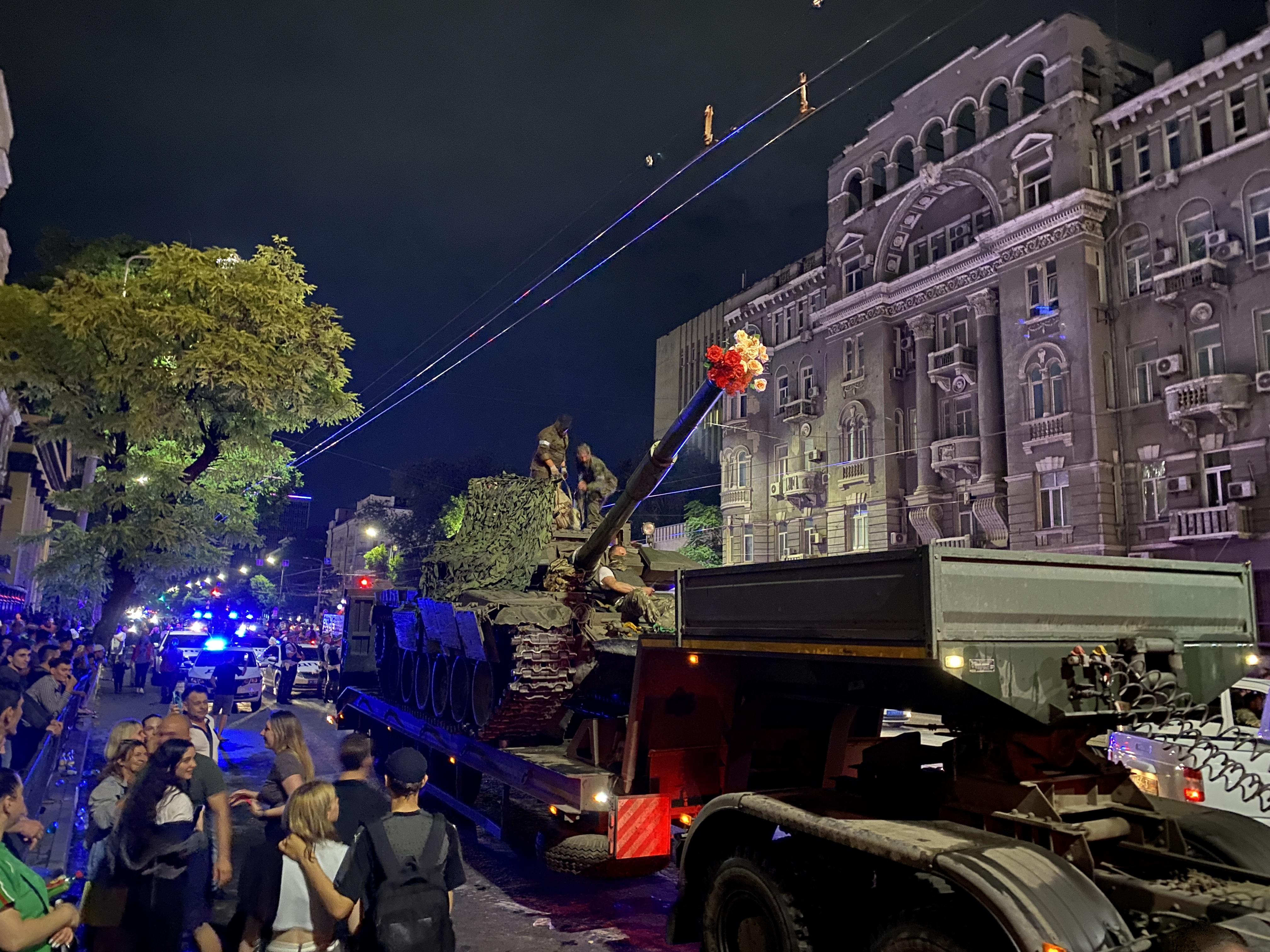
دبابة في روستوف أون دون تابعة لمجموعة فاغنر مزينة بالورود أثناء تمرد مجموعة فاغنر في صيف عام 2023.

في 24 يونيو شنت مجموعة فاغنر تمردا قصيرا ضد الحكومة الروسية واستولت على العديد من المدن في غرب روسيا دون معارضة إلى حد كبير قبل الزحف نحو موسكو. جاء هذا تتويجا للاقتتال الداخلي المطول وصراعات السلطة بين فاغنر ووزارة الدفاع الروسية. بعد حوالي 24 ساعة تراجعت مجموعة فاغنر ووافقت على اتفاق سلام حيث سيذهب زعيم فاغنر يفغيني بريجوزين إلى المنفى في بيلاروسيا وستكون قواته خالية من الملاحقة القضائية. في 27 يونيو أفادت وزارة الدفاع البريطانية أن أوكرانيا "من المرجح للغاية" أن تستعيد أراضي في منطقة دونباس الشرقية التي احتلتها روسيا منذ عام 2014 من بين تقدمها. كما أفاد المدونون المؤيدون لروسيا أن القوات الأوكرانية حققت مكاسب في منطقة خيرسون الجنوبية حيث أقامت موطئ قدم على الضفة اليسرى لنهر دنيبرو بعد عبوره.
في أغسطس ذكرت صحيفة الجارديان أن أوكرانيا أصبحت الدولة الأكثر ألغاما في العالم حيث زرعت روسيا ملايين الألغام في محاولة لإحباط الهجوم المضاد لأوكرانيا. أجبرت حقول الألغام الشاسعة أوكرانيا على إزالة الألغام على نطاق واسع للسماح بالتقدم. وأفاد المسؤولون الأوكرانيون بوجود نقص في الرجال والمعدات حيث اكتشف الجنود الأوكرانيون خمسة ألغام لكل متر مربع في أماكن معينة.
بعد انسحاب روسيا من مبادرة الحبوب في البحر الأسود تصاعد الصراع على البحر الأسود مع استهداف أوكرانيا للسفن الروسية. في 4 أغسطس أفادت مصادر في أجهزة الأمن الأوكرانية أن سفينة الإنزال الروسية أولينيجورسكي جورنياك تعرضت لضربة وتضررت بواسطة طائرة بدون طيار بحرية. يبدو أن لقطات الفيديو التي نشرتها أجهزة الأمن الأوكرانية تظهر الطائرة بدون طيار وهي تضرب السفينة مع مقطع فيديو آخر يظهر السفينة وهي تميل على ما يبدو إلى جانب واحد. في 12 سبتمبر أفادت مصادر أوكرانية وروسية أن أهدافا بحرية روسية في سيفاستوبول تعرضت لضربات بأسلحة غير مؤكدة مما أدى إلى إتلاف سفينتين عسكريتين إحداهما غواصة. كما أفادت أوكرانيا أيضا باستعادة العديد من منصات حفر النفط والغاز على البحر الأسود التي تسيطر عليها روسيا منذ عام 2015.

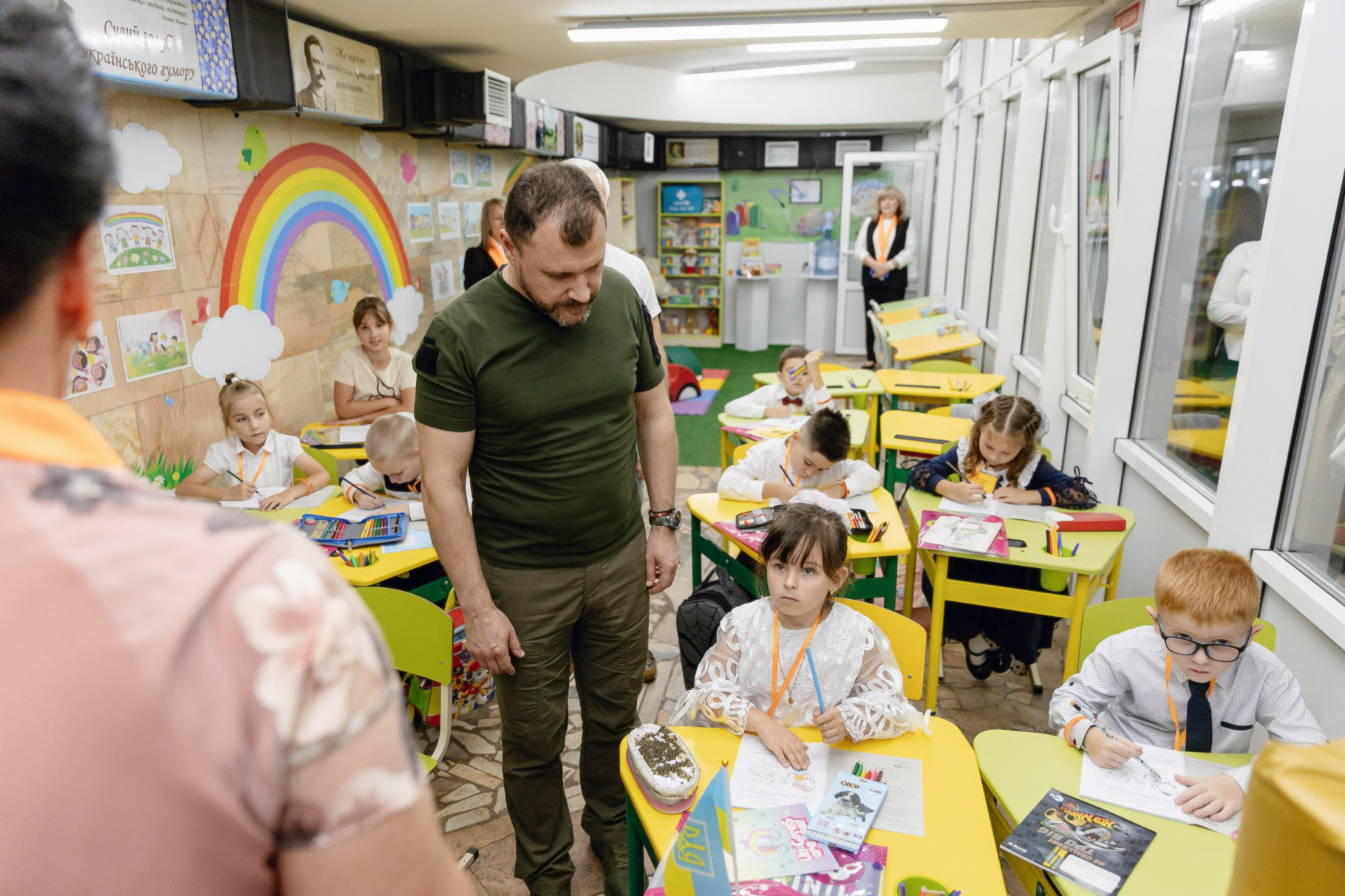
دروس مدرسية لتلاميذ مدينة خاركوف أجريت في المترو بسبب خطر القصف الروسي.

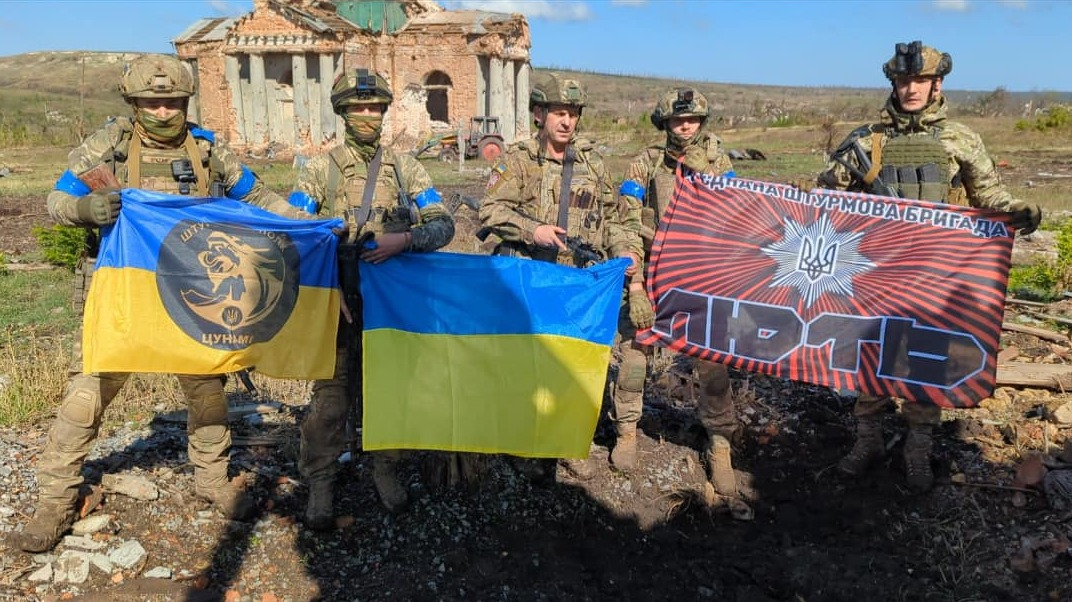
جنود أوكرانيون في بلدة كليشييفكا التي تم استعادتها في 17 سبتمبر 2023.

في سبتمبر 2023 قدرت المخابرات الأوكرانية أن روسيا نشرت أكثر من 420 ألف جندي في أوكرانيا.
في 21 سبتمبر بدأت روسيا ضربات صاروخية عبر أوكرانيا مما أدى إلى إتلاف منشآت الطاقة في البلاد. في 22 سبتمبر أعلنت الولايات المتحدة أنها سترسل صواريخ إم جي إم-140 أتاكمز بعيدة المدى إلى أوكرانيا على الرغم من تحفظات بعض المسؤولين الحكوميين. في نفس اليوم شنت المديرية الرئيسية للمخابرات الأوكرانية ضربة صاروخية على مقر أسطول البحر الأسود في سيفاستوبول شبه جزيرة القرم مما أسفر عن مقتل العديد من كبار المسؤولين العسكريين.
في أكتوبر 2023 ورد أنه كان هناك نمو في التمردات بين القوات الروسية بسبب الخسائر الكبيرة في الهجمات الروسية حول أفدييفكا مع نقص المدفعية والغذاء والمياه وضعف القيادة. بحلول شهر نوفمبر قالت الاستخبارات البريطانية إن الأسابيع الأخيرة "ربما شهدت بعضا من أعلى معدلات الخسائر الروسية في الحرب حتى الآن".
في منتصف إلى أواخر أكتوبر 2023 عبر مشاة البحرية الأوكرانيون - بتوجيه جزئي من القوات الروسية المنشقة - نهر دنيبرو (الحاجز الاستراتيجي بين شرق وغرب أوكرانيا) أسفل سد كاخوفكا المدمر لمهاجمة الأراضي التي تسيطر عليها روسيا على الجانب الشرقي من النهر. وعلى الرغم من الخسائر الفادحة بسبب القصف الجوي الروسي المكثف والفوضى وتضاؤل الموارد استمرت الألوية الأوكرانية التي غزت الجانب الروسي من النهر في إلحاق خسائر فادحة بالقوات الروسية حتى أواخر ديسمبر.
في 1 ديسمبر 2023 صرح فولوديمير زيلينسكي أن الهجوم المضاد الأوكراني لم يكن ناجحا مشيرا إلى نتائج أبطأ من المتوقع. صرح زيلينسكي أيضا أنه سيكون من الأسهل على أوكرانيا استعادة شبه جزيرة القرم مقارنة بمنطقة دونباس في شرق البلاد لأن دونباس مدججة بالسلاح وهناك مشاعر مؤيدة لروسيا بشكل متكرر. في ديسمبر 2023 وصفت العديد من وسائل الإعلام الدولية الهجوم المضاد الأوكراني بأنه فشل في استعادة أي مساحة كبيرة من الأراضي أو تحقيق أي من أهدافه الاستراتيجية.

### معركة أفدييفكا وحملة الربيع والصيف الروسية (1 ديسمبر 2023 - حتى الآن)

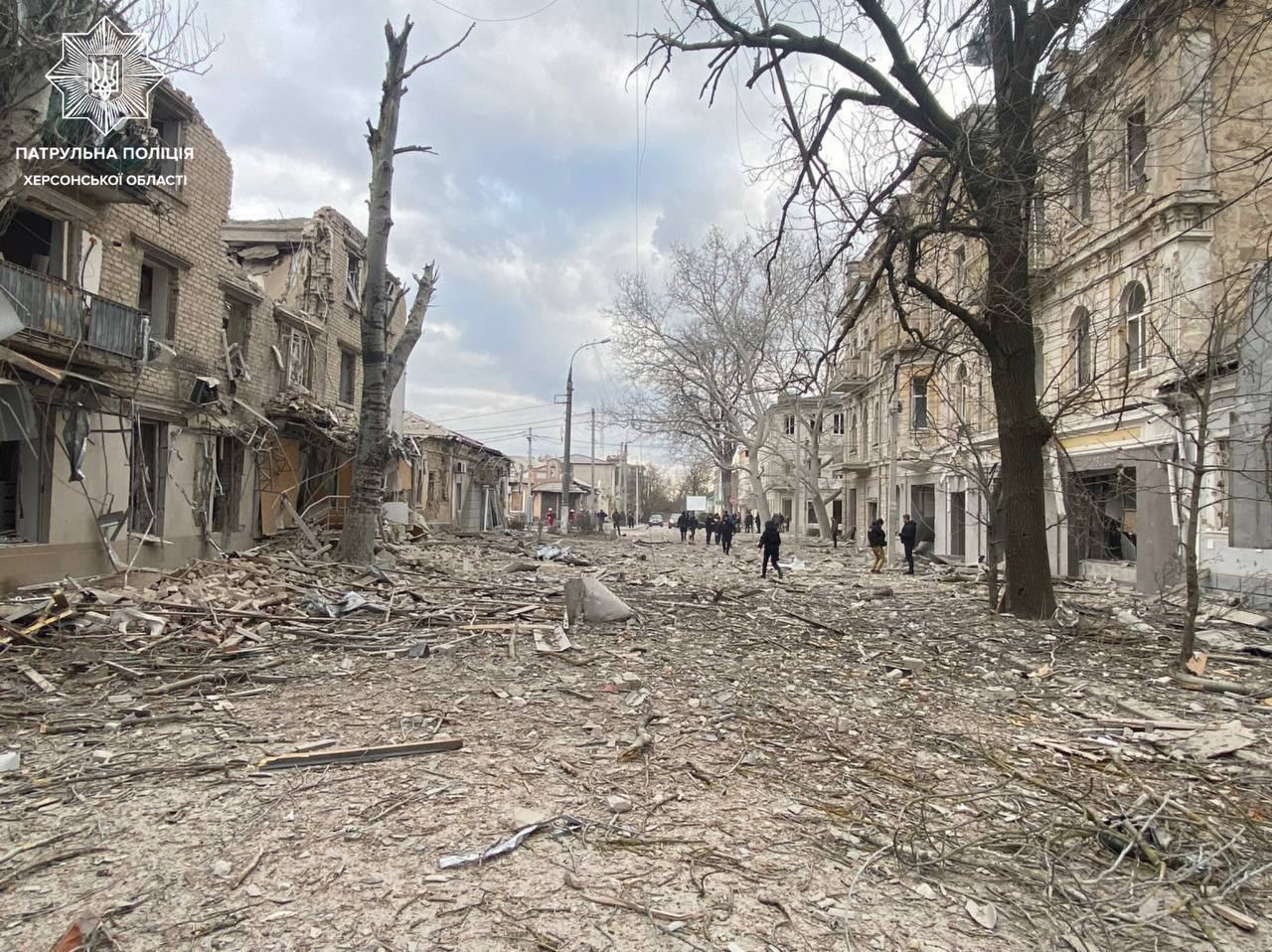
شارع في خيرسون بعد الهجوم بالقنابل على وسط المدينة في 2 فبراير 2024.

في 17 فبراير 2024 استولت روسيا على أفدييفكا معقل طويل الأمد لأوكرانيا والذي تم وصفه بأنه "بوابة" إلى دونيتسك القريبة. ذكرت قناة إيه بي سي نيوز أن روسيا يمكن أن تستخدم التطور لتعزيز الروح المعنوية مع وصول الحرب إلى طريق مسدود إلى حد كبير بالقرب من ذكراها الثانية. وصف الصحفي ديفيد آكس من مجلة فوربس النصر الروسي الباهظ الثمن حيث انتهى الأمر بالجيشين الروسيين الثاني والحادي والأربعين المشتركين بمقتل 16000 رجل وإصابة عشرات الآلاف وفقدان حوالي 700 مركبة قبل الاستيلاء على أنقاض أفدييفكا.
ساهم نقص الذخيرة في أوكرانيا الناجم عن الجمود السياسي في الكونجرس الأمريكي ونقص القدرة الإنتاجية في أوروبا في الانسحاب الأوكراني من أفدييفكا وكان "محسوسًا عبر الجبهة" وفقا لمجلة تايم. أدى النقص إلى اضطرار أوكرانيا إلى تقنين وحداتها لإطلاق 2000 طلقة فقط في اليوم مقارنة بنحو 10000 طلقة تطلقها روسيا يوميا.
في 10 مايو 2024 بدأت روسيا هجوما متجددا في منطقة خاركيف. تمكنت روسيا من الاستيلاء على اثنتي عشرة قرية وأجلت أوكرانيا أكثر من 11000 شخص من المنطقة منذ بدء الهجوم بحلول 25 مايو. قالت أوكرانيا في 17 مايو أن قواتها أبطأت التقدم الروسي وبحلول 25 مايو قال زيلينسكي إن القوات الأوكرانية قد ضمنت "السيطرة القتالية" على المناطق التي دخلت فيها القوات الروسية منطقة خاركيف الشمالية الشرقية. وفي الوقت نفسه قال المسؤولون الروس إنهم "يتقدمون في كل اتجاه" وأن الهدف كان إنشاء "منطقة عازلة" للمناطق الحدودية المحاصرة. وقال البيت الأبيض في 7 يونيو إن الهجوم قد توقف ومن غير المرجح أن يتقدم أكثر.
بعد النجاح الروسي في معركة أفدييفكا تقدمت قواتهم شمال غربها لتشكيل نتوء وبحلول منتصف أبريل 2024 وصلت إلى مستوطنة أوخريتين واستولت عليها في أواخر أبريل ووسعت النتوء بشكل أكبر في الأشهر التالية. كما شنت القوات الروسية هجوما على مدينة تشاسيف يار في أوائل أبريل وهي مستوطنة ذات أهمية استراتيجية غرب باخموت وبحلول أوائل يوليو استولت على منطقتها الشرقية. وفي 18 يونيو شنت القوات الأوكرانية هجوما آخر باتجاه مدينة توريتسك بهدف الاستيلاء على المدينة ووفقا للمراقب العسكري الأوكراني والمتحدث باسم الجيش نزار فولوشين فقد تم إحاطة تشاسيف يار من الجنوب.

## ساحات المعارك

### القيادة

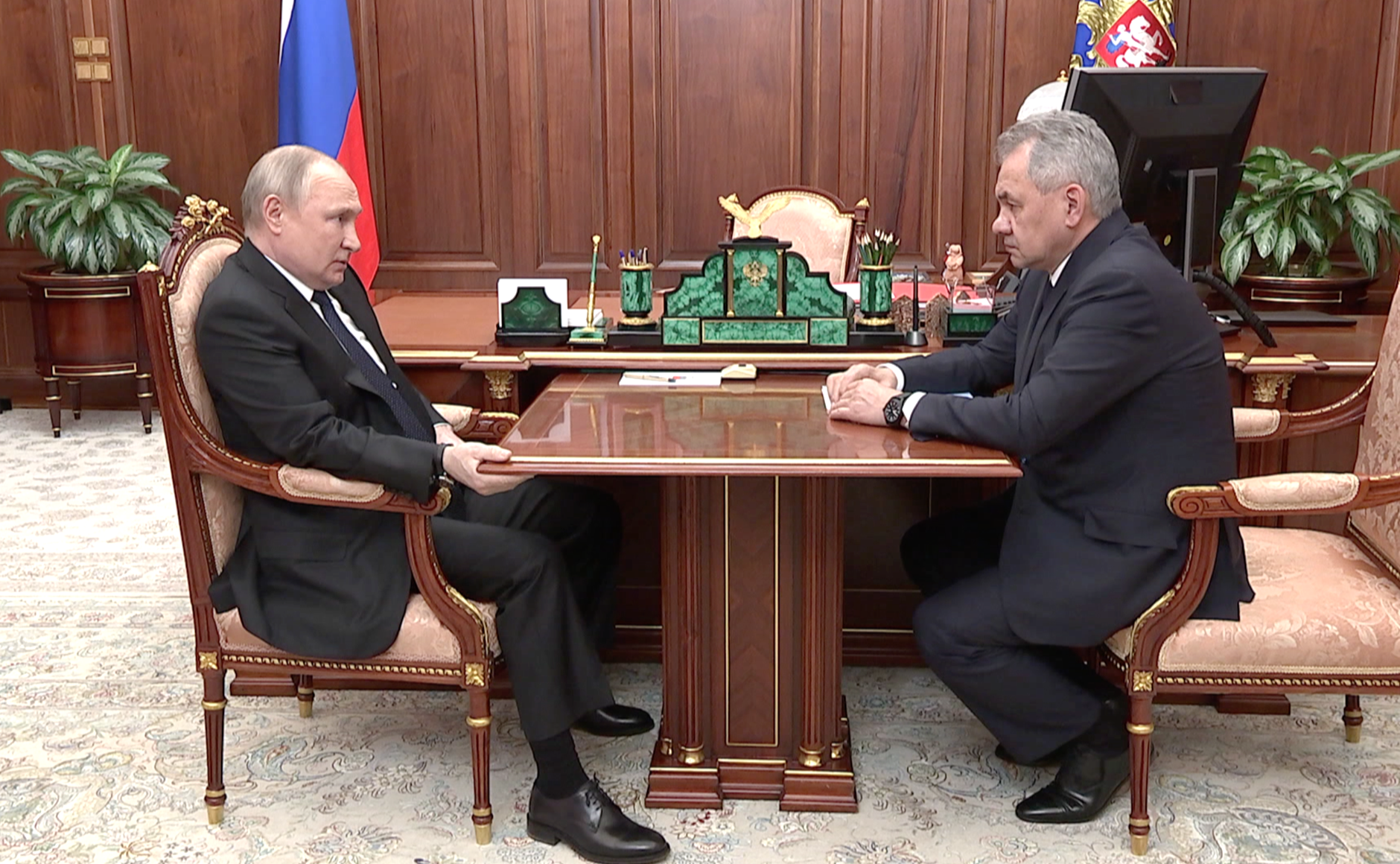
الرئيس الروسي فلاديمير بوتن يلتقي وزير الدفاع الروسي سيرجي شويجو في أبريل 2022 بعد هزيمة روسيا في معركة كييف.

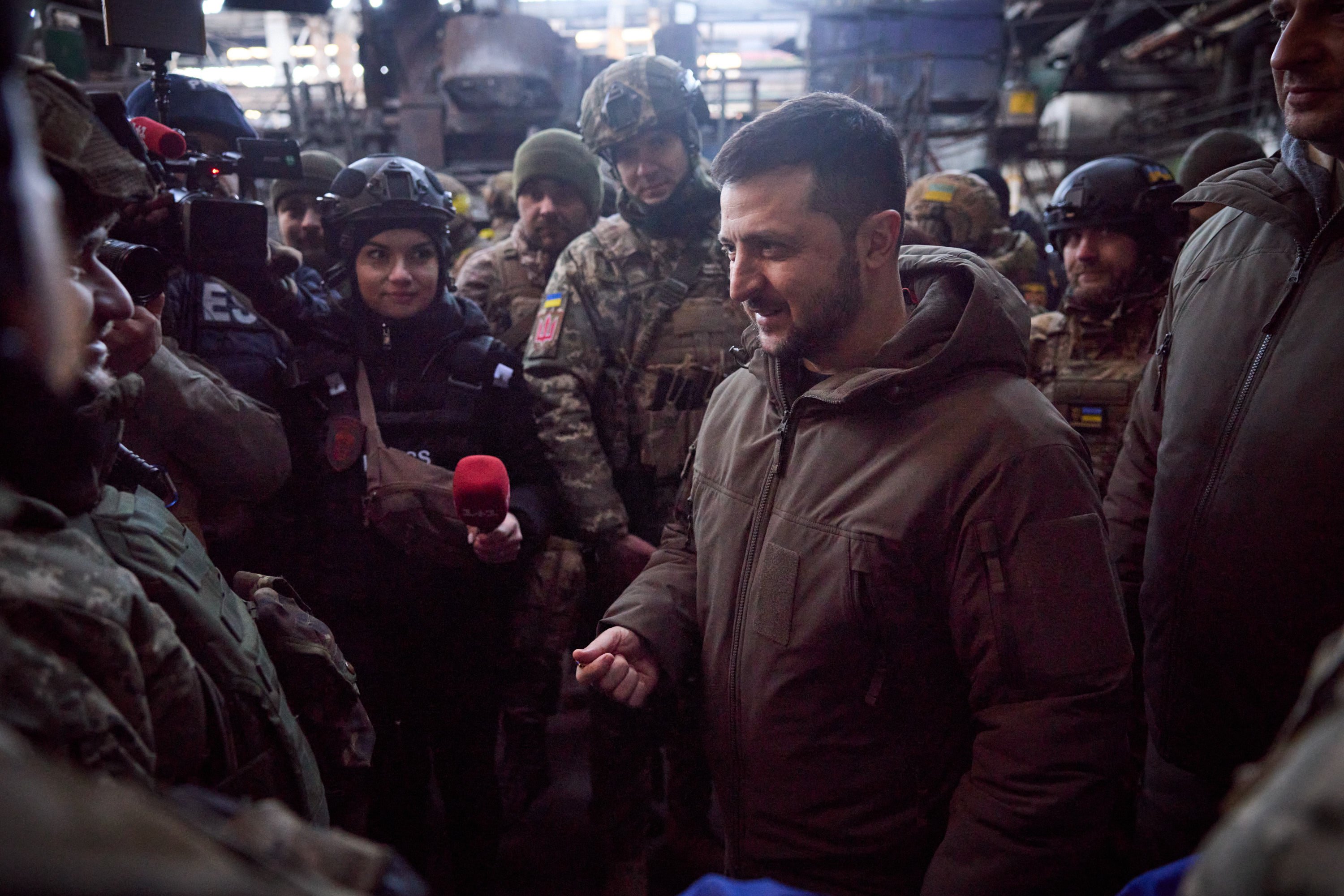
الرئيس الأوكراني فولوديمير زيلينسكي مع العسكريين الأوكرانيين الذين يدافعون عن مدينة باخموت في ديسمبر 2022.

القادة الأعلى هم رؤساء دول الحكومات المعنية: الرئيس فلاديمير بوتن من روسيا والرئيس فولوديمير زيلينسكي من أوكرانيا. ورد أن بوتن تدخل في القرارات العملياتية متجاوزا كبار القادة وأعطى الأوامر مباشرة لقادة الألوية.
قال الجنرال الأمريكي مارك ميلي إن القائد العسكري الأعلى لأوكرانيا في الحرب القائد الأعلى للقوات المسلحة الأوكرانية الجنرال فاليري زالوزني: "برز باعتباره العقل العسكري الذي تحتاجه بلاده. مكنت قيادته القوات المسلحة الأوكرانية من التكيف بسرعة مع مبادرة ساحة المعركة ضد الروس". بدأت روسيا الغزو بدون قائد عام. كان قادة المناطق العسكرية الأربع مسؤولين كل منهم عن هجماته الخاصة.
بعد النكسات الأولية تم وضع قائد المنطقة العسكرية الجنوبية الروسية ألكسندر دفورنيكوف في القيادة العامة في 8 أبريل 2022 بينما كان لا يزال مسؤولا عن حملته الخاصة. استفادت القوات الروسية من مركزية القيادة تحت قيادة دفورنيكوف لكن الفشل المستمر في تلبية التوقعات في موسكو أدى إلى تغييرات متعددة في القيادة العامة:
- قائد المنطقة العسكرية الشرقية جينادي تشيدكو (المنطقة العسكرية الشرقية، 26 - 8 أكتوبر 2022)
- قائد التجمع الجنوبي للقوات سيرجي سوروفيكين (أوائل أكتوبر 2022 - 11 يناير 2023)
- القائد العام للقوات المسلحة الروسية فاليري جيراسيموف (من 11 يناير 2023)

تكبدت روسيا عددا كبيرا بشكل ملحوظ من الضحايا في صفوف ضباطها بما في ذلك 12 جنرالا.

### الهجمات الصاروخية والحرب الجوية

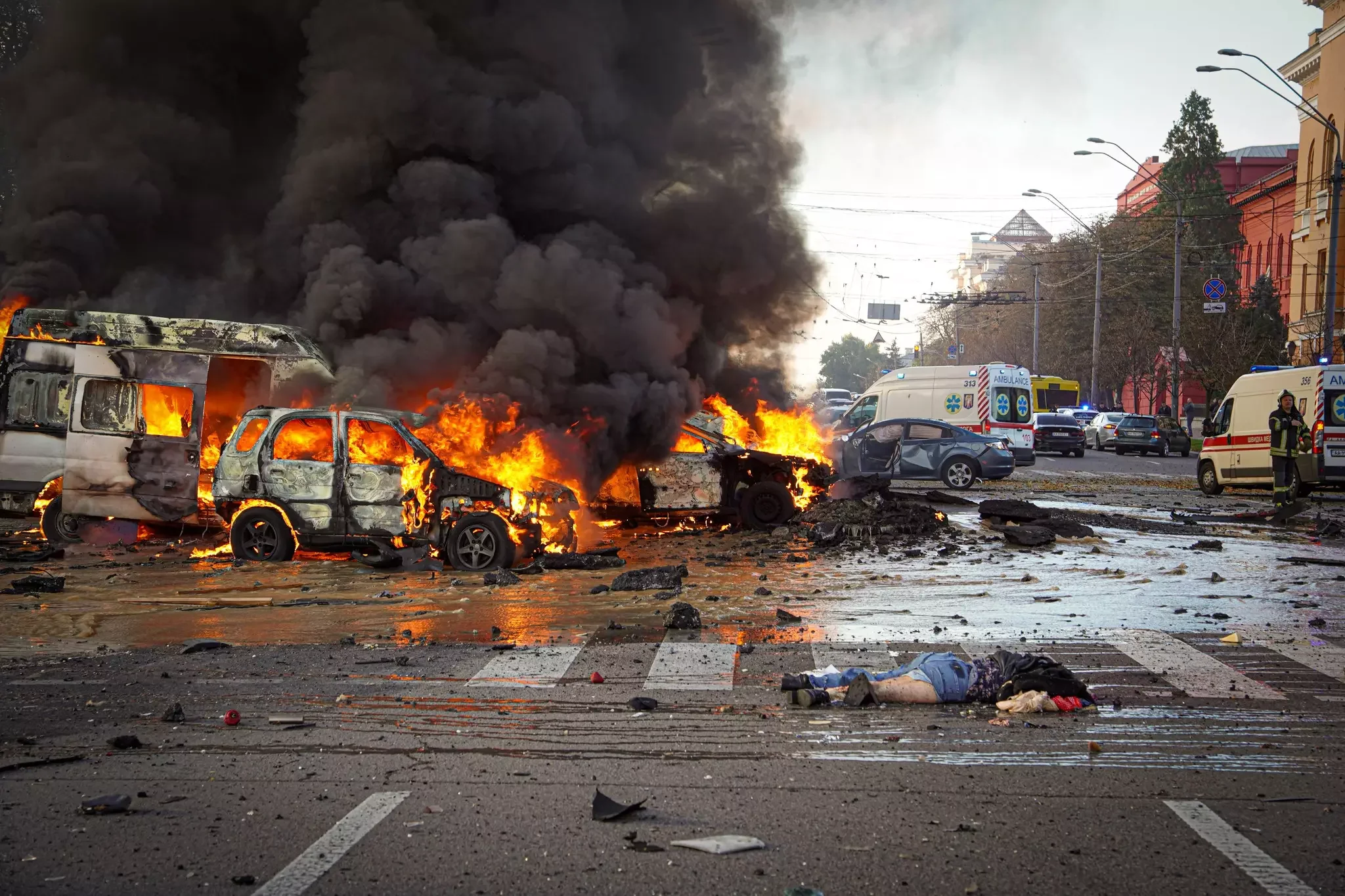
شارع في كييف بعد الضربات الصاروخية الروسية في 10 أكتوبر 2022.

بدأت الحرب الجوية في اليوم الأول من الغزو. وسُجلت عشرات الهجمات الصاروخية عبر شرق وغرب أوكرانيا ووصلت إلى أقصى الغرب حتى لفيف.
بحلول شهر سبتمبر أسقطت القوات الجوية الأوكرانية حوالي 55 طائرة حربية روسية. وفي منتصف شهر أكتوبر شنت القوات الروسية ضربات صاروخية ضد البنية التحتية الأوكرانية بهدف تدمير منشآت الطاقة. وبحلول أواخر شهر نوفمبر قُتل أو جُرح مئات المدنيين في الهجمات وتركت انقطاعات التيار الكهربائي الملايين بدون كهرباء.
في شهر ديسمبر انطلقت طائرات بدون طيار من أوكرانيا نفذت عدة هجمات على قاعدتي دياجيليفو وإنجلز الجويتين في غرب روسيا مما أسفر عن مقتل 10 وإلحاق أضرار جسيمة بطائرتين من طراز توبوليف-95.
أعلنت أوكرانيا في وقت متأخر الاثنين 9 اكتوبر، دخول القوات الروسية ضواحي مدينة توريتسك الواقعة على جبهة القتال بشرق أوكرانيا، وذلك بعد أقل من أسبوع من سقوط بلدة فوليدار القريبة، في حين أبلغت عن إصابة سفينتين لنقل الحبوب بصواريخ روسية في البحر الأسود.

#### هجمات القرم

المناطق الأوكرانية التي ضمتها روسيا منذ عام 2014 (جمهورية القرم المتمتعة بالحكم الذاتي وسيفاستوبول) ومناطق أخرى منذ عام 2022. وقد أدى الضم في عام 2022 إلى إنشاء جسر بري استراتيجي بين شبه جزيرة القرم وروسيا.

في 31 يوليو 2022 تم إلغاء احتفالات يوم البحرية الروسية بعد أن أدى هجوم بطائرة بدون طيار إلى إصابة عدة أشخاص في مقر أسطول البحر الأسود الروسي في سيفاستوبول. في 9 أغسطس 2022 تم الإبلاغ عن انفجارات كبيرة في قاعدة ساكي الجوية في غرب شبه جزيرة القرم. أظهرت صور الأقمار الصناعية تضرر أو تدمير ثماني طائرات على الأقل. عزا التكهنات الأولية الانفجارات إلى صواريخ بعيدة المدى أو تخريب من قبل القوات الخاصة أو حادث وأعلن الجنرال الأوكراني فاليري زالوزني مسؤوليته في 7 سبتمبر.
تقع القاعدة بالقرب من نوفوفيدوريفكا وهي وجهة شهيرة بالسياح. ازدحمت حركة المرور عند جسر القرم بعد الانفجارات مع طوابير من المدنيين الذين يحاولون مغادرة المنطقة. بعد أسبوع ألقت روسيا باللوم على "التخريب" في الانفجارات والحريق في مستودع أسلحة بالقرب من دجانكوي في شمال شرق شبه جزيرة القرم والذي ألحق الضرر أيضا بخط سكة حديد ومحطة كهرباء. صرح الرئيس الإقليمي الروسي سيرجي أكسيونوف أنه تم إجلاء 2000 شخص من المنطقة. في 18 أغسطس وردت أنباء عن وقوع انفجارات في قاعدة بيلبيك الجوية شمال سيفاستوبول. في صباح يوم 8 أكتوبر 2022 انهار جسر كيرتش الذي يربط شبه جزيرة القرم المحتلة بروسيا جزئيا بسبب انفجار. في 17 يوليو 2023 وقع انفجار كبير آخر على الجسر.

#### الهجمات الروسية على البنية التحتية المدنية الأوكرانية
نفذت روسيا موجات من الضربات على أنظمة الكهرباء والمياه الأوكرانية. في 15 نوفمبر 2022 أطلقت روسيا 85 صاروخا على شبكة الكهرباء الأوكرانية مما تسبب في انقطاع التيار الكهربائي في كييف والمناطق المجاورة. في 31 ديسمبر وصف بوتن في خطابه بمناسبة العام الجديد الحرب ضد أوكرانيا بأنها "واجب مقدس تجاه أسلافنا وأحفادنا" حيث انهالت الصواريخ والطائرات بدون طيار على كييف.
في 10 مارس 2023 ذكرت صحيفة نيويورك تايمز أن روسيا استخدمت صواريخ فرط صوتية جديدة في هجوم صاروخي ضخم على أوكرانيا. مثل هذه الصواريخ أكثر فعالية في التهرب من الدفاعات الأوكرانية التقليدية المضادة للصواريخ والتي أثبتت في السابق فائدتها ضد أنظمة الصواريخ التقليدية غير الأسرع من الصوت في روسيا.

### الحصار البحري والاشتباكات

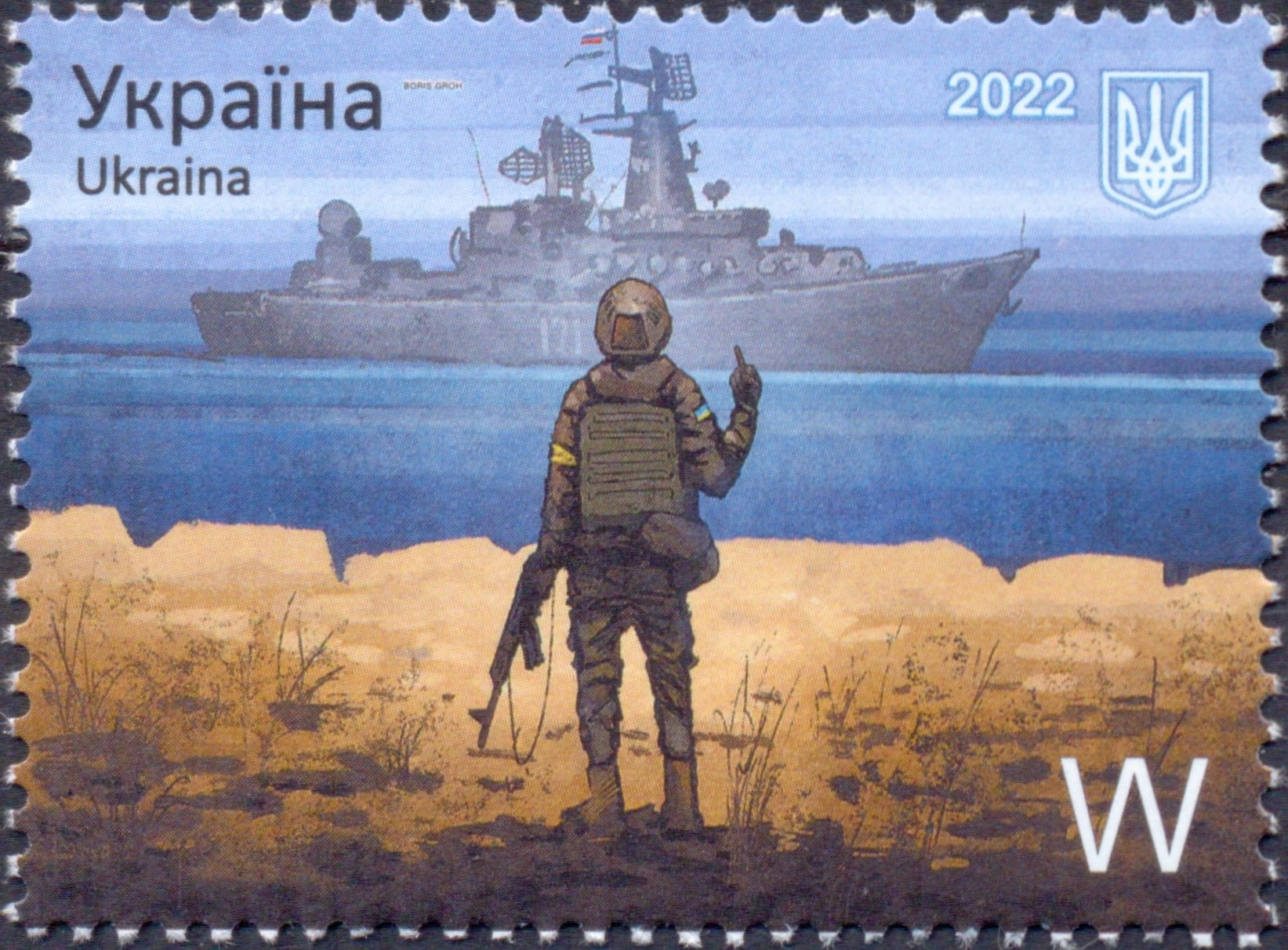
طابع تذكاري عن عبارة السفينة الحربية الروسية، اذهب إلى الجحيم!

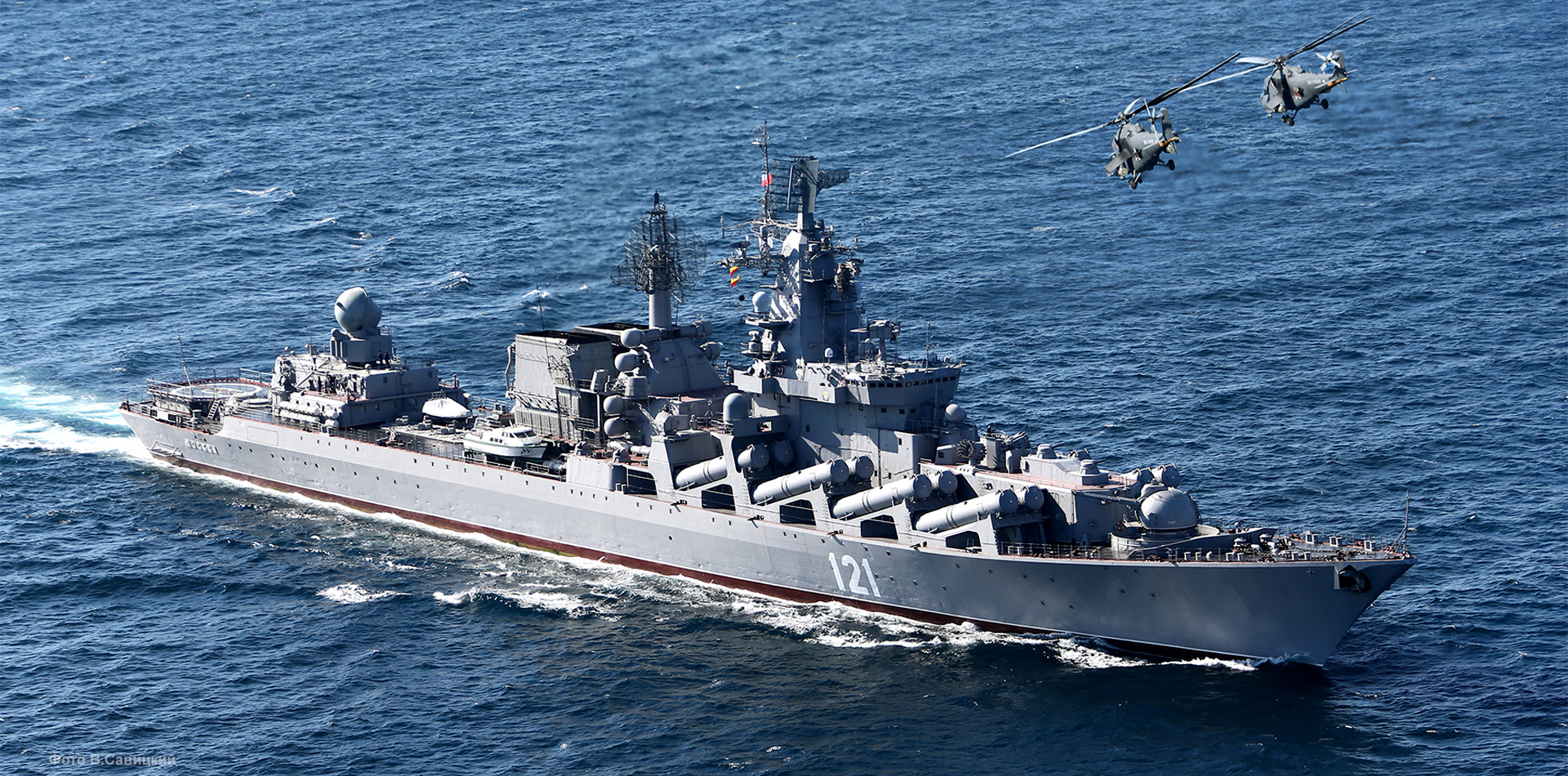
غرقت السفينة الروسية الرائدة في البحر الأسود "موسكفا" في 14 أبريل 2022 بعد أن أصيبت بصاروخين أوكرانيين مضادين للسفن من طراز نبتون.

تقع أوكرانيا على البحر الأسود الذي لا يمكن الوصول إليه عبر المحيط إلا من خلال مضيقي البوسفور والدردنيل اللذين تسيطر عليهما تركيا. في 28 فبراير استشهدت تركيا باتفاقية مونترو لعام 1936 وأغلقت المضيق أمام السفن الحربية الروسية التي لم تكن مسجلة في قواعدها الرئيسية في البحر الأسود والتي كانت عائدة إلى موانئها الأصلية. كما منعت على وجه التحديد أربع سفن بحرية روسية من المرور عبر المضيق التركي. في 24 فبراير أعلنت خدمة حرس الحدود الحكومية الأوكرانية أن سفن البحرية الروسية بدأت هجوما على جزيرة الثعبان. قصفت الطراد الصاروخي الموجه موسكفا وزورق الدورية فاسيلي بيكوف الجزيرة بمدافع سطحية. حددت السفينة الحربية الروسية هويتها وأمرت الأوكرانيين على الجزيرة بالاستسلام. وكان ردهم "سفينة حربية روسية، اذهبي إلى الجحيم!" بعد القصف نزلت مفرزة من الجنود الروس وسيطرت على جزيرة الثعبان. قالت روسيا في 26 فبراير أن طائرات بدون طيار أمريكية زودت البحرية الأوكرانية بمعلومات استخباراتية لمساعدتها في استهداف السفن الحربية الروسية في البحر الأسود. ونفت الولايات المتحدة ذلك.
بحلول 3 مارس أغرقت القوات الأوكرانية في ميكولايف الفرقاطة هيتمان ساهايداتشني السفينة الرائدة للبحرية الأوكرانية لمنع القوات الروسية من الاستيلاء عليها. في 14 مارس أفاد المصدر الروسي آر تي أن القوات المسلحة الروسية استولت على حوالي اثنتي عشرة سفينة أوكرانية في بيرديانسك بما في ذلك سفينة الإنزال من فئة بولنوسني يوري أوليفرينكو. في 24 مارس قال المسؤولون الأوكرانيون إن سفينة إنزال روسية راسية في بيرديانسك - قيل في البداية أنها أورسك ثم شقيقتها ساراتوف - دمرت بهجوم صاروخي أوكراني. في مارس 2022 سعت المنظمة البحرية الدولية التابعة للأمم المتحدة إلى إنشاء ممر بحري آمن للسفن التجارية لمغادرة الموانئ الأوكرانية. في 27 مارس أنشأت روسيا ممرا بحريا بطول 80 ميلا (130 كم) وعرض 3 أميال (4.8 كم) عبر منطقتها البحرية المحظورة لعبور السفن التجارية من حافة المياه الإقليمية الأوكرانية جنوب شرق أوديسا. أغلقت أوكرانيا موانئها عند مستوى الأمن البحري 3 مع وضع الألغام البحرية في مداخل الموانئ في انتظار انتهاء الأعمال العدائية.
وفقا لمصادر أوكرانية ومسؤول أمريكي كبير تعرضت الطراد الروسي موسكفا السفينة الرائدة لأسطول البحر الأسود في 13 أبريل لصاروخين أوكرانيين مضادين للسفن من طراز نبتون مما أدى إلى اشتعال النيران في السفينة. وقالت وزارة الدفاع الروسية إن السفينة الحربية تعرضت لأضرار جسيمة بسبب انفجار ذخيرة ناجم عن حريق وتم إجلاء طاقمها بالكامل. أفاد المتحدث باسم البنتاغون جون كيربي في 14 أبريل أن صور الأقمار الصناعية أظهرت أن السفينة الحربية الروسية تعرضت لانفجار كبير على متنها لكنها كانت متجهة إلى الشرق للإصلاحات المتوقعة وإعادة التجهيز في سيفاستوبول. في وقت لاحق من نفس اليوم ذكرت وزارة الدفاع الروسية أن موسكفا غرقت أثناء سحبها في طقس سيئ. في 15 أبريل ذكرت وكالة رويترز أن روسيا شنت ضربة صاروخية انتقامية على ما يبدو ضد مصنع الصواريخ مكتب تصميم لوش في كييف حيث تم تصنيع وتصميم صواريخ نبتون المستخدمة في هجوم موسكفا. في 5 مايو أكد مسؤول أمريكي أن الولايات المتحدة قدمت "مجموعة من المعلومات الاستخباراتية" (بما في ذلك معلومات استخباراتية حول استهداف ساحة المعركة في الوقت الفعلي) للمساعدة في إغراق موسكفا.
في 1 يونيو أكد وزير الخارجية الروسي سيرجي لافروف أن سياسة أوكرانيا المتمثلة في تلغيم موانئها لعرقلة العدوان البحري الروسي ساهمت في أزمة تصدير الغذاء قائلا: "إذا حلت كييف مشكلة إزالة الألغام من الموانئ فإن البحرية الروسية ستضمن المرور غير المقيد للسفن التي تحمل الحبوب إلى البحر الأبيض المتوسط". في 30 يونيو 2022 أعلنت روسيا أنها سحبت قواتها من الجزيرة في "بادرة حسن نية". وأكدت أوكرانيا الانسحاب لاحقا.
في 26 ديسمبر 2023 هاجمت القوات الجوية الأوكرانية سفينة الإنزال الروسية نوفوتشركاسك الراسية في فيودوسيا. قالت أوكرانيا إنها دمرت - ومن غير المرجح أن تبحر مرة أخرى. أكدت السلطات الروسية الهجوم لكنها لم تؤكد الخسارة وقالت إن طائرتين مهاجمتين دُمرتا. وقال محللون مستقلون إن خسارة السفينة قد تعيق الهجمات الروسية المستقبلية على ساحل أوكرانيا. في 31 يناير 2024 ضربت طائرات بدون طيار بحرية أوكرانية الفرقاطة الروسية من فئة تارانتول إيفانوفيتس في البحر الأسود مما تسبب في غرق السفينة. بعد أسبوعين في 14 فبراير ضربت نفس النوع من الطائرات بدون طيار البحرية الأوكرانية سفينة الإنزال الروسية تسيزار كونيكوف وأغرقتها.

### الخطر النووي
بعد أربعة أيام من الغزو وضع الرئيس بوتن القوات النووية الروسية في حالة تأهب قصوى مما أثار مخاوف من أن روسيا قد تستخدم أسلحة نووية تكتيكية ضد أوكرانيا أو قد يحدث تصعيد أوسع للصراع. ألمح بوتن في أبريل إلى استخدام الأسلحة النووية وقال وزير الخارجية الروسي سيرجي لافروف إن هناك خطرا "حقيقيا" لاندلاع حرب عالمية ثالثة. في 14 أبريل 2022 قال مدير وكالة المخابرات المركزية ويليام بيرنز إن "اليأس المحتمل" في مواجهة الهزيمة قد يشجع الرئيس بوتن على استخدام الأسلحة النووية التكتيكية. ردا على تجاهل روسيا لاحتياطات السلامة أثناء احتلالها لمحطة الطاقة النووية المعطلة السابقة في تشيرنوبيل وإطلاقها للصواريخ في محيط محطة الطاقة النووية النشطة في زابوريزهيا دعا زيلينسكي في 26 أبريل إلى مناقشة دولية حول استخدام روسيا للموارد النووية قائلا: "لا يمكن لأحد في العالم أن يشعر بالأمان وهو يعرف عدد المرافق النووية والأسلحة النووية والتقنيات ذات الصلة التي تمتلكها الدولة الروسية ... إذا نسيت روسيا ما هي تشيرنوبيل، فهذا يعني أن السيطرة العالمية على المرافق النووية الروسية والتكنولوجيا النووية مطلوبة".
في أغسطس 2022 أصبح القصف حول محطة الطاقة في زابوريزهيا أزمة مما دفع الوكالة الدولية للطاقة الذرية إلى إجراء تفتيش طارئ. ووصفت أوكرانيا الأزمة بالإرهاب النووي من قبل روسيا. في 19 سبتمبر حذر الرئيس بايدن من "رد فعل انتقامي من الولايات المتحدة" إذا لجأت روسيا إلى استخدام الأسلحة النووية في الصراع. في 21 سبتمبر انتقد بايدن أمام الأمم المتحدة تهديدات بوتن النووية ووصفها بأنها "صريحة ومتهورة وغير مسؤولة... لا يمكن الفوز بالحرب النووية ولا ينبغي خوضها أبدا". في مارس 2023 أعلن بوتن عن خططه لتركيب أسلحة نووية تكتيكية روسية في بيلاروسيا.

### المقاومة الأوكرانية

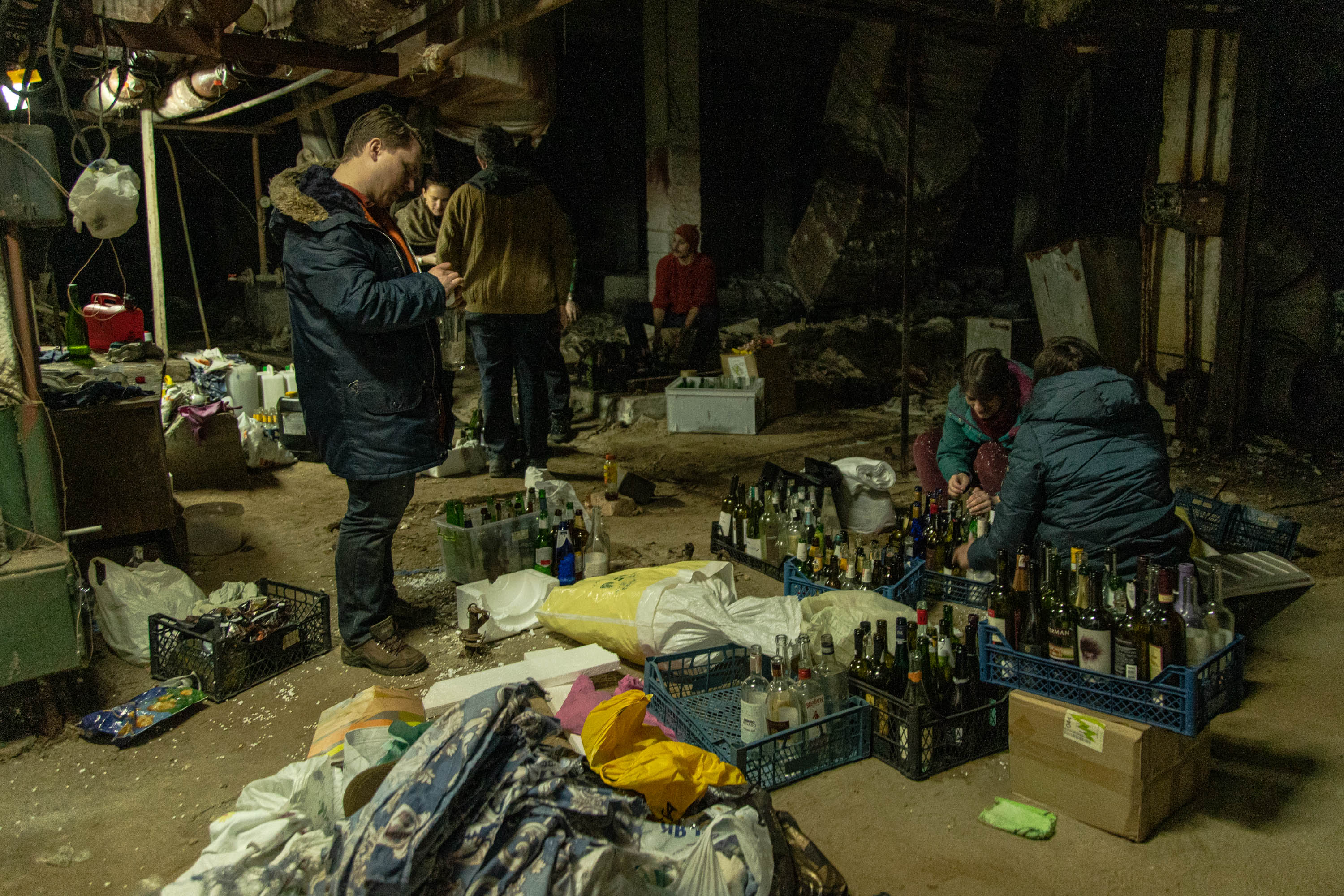
مدنيون في كييف يجهزون قنابل المولوتوف، 26 فبراير 2022.

قاوم المدنيون الأوكرانيون الغزو الروسي من خلال التطوع في وحدات الدفاع الإقليمية وصنع قنابل المولوتوف والتبرع بالطعام وبناء الحواجز مثل القنافذ التشيكية والمساعدة في نقل اللاجئين. واستجابة لدعوة من وكالة النقل الأوكرانية قام المدنيون بتفكيك أو تغيير لافتات الطرق وبناء حواجز مؤقتة وسدوا الطرق. وأظهرت تقارير وسائل التواصل الاجتماعي احتجاجات عفوية في الشوارع ضد القوات الروسية في المستوطنات المحتلة والتي تطورت غالبا إلى مشاجرات لفظية ومواجهات جسدية مع القوات الروسية. وبحلول بداية شهر أبريل بدأ المدنيون الأوكرانيون في التنظيم كعصابات عصابات معظمهم في شمال وشرق البلاد المشجرة. أعلن الجيش الأوكراني عن خطط لحملة حرب عصابات واسعة النطاق لاستكمال دفاعه التقليدي.
قام الناس بمنع المركبات العسكرية الروسية جسديا مما أجبرهم أحيانا على التراجع. تراوحت استجابة الجنود الروس للمقاومة المدنية غير المسلحة من التردد في الاشتباك مع المتظاهرين إلى إطلاق النار في الهواء إلى إطلاق النار مباشرة على الحشود. كانت هناك اعتقالات جماعية للمتظاهرين الأوكرانيين وأفادت وسائل الإعلام الأوكرانية عن حالات اختفاء قسري وإعدامات وهمية واحتجاز رهائن وقتل خارج نطاق القضاء وعنف جنسي ارتكبه الجيش الروسي. لتسهيل الهجمات الأوكرانية أبلغ المدنيون عن مواقع عسكرية روسية عبر برنامج دردشة تيليجرام وديا وهو تطبيق حكومي أوكراني استخدمه المواطنون سابقا لتحميل وثائق الهوية والطبية الرسمية. وردا على ذلك بدأت القوات الروسية في تدمير معدات شبكة الهاتف المحمول والبحث من باب إلى باب عن الهواتف الذكية وأجهزة الكمبيوتر وفي حالة واحدة على الأقل قتلت مدنيا كان لديه صور للدبابات الروسية.
اعتبارا من 21 مايو 2022 أشار زيلينسكي إلى أن أوكرانيا لديها 700000 عضو في الخدمة في الخدمة الفعلية يقاتلون الغزو الروسي. سحبت أوكرانيا جنودها ومعداتها العسكرية إلى أوكرانيا على مدار عام 2022 والتي تم نشرها في بعثات حفظ السلام التابعة للأمم المتحدة مثل بعثة منظمة الأمم المتحدة لتحقيق الاستقرار في جمهورية الكونغو الديمقراطية.

## الدعم العسكري الأجنبي لأوكرانيا
سلم أعضاء الناتو أسلحة دفاعية أثناء التصعيد للغزو. استخدم الرئيس الأمريكي جو بايدن سلطة السحب الرئاسي في أغسطس وديسمبر 2021 لتقديم مساعدات بقيمة 260 مليون دولار. وشمل ذلك تسليم إف جي أم-148 جافلن وأسلحة أخرى مضادة للدروع وأسلحة صغيرة وذخيرة ذات عيارات مختلفة ومعدات غير قتالية أخرى.
بعد بدء الحرب، أعلنت بلجيكا وجمهورية التشيك وإستونيا وفرنسا وهولندا والمملكة المتحدة أنها سترسل المزيد من الأسلحة لدعم الجيش والحكومة الأوكرانية. سلَّمت بولندا في 24 شباط/فبراير بعض الإمدادات العسكرية إلى أوكرانيا، بما في ذلك 100 قذيفة هاون وذخيرة مختلفة وأكثر من 40,000 خوذة. في حين أرسل بعض أعضاء الناتو الثلاثين الأسلحة، فإن الناتو كمنظمة لم تُرسل شيئًا.
استبعدت ألمانيا في 25 شباط/فبراير إرسال أسلحةٍ إلى أوكرانيا ومنعت إستونيا، من خلال ضوابط تصدير الأسلحة الألمانية الصنع، من إرسال مدافع هاوتزر ألمانية إلى أوكرانيا. أعلنت ألمانيا لاحقًا أنها ستُرسل 5000 خوذة ومستشفى ميداني إلى أوكرانيا، ورد عليها عمدة كييف فيتالي كليتشكو بسخرية: «ماذا سيرسلون بعد ذلك؟ الوسائد؟» في اليومِ الموالي وعلى عكس موقفها السابق، وافقت ألمانيا على طلب هولندا بإرسال 400 صاروخ آر بي جي إلى أوكرانيا، بالإضافة إلى 500 صاروخ ستينغر و1000 سلاح مضاد للدبابات من إمداداتها الخاصّة.
أعلنَ وزير الخارجية الأمريكية أنتوني بلينكين في 26 شباط/فبراير أنه سمح بمبلغ 350 مليون دولار كمساعدات عسكرية، بما في ذلك «أنظمة مضادة للدروع والطائرات، وأسلحة صغيرة وذخائر من عيارات مختلفة، ودروع واقية للجسد، ومعدات ذات صلة».
أعلنت البرتغال يوم 27 شباط/فبراير أنها ستُرسل بنادق جي 3 الآليّة ومعدات عسكرية أخرى، فيما قالت الحكومة النرويجية إنها لن تُرسل أسلحة إلى أوكرانيا، لكنها سترسل معدات عسكرية أخرى، مثل الخوذات وغيرها من معدات الحماية. قررت كل من السويد والدنمارك إرسال 5000 و2700 سلاحًا مضادًا للدبابات على التوالي إلى أوكرانيا، بينما تعهدت الدنمارك أيضًا بتوفير نحو 300 صاروخ ستينغر.
وافقَ الاتحاد الأوروبي في نفس اليوم على شراء أسلحة لأوكرانيا بشكلٍ جماعي، حيثُ صرَّح جوزيب بوريل، منسِّق السياسة الخارجية في الاتحاد الأوروبي، أنَّ الاتحاد سيشتري بـ 450 مليون يورو (502 مليون دولار) مساعداتٍ قتاليّةٍ وبـ 50 مليون يورو (56 مليون دولار) إمدادات غير قتاليّة. قال بوريل إن وزراء دفاع الاتحاد الأوروبي ما زالوا بحاجة إلى تحديدِ تفاصيل كيفيّة شراء العتَاد ونقله إلى أوكرانيا، لكن بولندا وافقت على العمل كمركزِ توزيع.

## عدد القتلى والجرحى
اعلنت أوكرانيا مساء الخميس، مقتل 57 شخصًا منذ بدء التدخل العسكري الروسي في البلاد فجر يوم 24 فبراير، وقال وزير الصحة أوليه لياشكو، إن الهجوم أسفر أيضا عن إصابة 167 شخصا بجروح. ولم يحدد الوزير عدد العسكريين والمدنيين في حصيلة القتلى. بينما صرح الرئيس الأوكراني أن حصيلة اليوم الأول من الغزو الروسي هي 137 قتيلا أوكرانيًّا.
وفي 25 فبراير 2024، قال الرئيس الأوكراني إن 31 ألف جندي أوكراني قتلوا خلال الغزو الروسي المستمر منذ عامين، وذلك في أول افصاح رسمي عن عدد العسكريين الذين سقطوا منذ شهور.

## ردود الفعل الدولية

### ردود الفعل
لقي الغزو إدانة دولية واسعة النطاق من الحكومات والمنظمات الحكومية الدولية. وفي 2 مارس 2022 و23 فبراير 2023 صوتت 141 دولة عضو في الجمعية العامة للأمم المتحدة لصالح قرار ينص على ضرورة انسحاب روسيا على الفور. وصوتت سبع دول بما في ذلك روسيا ضد هذا الإجراء. وشملت ردود الفعل السياسية على الغزو فرض عقوبات جديدة على روسيا مما أدى إلى آثار اقتصادية واسعة النطاق على الاقتصاد الروسي والعالمي. أجبرت العقوبات روسيا على إعادة توجيه صادراتها النفطية إلى دول غير خاضعة للعقوبات مثل الهند والاعتماد بشكل أكبر على الغاز الطبيعي المسال (الذي لم يخضع لعقوبات الاتحاد الأوروبي) وتحويل صادراتها من الفحم من أوروبا إلى آسيا. ألغت معظم الدول الأوروبية التعاون النووي مع روسيا.
قدمت أكثر من سبعين دولة ذات سيادة والاتحاد الأوروبي مساعدات إنسانية إلى أوكرانيا وقدم ما يقرب من خمسين دولة بالإضافة إلى الاتحاد الأوروبي مساعدات عسكرية. شملت العقوبات الاقتصادية حظر استخدام الطائرات الروسية للمجال الجوي للاتحاد الأوروبي وحظر بعض البنوك الروسية من نظام المدفوعات الدولي سويفت وحظر بعض وسائل الإعلام الروسية. وشملت ردود الفعل على الغزو الاستجابة العامة واستجابات وسائل الإعلام وجهود السلام وفحص الآثار القانونية للغزو.
تلقى الغزو إدانة دولية واسعة النطاق. شهدت بعض البلدان وخاصة في الجنوب العالمي تعاطفا عاما أو دعما صريحا لروسيا ويرجع ذلك جزئيا إلى عدم الثقة في السياسة الخارجية للولايات المتحدة. أقيمت احتجاجات ومظاهرات في جميع أنحاء العالم بما في ذلك بعضها في روسيا وأجزاء من أوكرانيا التي احتلتها روسيا. انتشرت الدعوات لمقاطعة البضائع الروسية على منصات التواصل الاجتماعي بينما هاجم المتسللون المواقع الروسية وخاصة تلك التي تديرها الحكومة الروسية. تصاعدت المشاعر المعادية لروسيا ضد الروس الذين يعيشون في الخارج بعد الغزو. في مارس 2022 فرض الرئيس الروسي بوتن عقوبات بالسجن تصل إلى 15 عاما لنشر "أخبار كاذبة" عن العمليات العسكرية الروسية بهدف قمع أي انتقاد يتعلق بالحرب.
وفقا لوحدة الاستخبارات الاقتصادية في عام 2023 يعيش 31 في المائة من سكان العالم في دول تميل إلى روسيا أو تدعمها ويعيش 30.7 في المائة في دول محايدة ويعيش 36.2 في المائة في دول تعارض روسيا بطريقة ما.
بحلول أكتوبر 2022 أعلنت ثلاث دول - لاتفيا وليتوانيا وإستونيا - روسيا "دولة إرهابية". في الأول من أغسطس أصبحت أيسلندا أول دولة أوروبية تغلق سفارتها في روسيا نتيجة لغزو أوكرانيا.
دفع الغزو أوكرانيا وفنلندا والسويد إلى التقدم رسميا بطلب عضوية الناتو. أصبحت فنلندا عضوا في حلف شمال الأطلسي في 4 أبريل 2023 وتلتها السويد في 7 مارس 2024.
فاز فيلم وثائقي تم إنتاجه أثناء حصار ماريوبول "20 يوما في ماريوبول" بجائزة الأوسكار لأفضل فيلم وثائقي في عام 2024.

### التدخل الأجنبي

#### دعم أوكرانيا
كان التدخل الأجنبي في الغزو عالميا وواسع النطاق مع دعم يتراوح بين المبيعات العسكرية والمساعدات والعقوبات والإدانة. فرضت الدول الغربية وغيرها عقوبات محدودة على روسيا في مقدمة الغزو وطبقت عقوبات جديدة عندما بدأ الغزو بهدف شل الاقتصاد الروسي واستهدفت العقوبات الأفراد والبنوك والشركات والتبادلات النقدية والصادرات والواردات. من يناير 2022 إلى يناير 2024 تتبع معهد كيل 380 مليار دولار من المساعدات لأوكرانيا بما في ذلك ما يقرب من 118 مليار دولار من المساعدات العسكرية المباشرة. ينسق حلف شمال الأطلسي ويساعد الدول الأعضاء فيه على توفير المعدات العسكرية والمساعدات المالية للبلاد.
قدمت الولايات المتحدة أكبر قدر من المساعدة العسكرية لأوكرانيا حيث التزمت بأكثر من 46 مليار دولار منذ بداية الغزو حتى يناير 2024 على الرغم من تبني سياسة ضد إرسال القوات. تراجعت دول أعضاء في حلف شمال الأطلسي مثل ألمانيا عن سياساتها ضد تقديم المساعدات العسكرية الهجومية لدعم أوكرانيا كما قدم الاتحاد الأوروبي أسلحة فتاكة لأول مرة في تاريخه حيث قدم أكثر من 3 مليارات يورو لأوكرانيا. كما قدمت بلغاريا أسلحة وذخيرة بقيمة تزيد عن 2 مليار يورو لأوكرانيا بما في ذلك أكثر من ثلث الذخيرة اللازمة في المرحلة المبكرة من الغزو ووفرة من الوقود اللازم. في سبتمبر 2023 قالت بولندا إنها ستتوقف عن إرسال الأسلحة إلى أوكرانيا بعد نزاع بين البلدين بشأن الحبوب.

#### دعم روسيا
سمحت بيلاروسيا لروسيا باستخدام أراضيها لتدبير جزء من الغزو وإطلاق صواريخ روسية على أوكرانيا. استخدمت روسيا المجال الجوي لبيلاروسيا بما في ذلك لمهام الإنذار المبكر بالرادار والتحكم حتى عام 2023 عندما تضررت طائرة استطلاع روسية من طراز بيريف أ-50 بواسطة طائرات بدون طيار. وبسبب مشاركتها النشطة تعتبر بيلاروسيا دولة محاربة (ولكنها ليست دولة مشاركة في القتال) في هذا الغزو على النقيض من الدول غير المحاربة التي لديها "مجموعة واسعة من الأدوات المتاحة للجهات الفاعلة غير المحاربة دون الوصول إلى عتبة القتال".
أفاد بوليتيكو في مارس 2023 أن شركة نورينكو الصينية المملوكة للدولة قامت بشحن بنادق هجومية وأجزاء طائرات بدون طيار ودروع واقية إلى روسيا بين يونيو وديسمبر 2022 مع بعض الشحنات عبر دول ثالثة بما في ذلك تركيا والإمارات العربية المتحدة. وفقا للولايات المتحدة تم استخدام الذخيرة الصينية في ساحات القتال في أوكرانيا. في مايو 2023 حدد الاتحاد الأوروبي أن الشركات الصينية والإماراتية كانت تزود روسيا بمكونات الأسلحة. في يونيو 2023 أشارت الاستخبارات العسكرية الأمريكية إلى أن إيران كانت تزود روسيا بطائرات شاهد القتالية بدون طيار ومواد الإنتاج لتطوير مصنع طائرات بدون طيار. وفقا للولايات المتحدة زودت كوريا الشمالية روسيا بصواريخ باليستية وقاذفات رغم أن السلطات الأمريكية لم تذكر النماذج المحددة. بناء على الحطام الذي خلفته الصواريخ في 30 ديسمبر 2023 تظهر الهجمات ضد الأهداف الأوكرانية أجزاء مشتركة بين صواريخ كيه إن-23 وكيه إن-24 وكيه إن-25. في فبراير 2024 أشار تقرير لرويترز إلى أن إيران أرسلت صواريخ باليستية إلى الجيش الروسي. في أبريل 2024 ورد أن الصين زودت روسيا بالاستخبارات الجغرافية المكانية وأدوات آلية للدبابات ووقود للصواريخ.

## الخسائر

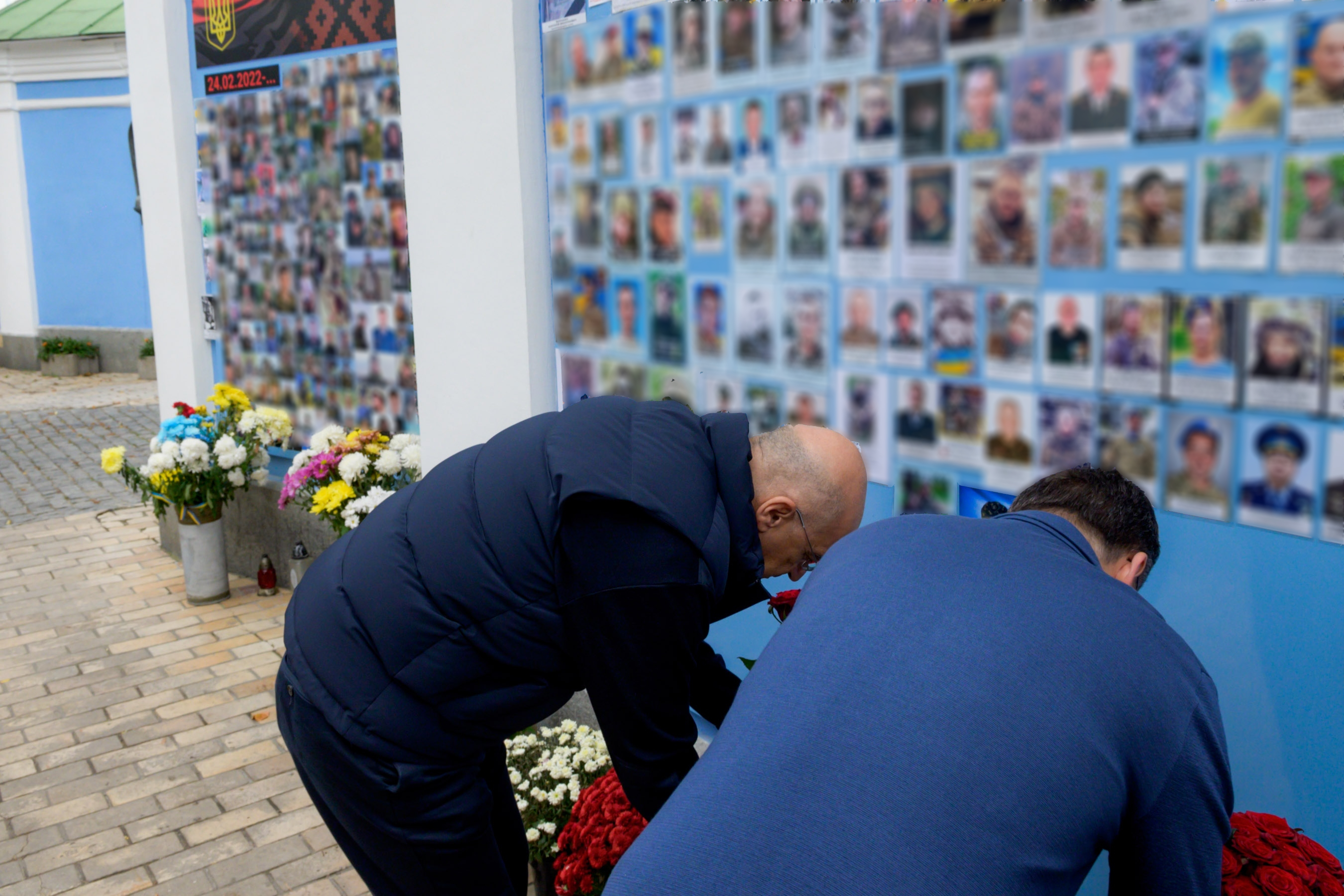
صور الجنود الأوكرانيين الذين قتلوا في الحرب الروسية الأوكرانية.

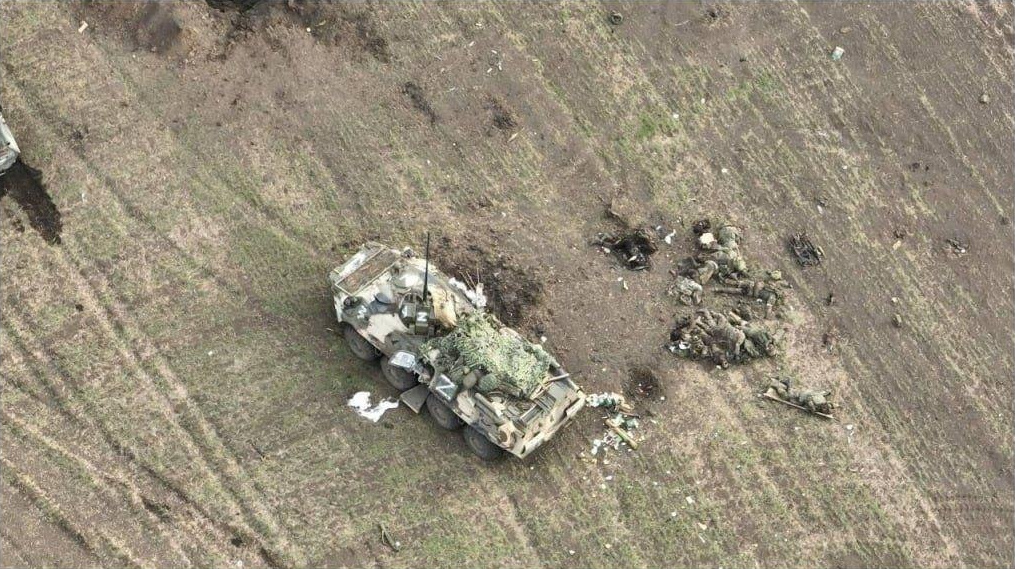
ضحايا روس بجوار مركبة مدرعة تحمل علامة Z.

تبالغ المصادر الروسية والأوكرانية في أعداد الضحايا للقوات المعارضة وتقلل من خسائرها من أجل رفع الروح المعنوية. تقول وثائق أمريكية مسربة إن "عدم الإبلاغ عن الخسائر داخل النظام [الروسي] يسلط الضوء على "إحجام" الجيش المستمر عن نقل الأخبار السيئة إلى أعلى سلسلة القيادة". توقفت وسائل الإعلام الروسية إلى حد كبير عن الإبلاغ عن عدد القتلى الروس. اعترفت روسيا وأوكرانيا بتكبد خسائر "كبيرة" و"ضخمة" على التوالي. ذكرت بي بي سي نيوز أن التقارير الأوكرانية عن أعداد الضحايا الروس تضمنت الجرحى.
كان من المستحيل دائما تحديد أعداد القتلى المدنيين والعسكريين بدقة. ذكرت وكالة فرانس برس أنها ومراقبو الصراع المستقلون لم يتمكنوا من التحقق من مزاعم روسيا وأوكرانيا بشأن خسائر العدو ويشتبهون في أنها مبالغ فيها. في 12 أكتوبر 2022 أفاد مشروع آي ستوريز الإعلامي الروسي المستقل نقلا عن مصادر مقربة من الكرملين أن أكثر من 90 ألف جندي روسي قُتلوا أو أصيبوا بجروح خطيرة أو فُقدوا في أوكرانيا.
في حين يمكن استنتاج الوفيات القتالية من مجموعة متنوعة من المصادر بما في ذلك صور الأقمار الصناعية للعمل العسكري فإن الوفيات بين المدنيين قد تكون أكثر صعوبة. في 16 يونيو 2022 أخبر وزير الدفاع الأوكراني شبكة سي إن إن أنه يعتقد أن عشرات الآلاف من الأوكرانيين قد ماتوا مضيفا أنه يأمل أن يكون إجمالي عدد القتلى أقل من 100000. بحلول نهاية يونيو 2024 فقد حوالي 20000 أوكراني أطرافهم. في مدينة ماريوبول المدمرة وحدها يعتقد المسؤولون الأوكرانيون أن ما لا يقل عن 25000 شخص قد قُتلوا ولا تزال الجثث تُكتشف في سبتمبر 2022. قال رئيس البلدية إن أكثر من 10000 وربما ما يصل إلى 20000 مدني لقوا حتفهم في حصار ماريوبول وأن القوات الروسية أحضرت معدات حرق الجثث المتنقلة معهم عندما دخلت المدينة. في أغسطس 2022 قدر الباحث دان سيورياك من معهد سي دي هاو عدد القتلى المدنيين في ماريوبول بنحو 25000 كما أظهر تحقيق أجرته وكالة أسوشيتد برس في نهاية عام 2022 أن عدد القتلى المدنيين في منطقة ماريوبول وحدها يصل إلى 75000 قتيل. وتقول وكالة فرانس برس إن "الفجوة الرئيسية في تعداد الضحايا هي الافتقار إلى المعلومات من الأماكن التي تحتلها روسيا مثل مدينة ماريوبول الساحلية حيث يُعتقد أن عشرات الآلاف من المدنيين لقوا حتفهم". ووفقا لدراسة حديثة أجرتها هيومن رايتس ووتش ومنظمتان أخريان كان هناك ما لا يقل عن 8034 حالة وفاة إضافية في ماريوبول بين مارس 2022 وفبراير 2023. وأفاد مكتب المفوض السامي للأمم المتحدة لحقوق الإنسان بقضايا مماثلة ويعتقد أن أعداد الضحايا المدنيين الحقيقية كانت أعلى بكثير مما تمكنت من تأكيده.
في الجيش الروسي أثناء الغزو عانت الأقليات العرقية في روسيا من خسائر بشرية عالية بشكل غير متناسب. في أكتوبر 2022 كانت المناطق الروسية التي سجلت أعلى معدلات وفيات هي داغستان وتوفا وبورياتيا وكلها مناطق أقليات. في فبراير 2024 كانت ست من أصل عشر مناطق روسية ذات أعلى معدلات وفيات في أوكرانيا تقع في سيبيريا والشرق الأقصى ودفع استمرار الأقليات العرقية في تسجيل معدلات خسائر بشرية ضخمة المحللين إلى التحذير من أن الوضع سيؤدي إلى آثار مدمرة طويلة الأجل على هذه المجتمعات.
|                                                                 | الأرقام                                                | الفترة                          | المصدر                                                     |
| --------------------------------------------------------------- | ------------------------------------------------------ | ------------------------------- | ---------------------------------------------------------- |
| المدنيون الأوكرانيون                                            | 11,284+ قتل, 22,594+ أصيب                              | 24 فبراير 2022 – 10 يوليو 2024  | الأمم المتحدة (مفوضية الأمم المتحدة السامية لحقوق الإنسان) |
| القوات الأوكرانية (الحرس الوطني الأوكراني)                      | 501 قتل, 1,697 أصيب                                    | 24 فبراير 2022 – 12 مايو 2022   | الحرس الوطني الأوكراني                                     |
| القوات الأوكرانية (القوات المسلحة الأوكرانية)                   | 31,000 قتل                                             | 24 فبراير 2022 – 25 فبراير 2024 | مكتب رئيس أوكرانيا                                         |
| القوات الأوكرانية                                               | 46,450 قتل (بما في ذلك غير القتالية، ثابت حسب الأسماء) | 24 فبراير 2022 – 29 أبريل 2024  | مشروع UALosses                                             |
| القوات الروسية (باستثناء القوات الروسية الانفصالية في الدونباس) | 61,009 قتل (ثابت حسب الأسماء)                          | 24 فبراير 2022 – 26 يوليو 2024  | بي بي سي نيوز الروسية و ميديازونا                          |
| القوات الروسية (القوات الروسية الانفصالية في الدونباس)          | 23,500 قتل                                             | 24 فبراير 2022 – 28 يونيو 2024  | بي بي سي نيوز الروسية                                      |

|                   | الأرقام                                                                     | الفترة                          | المصدر                                              |
| ----------------- | --------------------------------------------------------------------------- | ------------------------------- | --------------------------------------------------- |
| مدنيون أوكرانيون  | 11,000 قتل (مؤكد), 28,000 أسر                                               | 24 فبراير 2022 – 30 نوفمبر 2023 | الحكومة الأوكرانية                                  |
| مدنيون أوكرانيون  | 1,499 قتل, 4,287 أصيب (في جمهورية دونيتسك الشعبية وجمهورية لوغانسك الشعبية) | 17 فبراير 2022 – 22 يونيو 2023  | جمهورية دونيتسك الشعبية وجمهورية لوغانسك الشعبية    |
| مدنيون أوكرانيون  | 13,287 قتل, 19,464 أصيب                                                     | 24 فبراير 2022 – 23 فبراير 2023 | بنيامين جيه رادفورد وآخرون.                         |
| القوات الأوكرانية | 70,000 قتل, 100,000–120,000 أصيب                                            | 24 فبراير 2022 – 18 أغسطس 2023  | تقديرات الولايات المتحدة                            |
| القوات الروسية    | 315,000 خسائر                                                               | 24 فبراير 2022 – 30 يناير 2024  | تقديرات الولايات المتحدة (وكالة المخابرات المركزية) |
| القوات الروسية    | 123,400 قتل, 214,000 أصيب                                                   | 24 فبراير 2022 – 5 أبريل 2024   | بي بي سي نيوز الروسية                               |
| القوات الروسية    | 573,510+ خسائر                                                              | 24 فبراير 2022 – 27 يوليو 2024  | تقديرات وزارة الدفاع الأوكرانية                     |

## أسرى الحرب
تباينت الأعداد الرسمية والتقديرية لأسرى الحرب. في 24 فبراير قالت أوكسانا ماركاروفا سفيرة أوكرانيا لدى الولايات المتحدة إن فصيلة من الحرس 74 من منطقة كيميروفو استسلمت قائلة إنهم لم يكونوا على علم بأنه تم إحضارهم إلى أوكرانيا وأُمروا بقتل الأوكرانيين. ادعت روسيا أنها أسرت 572 جنديا أوكرانيا حتى 2 مارس 2022 بينما قالت أوكرانيا إنها تحتجز 562 جنديا روسيا حتى 20 مارس. كما أطلقت سراح جندي واحد مقابل خمسة من جنودها واستبدلت تسعة آخرين بعمدة ميليتوبول المحتجز.

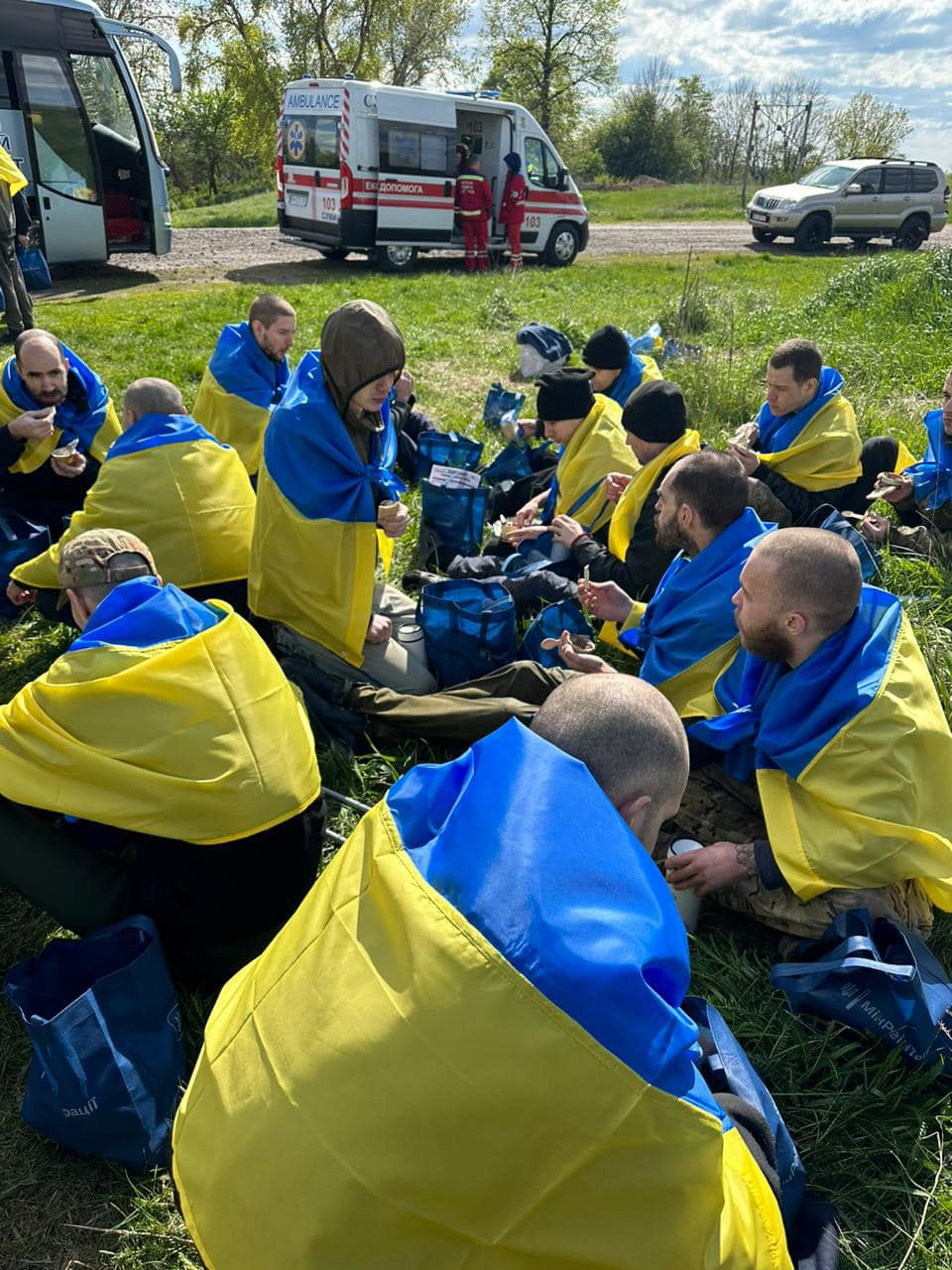
تم إطلاق سراح جنود أوكرانيين خلال عملية التبادل بين أوكرانيا وروسيا في 6 مايو 2023.

في 24 مارس 2022 تم تبادل 10 جنود روس و10 جنود أوكرانيين بالإضافة إلى 11 روسيا و19 بحارا مدنيا أوكرانيا. في 1 أبريل تم تبادل 86 جنديا أوكرانيا مقابل عدد غير معروف من القوات الروسية. نقلت صحيفة الإندبندنت في 9 يونيو 2022 تقديرا استخباراتيا لأكثر من 5600 جندي أوكراني تم أسرهم بينما انخفض عدد الجنود الروس المحتجزين من 900 في أبريل إلى 550 بعد عدة عمليات تبادل للأسرى.
حدد تقرير صادر في 25 أغسطس 2022 عن مختبر الأبحاث الإنسانية التابع لمدرسة ييل للصحة العامة حوالي 21 معسكرا لتصفية "المدنيين وأسرى الحرب وغيرهم من الأفراد" الأوكرانيين في محيط منطقة دونيتسك. وقد أظهرت صور أحد هذه السجون سجن أولينيفكا وجود موقعين بهما أرض مضطربة تتوافق مع "القبور المحتملة". وقال كافيه خوشنود أستاذ في كلية الصحة العامة بجامعة ييل: "الاحتجاز الانفرادي للمدنيين هو أكثر من مجرد انتهاك للقانون الإنساني الدولي - فهو يمثل تهديدا للصحة العامة لأولئك المحتجزين حاليا لدى روسيا ووكلائها". تشمل الظروف التي وصفها السجناء المفرج عنهم التعرض وعدم كفاية الوصول إلى الصرف الصحي والغذاء والماء والظروف الضيقة والصدمات الكهربائية والاعتداء الجسدي.
في أواخر عام 2022 عندما تجاوز عدد الضحايا الروس 50 ألفا قدم الجيش الروسي قوات حاجزة. وذكرت وزارة الدفاع البريطانية أن هذه وحدات تهدد بإطلاق النار على جنودها المنسحبين من أجل إجبارهم على شن هجمات. في مارس 2023 صور جنود روس مقطع فيديو موجها إلى الرئيس بوتن حيث ذكروا أنه بعد تعرضهم للإصابات حاولوا العودة إلى مقرهم لكن رؤسائهم منعوهم من الإخلاء. وذكروا أن قوات الحاجز وُضعت خلفهم وهددت "بتدميرهم". وعلى وجه الخصوص ورد أن وحدات ستورم-زد "أُبقيت في خط" من قبل قوات الحاجز.
في مارس 2023 أفاد مفوض الأمم المتحدة لحقوق الإنسان فولكر تورك أن أكثر من 90٪ من أسرى الحرب الأوكرانيين الذين تمت مقابلتهم من قبل مكتبه والذي لا يمكن أن يشمل إلا أولئك الذين تم إطلاق سراحهم من روسيا قالوا في روسيا: "إنهم تعرضوا للتعذيب أو سوء المعاملة ولا سيما في مرافق السجون بما في ذلك من خلال ما يسمى - وهي عبارة مروعة - "الضرب الترحيبي" عند وصولهم فضلا عن أعمال التعذيب المتكررة طوال فترة الاحتجاز".
في أبريل 2023 بدأت العديد من مقاطع الفيديو في التداول على مواقع الويب المختلفة والتي يُزعم أنها تُظهر جنودا روسا يقطعون رؤوس جنود أوكرانيين. قارن زيلينسكي الجنود الروس بـ "الوحوش" بعد تداول اللقطات. فتح المسؤولون الروس تحقيقا بشأن اللقطات بعد ذلك بوقت قصير.

## جرائم الحرب والهجمات على المدنيين

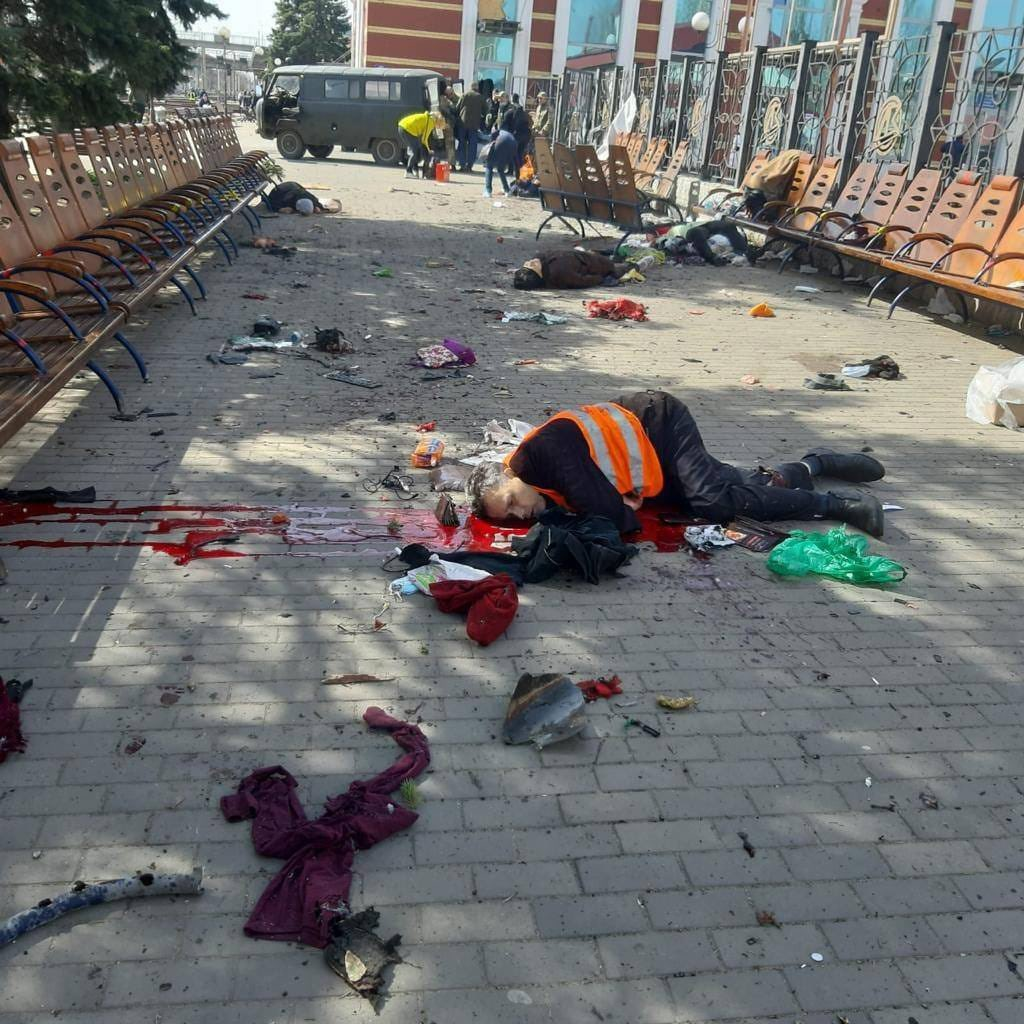
جثث في 8 أبريل 2022 بعد قصف سكة حديد كراماتورسك. حدد المحققون الأوكرانيون أكثر من 600 جريمة حرب مشتبه بها في الغزو الروسي لأوكرانيا عام 2022 بعضها يتعلق بشكل خاص بوزير الدفاع الروسي سيرجي شويجو.

أثناء الغزو كان الجيش والسلطات الروسية مسؤولين عن هجمات متعمدة ضد أهداف مدنية (بما في ذلك الضربات على المستشفيات وعلى شبكة الطاقة) ومذابح المدنيين واختطاف المدنيين وتعذيبهم والعنف الجنسي والترحيل القسري للمدنيين وتعذيب وقتل أسرى الحرب الأوكرانيين. كما نفذوا العديد من الهجمات العشوائية في المناطق ذات الكثافة السكانية العالية بما في ذلك بالقنابل العنقودية.
وفقا لمكتب المفوض السامي للأمم المتحدة لحقوق الإنسان بحلول ديسمبر 2023 قُتل حوالي 78٪ من الضحايا المدنيين المؤكدين في الأراضي الخاضعة لسيطرة أوكرانيا بينما قُتل 21٪ في الأراضي التي تحتلها روسيا.
أفادت التقارير أن القوات الروسية استخدمت أسلحة كيميائية محظورة 465 مرة على الأقل خلال الحرب وعادة ما كانت قنابل الغاز المسيل للدموع. يُحظر استخدام الغاز المسيل للدموع بموجب اتفاقية الأسلحة الكيميائية الدولية ويعتبر سلاحا كيميائيا إذا تم استخدامه من قبل القوات العسكرية أثناء الحرب. في 6 أبريل 2024 خلص تحقيق أجرته صحيفة ديلي تلغراف إلى أن "القوات الروسية تنفذ حملة منهجية من الهجمات الكيميائية غير القانونية ضد الجنود الأوكرانيين".
في مارس 2024 أصدرت الأمم المتحدة تقريرا يقول إن روسيا ربما أعدمت أكثر من 30 أسير حرب أوكراني تم أسرهم مؤخرا خلال أشهر الشتاء. وتحقق مكتب المفوض السامي للأمم المتحدة لحقوق الإنسان من ثلاث حوادث أعدم فيها جنود روس سبعة جنود أوكرانيين. ووفقا لنفس التقرير كشف 39 من أصل 60 أسير حرب أوكراني تم إطلاق سراحهم أيضا "أنهم تعرضوا للعنف الجنسي أثناء احتجازهم بما في ذلك محاولة الاغتصاب والتهديد بالاغتصاب والإخصاء والضرب أو إعطاء صدمات كهربائية للأعضاء التناسلية والتعري القسري المتكرر بما في ذلك أثناء الاستجواب والتحقق من الوشم".

### اختطاف الأطفال الأوكرانيين
في يونيو 2024 حدد تحقيق أجرته صحيفة فاينانشال تايمز أربعة أطفال أوكرانيين على موقع تبني مرتبط بالحكومة الروسية تم اختطافهم من دور رعاية حكومية. لم يكن هناك ذكر للخلفية الأوكرانية للأطفال وظهر أحد الأطفال باسم روسي جديد وعمر يختلفان عن وثائقهم الأوكرانية وظهر طفل آخر باستخدام نسخة روسية من اسمه الأوكراني. كما تم تأكيد 17 مطابقة إضافية حددتها فاينانشال تايمز على موقع التبني على أنهم أطفال أوكرانيون في تحقيق حديث لصحيفة نيويورك تايمز. تقدر السلطات الأوكرانية أن ما يقرب من 20 ألف طفل أوكراني تم نقلهم قسرا من الأراضي المحتلة إلى روسيا منذ بداية الغزو الكامل. وصف واين جورداش رئيس شركة الامتثال للحقوق العالمية وهي شركة محاماة إنسانية دولية النقل القسري أو ترحيل الأطفال بأنه جرائم حرب مضيفا أنه عندما يتم ذلك كجزء من هجوم واسع النطاق أو منهجي على السكان المدنيين فإن روسيا ترتكب أيضًا جرائم ضد الإنسانية.

### مذكرات التوقيف الدولية
فتحت المحكمة الجنائية الدولية تحقيقا في جرائم محتملة ضد الإنسانية وإبادة جماعية وجرائم حرب. في 17 مارس 2023 أصدرت المحكمة الجنائية الدولية مذكرة اعتقال بحق بوتن متهمة إياه بالمسؤولية الجنائية الفردية عن اختطاف الأطفال الذين تم ترحيلهم قسرا إلى روسيا. كانت هذه هي المرة الأولى التي تصدر فيها المحكمة الجنائية الدولية مذكرة اعتقال بحق رئيس دولة عضو دائم في مجلس الأمن التابع للأمم المتحدة (القوى النووية الخمس الرئيسية في العالم). نفت موسكو أي تورط في جرائم حرب وهو الرد الذي يقول عنه فيتوريو بوفاتشي من جامعة كوليدج كورك "إنه يقترب من الهزل" وزعمها أن الصور الصادرة عن بوتشا ملفقة "رد خادع ولد من الغطرسة الوهمية وما بعد الحقيقة على نحو مفرط (لا يستحق) أن يؤخذ على محمل الجد". حتى مجلس الشيوخ الأمريكي المنقسم عادة اجتمع ليصف بوتن بأنه مجرم حرب. إن أحد الجهود العديدة التي بُذلت لتوثيق جرائم الحرب الروسية تتعلق بقصفها المتكرر للأسواق وطوابير الخبز وتدمير البنية الأساسية الأساسية والهجمات على الصادرات وقوافل الإمدادات في بلد لا يزال فيه تجويع الأوكرانيين المتعمد على يد السوفييت أو ما يعرف بالمجاعة الكبرى يلوح في الأفق في الذاكرة العامة. إن الترحيل القسري للسكان كما حدث في ماريوبول هو مجال آخر من مجالات التركيز حيث أن "الترحيل القسري والنقل يُعرف بأنه جرائم حرب بموجب اتفاقية جنيف الرابعة والبروتوكول الثاني والمادة 8 من نظام روما الأساسي - وباعتباره جرائم ضد الإنسانية - بموجب المادة 7 من نظام روما الأساسي. وباعتبارها جرائم حرب وجرائم ضد الإنسانية فإنها تخضع لعدة آليات للمساءلة الفردية والمحكمة الجنائية الدولية وأيضا على مستوى الدولة الفردية الولاية القضائية العالمية وتشريعات عقوبات ماجنيتسكي.

## التأثير

### التأثير الإنساني
كان التأثير الإنساني للغزو واسع النطاق وشمل تأثيرات سلبية على الإمدادات الغذائية الدولية وأزمة الغذاء في عام 2022. وتشير التقديرات إلى نزوح 6.6 مليون أوكراني داخليا بحلول أغسطس 2022 وكان نفس العدد تقريبا لاجئين في بلدان أخرى. دمر الغزو التراث الثقافي لأوكرانيا مع تأثر أكثر من 500 موقع للتراث الثقافي الأوكراني بما في ذلك المراكز الثقافية والمسارح والمتاحف والكنائس بـ "العدوان الروسي". وصف وزير الثقافة الأوكراني ذلك بالإبادة الجماعية الثقافية. يعتبر التدمير المتعمد ونهب مواقع التراث الثقافي الأوكراني بهذه الطريقة جريمة حرب.
وُصفت الهجمات الروسية على المدنيين والتي تسببت في سقوط ضحايا مدنيين وتشريد جماعي بأنها إبادة جماعية وإبادة ديمقراطية. في 15 سبتمبر 2023 قدمت هيئة تحقيق مفوضة من الأمم المتحدة نتائجها التي تفيد بأن المحتلين الروس عذبوا الأوكرانيين بوحشية لدرجة أن بعض ضحاياهم ماتوا وأجبروا العائلات على الاستماع وهم يغتصبون النساء المجاورات. قالت اللجنة سابقا إن الانتهاكات التي ارتكبتها القوات الروسية في أوكرانيا بما في ذلك استخدام التعذيب قد تشكل جرائم ضد الإنسانية.
وصف تقرير صادر عن أطباء من أجل حقوق الإنسان العنف الروسي ضد نظام الرعاية الصحية الأوكراني بأنه سمة بارزة لسلوك روسيا أثناء الحرب حيث وثق 707 هجوما على نظام الرعاية الصحية في أوكرانيا بين 24 فبراير و31 ديسمبر 2022. وتعتبر مثل هذه الهجمات جرائم حرب.

### أزمة اللاجئين

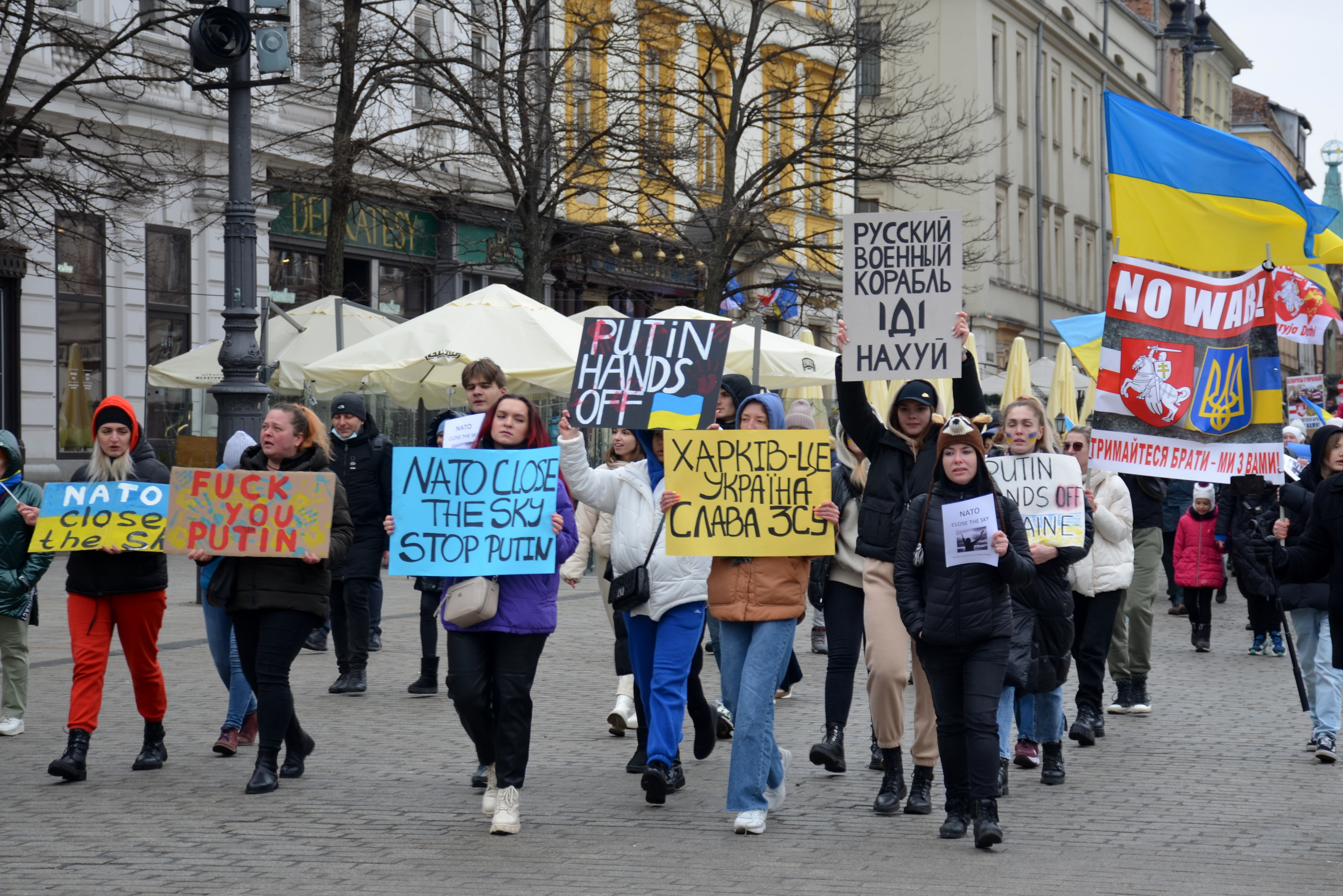
لاجئون أوكرانيون في كراكوف يحتجون ضد الحرب، 6 مارس 2022.

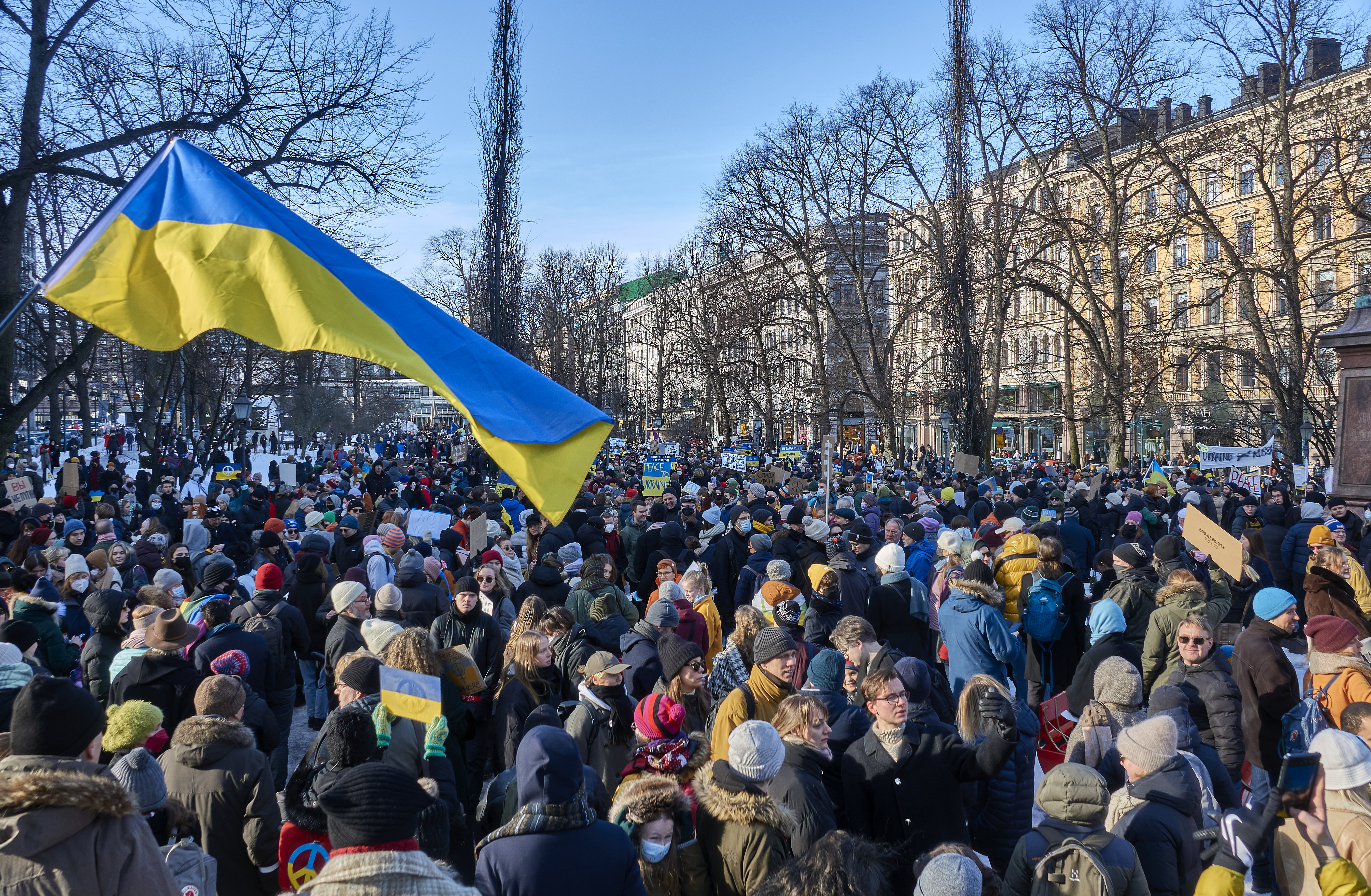
احتجاج ضد الغزو الروسي لأوكرانيا نظمته منظمات شبابية سياسية في هلسنكي عاصمة فنلندا، 26 فبراير 2022.

تسببت الحرب في أكبر أزمة لاجئين وإنسانية في أوروبا منذ الحروب اليوغوسلافية في التسعينيات ووصفتها الأمم المتحدة بأنها أسرع أزمة من هذا النوع نموا منذ الحرب العالمية الثانية. وبينما كانت روسيا تحشد قواتها العسكرية على طول الحدود الأوكرانية استعدت العديد من الحكومات المجاورة ومنظمات الإغاثة لحدث نزوح جماعي في الأسابيع التي سبقت الغزو. في ديسمبر 2021 قدر وزير الدفاع الأوكراني أن الغزو قد يجبر ثلاثة إلى خمسة ملايين شخص على الفرار من منازلهم.
في الأسبوع الأول من الغزو أفادت الأمم المتحدة أن أكثر من مليون لاجئ فروا من أوكرانيا ووصل هذا لاحقا إلى أكثر من ثمانية ملايين بحلول 31 يناير 2023. في 20 مايو أفاد الراديو الوطني العام أنه بعد تدفق كبير للمعدات العسكرية الأجنبية إلى أوكرانيا يسعى عدد كبير من اللاجئين إلى العودة إلى مناطق أوكرانيا المعزولة نسبيا عن جبهة الغزو في جنوب شرق أوكرانيا. ومع ذلك بحلول 3 مايو نزح 8 ملايين شخص آخر داخل أوكرانيا.
كان معظم اللاجئين من النساء والأطفال وكبار السن أو المعوقين. تم رفض خروج معظم المواطنين الأوكرانيين الذكور الذين تتراوح أعمارهم بين 18 و60 عاما من أوكرانيا كجزء من التجنيد الإجباري ما لم يكونوا مسؤولين عن الدعم المالي لثلاثة أطفال أو أكثر أو آباء عازبين أو كانوا أحد الوالدين أو الوصي على أطفال ذوي إعاقة. اختار العديد من الرجال الأوكرانيين بما في ذلك المراهقون البقاء في أوكرانيا طواعية للانضمام إلى المقاومة.
وفقا للمفوضية العليا للأمم المتحدة لشؤون اللاجئين اعتبارا من 13 مايو 2022 كان هناك 3,315,711 لاجئا في بولندا و901,696 في رومانيا و594,664 في المجر و461,742 في مولدوفا و415,402 في سلوفاكيا و27,308 في بيلاروسيا بينما أفادت روسيا أنها استقبلت أكثر من 800,104 لاجئ. وبحلول 13 يوليو 2022 وصل أكثر من 390,000 لاجئ أوكراني إلى جمهورية التشيك حيث كان متوسط اللاجئ امرأة برفقة طفل واحد. وكان هؤلاء اللاجئون أكثر عرضة للحصول على شهادة جامعية بمرتين من سكان التشيك ككل. كانت تركيا وجهة مهمة أخرى حيث سجلت أكثر من 58,000 لاجئ أوكراني حتى 22 مارس وأكثر من 58,000 حتى 25 أبريل. استند الاتحاد الأوروبي إلى توجيه الحماية المؤقتة لأول مرة في تاريخه ومنح اللاجئين الأوكرانيين الحق في العيش والعمل في الاتحاد الأوروبي لمدة تصل إلى ثلاث سنوات. وقد قبلت بريطانيا 146379 لاجئا بالإضافة إلى تمديد القدرة على البقاء في المملكة المتحدة لمدة 3 سنوات مع حقوق مماثلة على نطاق واسع للاتحاد الأوروبي وإقامة لمدة ثلاث سنوات والوصول إلى الرعاية والخدمات الحكومية.
وفقا لمنظمة الأمن والتعاون في أوروبا انخرطت روسيا في "ترحيل جماعي" لأكثر من 1.3 مليون مدني أوكراني مما يشكل جرائم ضد الإنسانية. واتهمت منظمة الأمن والتعاون في أوروبا وأوكرانيا روسيا بنقل المدنيين قسرا إلى معسكرات الترشيح في الأراضي التي تسيطر عليها روسيا ثم إلى روسيا. وقد قارنت المصادر الأوكرانية هذه السياسة بنقل السكان في الحقبة السوفيتية والإجراءات الروسية في حرب الاستقلال الشيشانية. على سبيل المثال اعتبارا من 8 أبريل ادعت روسيا أنها أجلت حوالي 121000 من سكان ماريوبول إلى روسيا. كما أعلنت روسيا في 19 أكتوبر عن الترحيل القسري لـ 60000 مدني من المناطق المحيطة بخط التماس في منطقة خيرسون. وقالت وكالة ريا نوفوستي والمسؤولون الأوكرانيون إن الآلاف أُرسلوا إلى مراكز مختلفة في مدن في روسيا وأوكرانيا المحتلة من قبل روسيا حيث أُرسل الناس إلى مناطق تعاني من الكساد الاقتصادي في روسيا. في أبريل قال سكرتير مجلس الأمن القومي والدفاع الأوكراني أوليكسي دانيلوف إن روسيا تخطط لبناء "معسكرات اعتقال" للأوكرانيين في غرب سيبيريا ومن المرجح أنها تخطط لإجبار السجناء على بناء مدن جديدة في سيبيريا.

### التأثيرات الديموغرافية طويلة الأمد

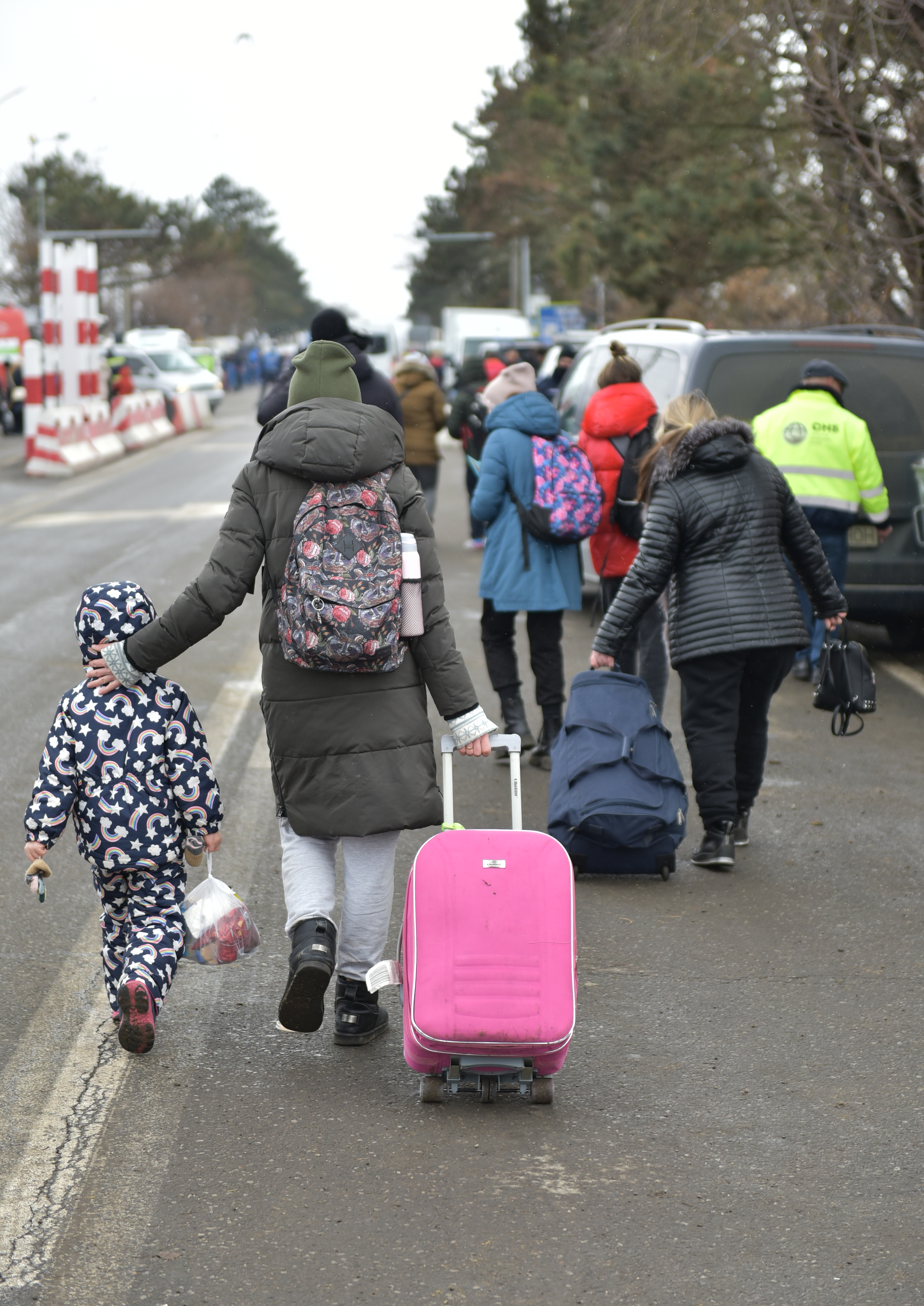
اللاجئون الأوكرانيون يدخلون رومانيا، 5 مارس 2022.

واجهت كل من روسيا وأوكرانيا احتمال انخفاض كبير في عدد السكان حتى قبل الحرب حيث كانت معدلات الخصوبة لديهما من بين الأدنى على مستوى العالم والهجرة الكبيرة. إنها المرة الأولى التي تخوض فيها دولتان يبلغ متوسط أعمار سكانهما أكثر من 40 عاما حربا ضد بعضهما البعض. كان لدى روسيا عدد سكان من الذكور في سن القتال (18 إلى 40 عاما) أعلى بأربع مرات من أوكرانيا ومعدلات ولادة أعلى قليلا في حين كانت الرغبة في القتال أكثر وضوحا في أوكرانيا.
أشارت العديد من المصادر إلى أن الحرب تؤدي إلى تفاقم الأزمة الديموغرافية في أوكرانيا بشكل كبير مما يجعل الانكماش الكبير محتملا للغاية. وفي يوليو 2023 أشارت دراسة أجراها معهد فيينا للدراسات الاقتصادية الدولية إلى أنه "بغض النظر عن المدة التي ستستغرقها الحرب وما إذا كان هناك مزيد من التصعيد العسكري أم لا فمن غير المرجح أن تتعافى أوكرانيا ديموغرافيا من عواقب الحرب. وحتى في عام 2040 لن يتجاوز عدد سكانها 35 مليون نسمة أي أقل بنحو 20% عن عددهم قبل الحرب (2021: 42.8 مليون نسمة) ومن المرجح أن يكون الانخفاض في عدد السكان في سن العمل هو الأكثر حدة وواسع النطاق". وقد أخذت الدراسة في الاعتبار سيناريوهات مختلفة من "أفضل سيناريو" (نهاية الحرب في عام 2023 دون مزيد من التصعيد) إلى "أسوأ سيناريو" (نهاية الحرب في عام 2025 مع مزيد من التصعيد). وأثر الفرار من الحرب بشكل خاص على المناطق الجنوبية والشرقية وخاصة النساء المتعلمات في سن الإنجاب وأطفالهن. مع تقدير عدم عودة أكثر من 20% من اللاجئين خلصت مؤلفة الدراسة مارينا تفردوستوب إلى أن الانكماش طويل الأمد سيؤثر بشكل كبير على ظروف إعادة الإعمار.
أدت الحرب في أوكرانيا والهجرة المرتبطة بها وانخفاض معدلات المواليد والإصابات المرتبطة بالحرب إلى تعميق الأزمة الديموغرافية في روسيا. ويتوقع العديد من المعلقين أن يكون الوضع أسوأ مما كان عليه خلال التسعينيات. وتتوقع الأمم المتحدة أن يستمر الانخفاض الذي بدأ في عام 2021 وإذا استمرت الظروف الديموغرافية الحالية فسيبلغ عدد سكان روسيا 120 مليونا في غضون خمسين عاما وهو انخفاض بنحو 17%.
منذ فبراير 2022 هاجر مئات الآلاف من الروس وتتراوح التقديرات من 370.000 إلى أكثر من 820.000. وبالاقتران بالتعبئة ربما أدى هذا إلى إزالة ما يقرب من نصف مليون إلى مليون من الذكور في سن العمل من سكان روسيا. وتشير الدراسات إلى أن هذا سيكون له تأثير ديموغرافي وخاصة في روسيا والذي سيستمر لفترة أطول بكثير من الصراع وفترة بوتن في منصبه.
وفقا لهيئة الإذاعة البريطانية (بي بي سي):
إنهم يأتون من مختلف مناحي الحياة. بعضهم صحفيون مثلنا ولكن هناك أيضا خبراء في تكنولوجيا المعلومات ومصممون وفنانون وأكاديميون ومحامون وأطباء ومتخصصون في العلاقات العامة ولغويون. معظمهم تحت سن الخمسين. يتشارك الكثيرون في القيم الليبرالية الغربية ويأملون أن تكون روسيا دولة ديمقراطية يوما ما. بعضهم من مجتمع الميم. يقول علماء الاجتماع الذين يدرسون الهجرة الروسية الحالية أن هناك أدلة على أن أولئك الذين يغادرون هم أصغر سنا وأفضل تعليما وأكثر ثراء من أولئك الذين بقوا. في كثير من الأحيان يكونون من مدن أكبر.
وفقا ليوهانس واكس "قد يكون لهجرة رأس المال البشري الماهر والذي يُطلق عليه أحيانا هجرة الأدمغة من روسيا تأثير كبير على مسار الحرب والاقتصاد الروسي في الأمد البعيد". وفقا لمسح عاد حوالي 15 في المائة من أولئك الذين غادروا إلى روسيا إما بشكل دائم أو لتسوية شؤونهم.
في نوفمبر 2023 في مجلس الشعب الروسي العالمي حث بوتن النساء الروسيات على إنجاب ثمانية أطفال أو أكثر وسط تزايد الخسائر الروسية في الغزو.
في يوليو 2024 قال رئيس الأركان العامة للجيش البريطاني رولاند ووكر أنه بالطريقة الحالية للقتال سيستغرق الأمر من روسيا خمس سنوات للسيطرة على المناطق الأربع دونيتسك ولوغانسك وخيرسون وزابوريزهيا التي تدعي روسيا أنها تابعة لها وسيكلف ذلك روسيا من 1.5 إلى 1.8 مليون ضحية. قال إنه "لا يوجد فائزون" في غزو روسيا لأوكرانيا مضيفا أنه "دمار كامل لكلا الجانبين وأجيال ضائعة".

### التأثير البيئي

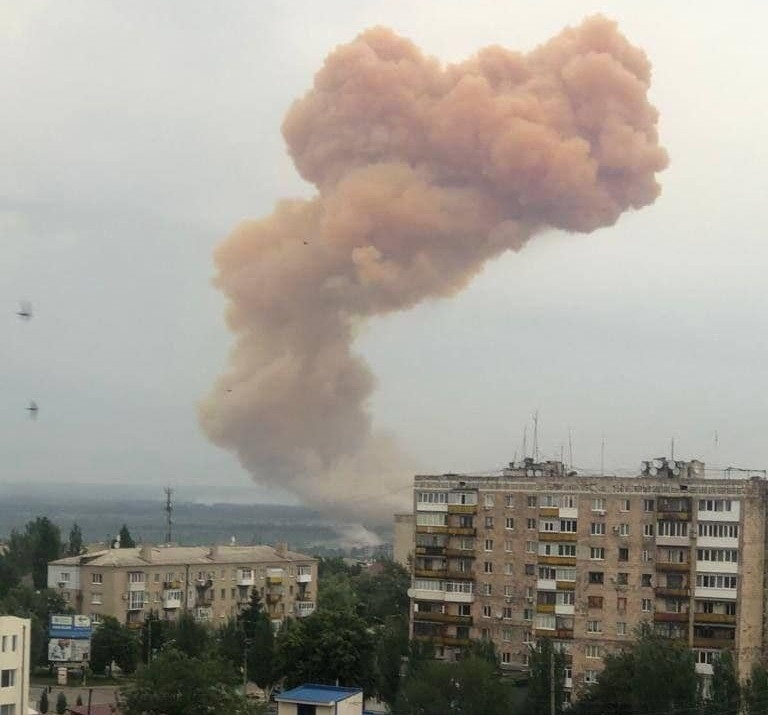
انفجار بسبب قصف دبابة مملوءة بحمض النيتريك خلال معركة سيفيرودونيتسك، 31 مايو 2022.

بناء على تقييم أولي ألحقت الحرب أضرارا بيئية بقيمة 51 مليار دولار أمريكي في أوكرانيا وفقا لتقرير صادر عن كلية ييل للبيئة احترق حوالي 687000 طن من البتروكيماويات نتيجة للقصف بينما تسرب ما يقرب من 1600 طن من الملوثات إلى المسطحات المائية. تسببت المواد الكيميائية الخطرة في تلويث حوالي 70 فدانا من التربة ومن المحتمل أن تجعل الأنشطة الزراعية مستحيلة مؤقتا. أصبحت حوالي 30% من أراضي أوكرانيا الآن مليئة بالمتفجرات وتضرر أكثر من 2.4 مليون هكتار من الغابات.
وفقا لمنظمة السلام الهولندية باكس فإن "الاستهداف المتعمد للبنية التحتية الصناعية والطاقة" من قبل روسيا تسبب في تلوث "شديد" كما أن استخدام الأسلحة المتفجرة ترك "ملايين الأطنان" من الحطام الملوث في المدن والبلدات. في أوائل يونيو 2023 تعرض سد كاخوفكا الواقع تحت الاحتلال الروسي لأضرار مما تسبب في حدوث فيضانات وإثارة تحذيرات من "كارثة بيئية".
وصفت الحكومة الأوكرانية والمراقبون الدوليون والصحفيون الأضرار بأنها إبادة بيئية. وتحقق الحكومة الأوكرانية في المزيد من الجرائم ضد البيئة والإبادة البيئية (جريمة في أوكرانيا). التقى زيلينسكي بشخصيات أوروبية بارزة (هايدي هاوتالا ومارجوت والستروم وماري روبنسون وجريتا ثونبرج) لمناقشة الأضرار البيئية وكيفية مقاضاة مرتكبيها.
وفقا لتحقيق أجرته منظمة المركز المستقل لمكافحة الفساد ونُشر في أبريل 2024 دمرت روسيا أكثر من 60 ألف هكتار من الغابات الأوكرانية بالكامل. وذكر التحقيق أن العواقب البيئية طويلة المدى قد تشمل انخفاض مستوى المياه الجوفية وانخفاض التنوع البيولوجي وتدهور جودة الهواء واندلاع الحرائق وجفاف الأنهار والبرك.

### التأثير الاقتصادي

#### أوكرانيا
أعلنت وزيرة التنمية الاقتصادية والتجارة الأوكرانية يوليا سفيريدينكو أنه في عام 2022 ستتكبد أوكرانيا خسارة بنسبة 30.4٪ في الناتج المحلي الإجمالي. وتوقع صندوق النقد الدولي أن يعاني الناتج المحلي الإجمالي لأوكرانيا من انخفاض من حد أدنى 10٪ إلى حد أقصى 35٪ وتوقع البنك الأوروبي لإعادة الإعمار والتنمية أيضا أن يتسبب الغزو في انخفاض الناتج المحلي الإجمالي لأوكرانيا بنسبة 20٪. ومع ذلك قالت دائرة الإحصاء الأوكرانية إن الناتج المحلي الإجمالي لأوكرانيا في عام 2023 نما بنسبة 5.3٪.
بدأت أوكرانيا في إصدار سندات حرب في 1 مارس 2022 وفي اليوم التالي أعلنت الحكومة الأوكرانية أنها جمعت 6.14 مليار هريفنيا. فرضت المفوضية الأوروبية حظرا في مايو 2022 على مبيعات الحبوب في بلدان: بلغاريا وبولندا والمجر ورومانيا وسلوفاكيا مع الاستثناء الوحيد إذا كانت تمر عبر تلك البلدان مع رفع الحظر في سبتمبر 2023.
تسببت الحرب في أزمة إنسانية كبرى في أوكرانيا: حسب برنامج الأمم المتحدة الإنمائي في مارس 2022 أن الصراع المطول من شأنه أن يتسبب في سقوط 30٪ من سكان أوكرانيا تحت خط الفقر في حين أن 62٪ آخرين سيكونون معرضين لخطر الوقوع في براثن الفقر أيضا في غضون عام.

#### روسيا
صرحت وزارة الاقتصاد الروسية أنه في عام 2022 انكمش الناتج المحلي الإجمالي بنسبة 2.1٪ وفي عام 2023 قالت الحكومة الروسية إن الناتج المحلي الإجمالي نما بنسبة 3.6٪.
تم وضع سقف سعر للنفط الروسي من قبل مجموعة الدول السبع (G7) عند 60 دولارا أمريكيا في 5 ديسمبر 2022. حظرت الولايات المتحدة جميع واردات النفط الروسي في 8 مارس 2022. فرض الاتحاد الأوروبي حظرا على المنتجات النفطية من روسيا في 5 فبراير 2023. الدول الأخرى التي حظرت النفط الروسي هي: كندا والمملكة المتحدة وأستراليا. أصدرت روسيا نفسها حظرا على مبيعات الديزل الأجنبية اعتبارا من 21 سبتمبر 2023 قبل رفعه في 6 أكتوبر.
في 27 أبريل 2024 أفادت التقارير أن روسيا تخطط لزيادة ضرائب الدخل الشخصي وضرائب الشركات للمساعدة في دفع تكاليف الحرب.

## المساعدات العسكرية لأوكرانيا
تواصل الحكومات الغربية تقديم مساعدات عسكرية لأوكرانيا منذ الغزو الروسي في فبراير 2022، ومع ذلك، ما زالت ترفض حتى الآن السماح لأوكرانيا باستخدام أسلحة بعيدة المدى، خوفًا من تصعيد الصراع.
أعلن الجيش الأوكراني في تقريره اليومي عن تحقيق قواته تقدماً في منطقة كورسك، لكنه لم يذكر تفاصيل إضافية. وكان الجيش قد أعلن سابقاً عن توغله لمسافة 35 كيلومتراً داخل الأراضي الروسية.
الغزو الأوكراني لمنطقة كورسك، الذي جرى الإعداد له بسرية تامة، كان مفاجئاً لوزارة الدفاع الروسية ولدوائر عدة في موسكو وخارجها.
تمكن الجيش الأوكراني من اختراق الخطوط الدفاعية الروسية الأولى، التي كانت تحت حراسة قوات حرس الحدود، وتقدم في عمق الأراضي الروسية عبر عدة محاور، تراوحت بين أربعة وخمسة على الأقل.
ويرى خبراء عسكريون أن وتيرة التقدم الأوكراني ربما تكون قد تباطأت بشكل ملحوظ بعد اليوم الرابع من العملية، لكن القوات الأوكرانية نجحت في تعزيز مواقعها الجديدة.

## جهود السلام

اعتبارا من يناير 2023 جعل الرئيس الروسي فلاديمير بوتن الاعتراف بالسيادة الروسية على الأراضي التي ضمتها (الصورة) شرطا لإجراء محادثات سلام مع أوكرانيا.

انعقدت مفاوضات السلام بين روسيا وأوكرانيا في 28 فبراير و3 مارس و7 مارس 2022 في منطقة غوميل على الحدود بين بيلاروسيا وأوكرانيا مع عقد المزيد من المحادثات في 10 مارس في تركيا وجولة رابعة من المفاوضات تبدأ في 14 مارس.
في 13 يوليو من ذلك العام قال وزير الخارجية الأوكراني دميترو كوليبا إن محادثات السلام مجمدة ويجب على أوكرانيا أولا استعادة الأراضي المفقودة في شرق البلاد قبل أن تبدأ المفاوضات. في 19 يوليو قال الرئيس الروسي السابق ونائب رئيس مجلس الأمن الروسي الحالي دميتري ميدفيديف: "ستحقق روسيا جميع أهدافها. سيكون هناك سلام - بشروطنا".
في أواخر سبتمبر من ذلك العام بعد ضم روسيا لمقاطعات دونيتسك وخيرسون ولوغانسك وزابوريزهيا في أوكرانيا أعلن زيلينسكي أن أوكرانيا لن تعقد محادثات سلام مع روسيا أثناء وجود بوتن رئيسا وفي أوائل أكتوبر وقع مرسوما لحظر مثل هذه المحادثات. في أواخر ديسمبر من ذلك العام قال المتحدث باسم بوتن دميتري بيسكوف ووزير الخارجية الروسي سيرجي لافروف إن أي خطة سلام لا يمكن أن تنطلق إلا من اعتراف أوكرانيا بسيادة روسيا على المناطق التي ضمتها من أوكرانيا في سبتمبر 2022. يتطلب الاقتراح المضاد لأوكرانيا من موسكو إعادة الأراضي الأوكرانية المحتلة ودفع تعويضات الحرب. في يناير 2023 قال المتحدث باسم بوتن بيسكوف إنه "لا توجد حاليا أي احتمالات للوسائل الدبلوماسية لتسوية الوضع حول أوكرانيا".
في مايو 2023 قال الأمين العام للأمم المتحدة أنطونيو جوتيريش إن مفاوضات السلام لإنهاء الحرب الروسية الأوكرانية "غير ممكنة في هذه اللحظة" قائلا إنه من الواضح أن روسيا وأوكرانيا "منغمستان تمامًا في هذه الحرب" وكل منهما "مقتنعة بقدرتها على الفوز".
في يونيو 2023 قال وزير الدفاع الأوكراني أوليكسي ريزنيكوف إن خطط السلام التي قدمتها الصين والبرازيل وإندونيسيا هي محاولات للوساطة نيابة عن روسيا و"إنهم جميعا يريدون حاليا أن يكونوا وسطاء إلى جانب روسيا. لهذا السبب فإن هذا النوع من الوساطة لا يناسبنا حاليا على الإطلاق لأنهم ليسوا محايدين". وقال إن أوكرانيا مستعدة لقبول الصين كوسيط فقط إذا تمكنت بكين من إقناع روسيا بالانسحاب من جميع الأراضي التي احتلتها.
في ديسمبر 2023 ذكرت صحيفة نيويورك تايمز أن بوتن كان يشير من خلال وسطاء منذ سبتمبر 2022 على الأقل إلى أنه "منفتح على وقف إطلاق النار الذي يجمد القتال على طول الخطوط الحالية". وقد استقبل الأوكرانيون وأنصار بلادهم هذا الأمر بتشكك مع انتقادات مفادها أنه قد يكون تكتيكا غير صادق وانتهازي للعلاقات العامة من قبل روسيا من شأنه أن يمنحها الوقت لإعادة بناء جيشها الضعيف قبل تجديد الهجوم. وقد أثيرت مثل هذه المخاوف منذ عام 2022.